# 機動戦士ガンダム 鉄血のオルフェンズ
『機動戦士ガンダム 鉄血のオルフェンズ』（きどうせんしガンダム てっけつのオルフェンズ、英題: MOBILE SUIT GUNDAM IRON-BLOODED ORPHANS）は、日本のテレビアニメ。「ガンダムシリーズ」に属するロボットアニメ作品であり、第1期が2015年10月から2016年3月、第2期が同年10月から2017年4月に放送された。キャッチコピーは「いのちの糧は、戦場にある。」。マスメディアでの略称は『鉄オル』。

## 概要
『機動戦士ガンダム』（以下『1st』）などの宇宙世紀作品とは別の世界観を舞台とするガンダム作品のひとつ。
サンライズはストーリーの大きなテーマとして「ドラマ性の強い少年たちの物語としての新世代ガンダム」と「段階的に進化するガンダム」を挙げ、ガンプラファンなどの従来層だけでなく、若年層およびアジア圏などの新世代のファン層の獲得を狙った、予備知識がなくても楽しめるガンダム作品であることを強調している。
公式サイトのほかに、2015年7月末から11月1日まで『CGS（CHRYSE GUARD SECURITY）コーポレートサイト』が公開されていたほか、2016年1月25日からはバンダイビジュアルの情報サイト『V-STORAGE online』にて、設定を詳説する『機動戦士ガンダム 鉄血のオルフェンズ 鉄血の情報局』が公開されている。

## 製作

### 経緯・スタッフィング
企画は、『機動戦士ガンダム00』（以下『00』）の映画『劇場版 機動戦士ガンダム00 -A wakening of the Trailblazer-』公開後にサンライズの小川正和のプロデュースで起ち上がった。『00』が世界の変革を描いた作品だったことを受け、本作は10代から20代のアニメを見る層が受け入れやすい青春群像劇として制作することが決まり、若年層向けの作品を多く手掛けていた長井龍雪を監督に迎えることが決定した。この段階で海老川兼武によって登場兵器のラフ案も描かれたが、『機動戦士ガンダムAGE』の制作が先行することとなり、長井が『あの日見た花の名前を僕達はまだ知らない。』（以下『あの花』）などの他作品で多忙になったことも手伝って、再始動は2015年の初頭になった。
再始動後、シリーズ構成には、長井が互いに意見をぶつけあえて同じように悩める人がよいという理由で、『あの花』や『とらドラ!』などでともにメインスタッフを務めた岡田麿里が、設定考証には長井の考えを物語の設定に活かす役割で鴨志田一が起用された。
デザイン面では、キャラクター原案に漫画家の伊藤悠が参加している。起用理由は『皇国の守護者』や『シュトヘル』に長井が戦争に対する強いイメージを受けたことと、『00』とは異なる泥臭いデザインが求められたことによる。メカニックデザインでは十数人のメカニックデザイナーによるコンペティションが行われ、鷲尾直広や海老川など過去のガンダム作品に携わったデザイナーに加え、特撮作品で活動する篠原保が初参加している。
音響・音楽面では、『心が叫びたがってるんだ。』で長井と面識のある明田川仁と横山克が起用されている。横山は当初、菅野よう子が制作した『∀ガンダム』や『天空のエスカフローネ』のようなフルオーケストラを想定していたが、打ち合わせの段階で長井の「これまでのガンダムシリーズのような荘厳なオーケストラではない」というオーダーを考慮し、多用される楽曲群をマリアッチやバルカンブラスの要素を取り入れたオーケストラとして作曲している。

### 作風・演出
サンライズ側から「『機動武闘伝Gガンダム』くらい踏み込んだ作品」あるいは「主人公は女の子でもOK」など高い自由度と既存にない作風を求められたこともあり、本作は生活のなかに戦いがある子どもたちの小規模な集団が主軸に据えられ、生存競争のために彼らが戦闘などの行動を能動的に起こすようなストーリー構成となっている。これはガンダムシリーズの特徴である「大国同士の戦争」や「戦いに巻き込まれる主人公」がターゲットの若年層にとって現実味のないものになっており、スタッフとしても軍隊の正確な描写が難しいとする長井の考えによって設定された。
作品のコンセプトとしては、平成以降の暴走族漫画に登場するヤンキー文化やチームのつながりという空気感を意味する「任侠」がスタッフ間で共有され、広島抗争をモチーフとした粛清などの要素が採用された。さらには『1st』を意識したロードムービーの要素も取り入れられているが、物語の骨子自体はなるべくオーソドックスにすることが意識された。
作品の終着点としては、主人公勢力が最終的に敗北することが企画段階から決められていた。これはイデオロギーや政治性のない少年たちがただひたすらに頑張る姿を描くことが長井の念頭にあり、どんな状況でも進むしかない人たちが実際に突き進むとどうなるかという思考実験に近いところから物語が生まれたことに起因する。長井は放送終了後のインタビューで、これを「『（人が）わかりあえる・わかりあえない』『（戦争が）終わる・終わらない』という話ではなくて、ただただ前に進み続けるだけの話。『結果』ではなく『過程』の話を描きたかった」という形で表現している。また、アフレコ開始以降や放送と並行して脚本・設定がリアルタイム作成されたことや、岡田の提案もあって二期終盤における結末・エピローグの予定変更なども行われたが、長井本人は結末までの過程に紆余曲折や変化はあったが大筋や結果は当初から企画していたものが作れたと語っている。
演出面では、劇中における価値観を平行に描くことが注意されており、主人公側と敵対側双方の非情な面を描くなど、単純な勧善懲悪の区別ができない作りになっている。キャラクター描写においてはリアリティをもたせるために、戦争の場面だけではなく、登場人物の日常の風景を描写することが意識されている。また、メカニックの演出ではビーム兵器が登場しない設定を踏まえたうえで、「斬るのでなく吹っ飛ばす」「装甲が剥がれてフレームがむき出しになる」といった、これまでのガンダムとは違う新しい見せ方が志向されている。

### プロモーション
2015年7月3日から「NEXT G Coming Soon」の文字とガンダム・バルバトスのシルエットとともに発表までのカウントダウンが行われ、7月15日にMBSとサンライズの製作で10月から放送されることが発表された。
8月22日・23日に開催された「キャラホビ2015 C3×HOBBY」のスペシャルステージでは、最新プロモーション映像とともに主要キャストと主題歌アーティストの発表が行われた。
9月20日には京都国際マンガ・アニメフェアにて放送に先駆けてスペシャルトークイベントが、第1話放送前日の10月2日には赤坂BLITZにて「機動戦士ガンダム 鉄血のオルフェンズ 第1話放送前夜祭」が行われた。

## 反響

### 批評
ライター・編集者の飯田一史は、『1st』がロバート・A・ハインラインの『宇宙の戦士』に影響を受けている事実を示したうえで、本作がハインラインに先祖返りを果たしていると指摘している。
SF・文芸評論家の藤田直哉は、少年兵やPMCといったナイーブな題材について描くことについて「勇気がある」と評し、本作が過去のガンダム作品でも取り上げられてきた少年兵やテロなどの現実問題と関連した主題の延長線にあることを述べている。また藤田は、主人公たちが「戦争に反対しているから行動する」のではなく「生きるために実利で動いている」ことが今後の展開を不透明にし、作品にスリルを与えていると語っている。
ウェブサイト「おたぽる」は内容から本作が「任侠ガンダム」と言われていることや、そのことに違和感を抱いた視聴者の存在や最終回が賛否両論だったことを紹介している。
BPOの「視聴者の意見（青少年に関する意見）」には、本作品と思しきアニメ作品の一部描写について問題視する意見が寄せられている。
フリーライターの多根清史は本作を「少子高齢化社会での若者搾取を思わせるドラマ」と評し、また「右や左より経済政策で支持政党を決める今どきの若者にも通じる」と評した。

### 録画率・視聴率
ソニー・コンピュータエンタテインメント (SCE)のレコーダー用アプリ「トルネ」の「トル機能」を用いて行われる「トルネ番付」では、「速報トルネ番付」秋アニメ第1話で2015年度に3位、2016年度に2位にランクイン。「月間トルネ番付」アニメ編の2015年度10月〜12月編で3位、2016年度1月〜3月・10月〜2017年度1月で2位、2017年度2・3月で1位を記録している。
一方視聴率では苦戦し、第18話は過去に同時間枠で放送された番組の中でも特に低い1.3%を記録している。

### そのほか
グッズに関しては、本作の「ガンプラ」が通販サイトで上位を独占し、好調な売れ行きを示した。また、バンダイナムコグループの2015年度決算説明会において、ガンプラが過去最高レベルの売上を記録した旨が説明された。映像の世界同時配信などの施策が成果をあげたと言及されている。
dアニメストアが行った「2015秋アニメランキング」では、「今期で燃えたアニメ」部門で1位にランクインし、「dアニメストアユーザーが選ぶ名シーン2015」においては、第1話「鉄と血と」の終盤シーンが選ばれている。ニュースサイトのガジェット通信が毎年行っている「ネット流行語大賞」では、鉄華団の空耳「鉄火丼」が2015年度アニメ流行語大賞銅賞（第3位）、オルガ・イツカの遺言「止まるんじゃねぇぞ…」が2017年度アニメ流行語大賞銅賞（第3位）を受賞している。
月刊ニュータイプとマチ★アソビによるアニメ大賞「ニュータイプアニメアワード 2015-2016」では、メカデザイン賞1位とスタジオ賞8位を受賞。翌年の「ニュータイプアニメアワード 2016-2017」では、再びメカデザイン賞1位を受賞した。
月刊アニメージュ主催の第39回アニメグランプリでは、作品部門で1位を受賞。そのほかの部門でも多数の関連キャラクターや声優、楽曲が上位にランクインしている。
ニッポンアニメ100の特別番組である「あけおめ!声優大集合」で企画された視聴者投票「あなたが好きなアニメキャラ」において本作の登場人物であるオルガ・イツカが2位に選出されている。この結果を踏まえて本作に出演した細谷佳正のインタビューが放映された。番組に反応した鉄血公式ツイッターのツイートにも賛否を問わず多くの反響が寄せられた。
NHKの特別番組「発表!全ガンダム大投票」では、オルガ・イツカがキャラクターランキングで1位、総合キャラクターランキングで第3位にランクインした。この結果を踏まえて公式より同じく上位入賞したアムロ・レイとシャア・アズナブルと並んだイラストが公開された。監督である長井龍雪はインタビューに際し、「オルガが人気になって嬉しい、ネットでは若干オモチャにされてるようですが」とコメントしている。

## あらすじ
無人機動兵器モビルアーマー (MA)の暴走に端を発した大戦争、厄祭戦が終結してから約300年後のP.D.(Post Disaster)323。地球圏は、大戦の英雄アグニカ・カイエルと同志である7つの家門セブンスターズが創設した治安維持組織ギャラルホルンの監視のもとで、4つの経済圏による分割統治に移行していた。しかし長きにわたる平和はギャラルホルンを腐敗させ、その余波は地球から遠く離れた火星にも差別や貧困というかたちで蔓延していき、過酷な労働に就く孤児たちや、人身売買されるヒューマンデブリを生み出す要因となっていた。

### 第1期
CGS編（第1話 - 第3話）
主人公の少年兵三日月・オーガスが所属する民間警備会社クリュセ・ガード・セキュリティ（以下CGS）は、火星の独立運動を指揮する少女クーデリア・藍那・バーンスタインの依頼で、地球へ向かう彼女の護衛を引き受ける。しかしその準備の最中、CGSはクーデリアの存在を疎むギャラルホルンの攻撃を受け、社長のマルバ・アーケイや主力部隊の大人たちは、事態の処理を少年兵で構成される参番組に押し付けて逃亡する。この危機に対し、参番組隊長のオルガ・イツカはCGSの動力炉として使用されていた厄祭戦時代のモビルスーツ (MS)ガンダム・バルバトスを三日月に託し、ギャラルホルンを撃退する。戦闘後、オルガは仲間の同意を得て傍若無人に振る舞うCGSの大人たちに対しクーデターを決行。組織の名を鉄華団と改め、クーデリアの護衛任務を続行する。
鉄血編（第4話 - 第6話）
バルバトスと鹵獲したMSで戦力を整えた三日月たちは、イサリビと改名したCGSの強襲装甲艦を使ってクーデリアを護送する計画を立てる。出発当日、入団を志願したアトラ・ミクスタを加えた鉄華団は、残留した元・一軍隊員のトド・ミルコネンと仲介業者の背信行為で、コーラル・コンラッドやアイン・ダルトンたちギャラルホルン火星支部の奇襲を受ける。監査局のマクギリス・ファリドとガエリオ・ボードウィンも参戦し窮地に陥る鉄華団だったが、三日月の奮闘とオルガの指揮で辛くも火星を後にする。
テイワズ編（第7話 - 第10話）
地球までの案内役を失った鉄華団は、ギャラルホルンすら敬遠する木星圏の大企業テイワズを後ろ盾にしようとするが、直後にマルバの依頼を受けたテイワズの下部組織タービンズの襲撃に遭う。オルガはタービンズのリーダーである名瀬・タービンからCGS時代の財産引渡しを要求されるがこれを拒否し、両陣営は対艦・対MS戦に突入する。当初は鉄華団を子供の集まりと侮っていた名瀬だったが、オルガたちが自分たちの戦艦を制圧寸前まで追い込んだこととその正当性を目の当たりにすると認識を改めて戦いを中止し、鉄華団とテイワズの代表マクマード・バリストンの会見を取り持つことを決める。テイワズの本拠地で鉄華団はマクマードからテイワズへの加入と支援を認められ、オルガは名瀬と義兄弟の盃を交わす。
ブルワーズ編（第11話 - 第13話）
タービンズの先導で地球を目指す鉄華団は、クーデリアを狙う宇宙海賊ブルワーズの襲撃を受ける。哨戒中だった鉄華団の昭弘・アルトランドは、クダル・カデルが率いるブルワーズMS部隊の奇襲に対応するが、その最中に敵の1人が生き別れた弟の昌弘・アルトランドであることを知る。昭弘から弟の存在を聞いた三日月たちは昌弘の奪還を決め、タービンズと協力してブルワーズ撃退に臨む。デブリ地帯に潜んでいたブルワーズとの戦いが始まると、昭弘は昌弘に対して説得を試みるが、些細な誤解から昌弘は昭弘を拒絶。直後に攻撃してきたクダルのガンダム・グシオンから昭弘をかばい戦死する。その後、犠牲を払いながらもブルワーズを制圧した一行は戦死した仲間の葬儀を営み、昭弘は弟を撃墜したグシオンにあえて乗ることを決意する。
コロニー編（第14話 - 第17話）
遂に地球圏へ到達した鉄華団は、テイワズの仕事の一環で公営会社が管理するドルトコロニーに寄港する。コロニーの一つ「ドルト2」に寄港したオルガたちは、自分たちの運んできた荷物が大量の武器で、労働者たちの会社に対する武装蜂起の計画を知る。一方、三日月やクーデリアと「ドルト3」に来たビスケット・グリフォンは兄のサヴァラン・カヌーレと再会するが、蜂起を回避しようとするサヴァランの思惑でアトラとともにギャラルホルンに拘束される。クーデリアはビスケットたちの救援に向かおうとするが、突如現れた仮面の男によって、一連の騒動の首謀者が自分の支援者ノブリス・ゴルドンであることと、侍女のフミタン・アドモスがノブリスの間者であることを告げられる。ビスケットたちの救出後、全コロニーで抗議行動が起き、事態を予期していた月外縁軌道統合艦隊アリアンロッドによる虐殺に近い鎮圧が始まる。自分の代わりに犠牲となったフミタンや労働者たちを見たクーデリアは、テレビ放送を通じて地球の人々に真相を伝える。
地球降下編（第18話 - 第21話）
クーデリアの決死の行動でドルトコロニーからの離脱に成功した鉄華団だったが、ギャラルホルンに所在を知られたことで身動きが取れなくなる。しかし、そこへ仮面の男モンタークとして秘密裏に行動するマクギリスが支援を申し出たことで、彼らは地球降下を決める。ガエリオはカルタ・イシュー率いる地球外縁軌道統制統合艦隊と協力して鉄華団の進行を阻もうとするが、鉄華団はユージン・セブンスタークが指揮するイサリビを陽動役とした作戦で防衛ラインを強行突破し、地球への降下に成功する。流れ着いたミレニアム島でクーデリアは交渉相手の蒔苗東護ノ介と対面するが、既にアーブラウ代表を辞して亡命中だった蒔苗は交渉のためには自身が再度代表に当選する必要があることを告げる。オルガはアーブラウの中心都市エドモントンで行われる全体会議に蒔苗を連れていく判断を下し、追撃してきたカルタの部隊を退けて島を脱出するが、その中でオルガをかばったビスケットが死亡する。
地球編（第22話 - 第25話）
ビスケットの死を受け止められないオルガは一時ふさぎ込むが、三日月の叱咤を受けて立ち直り、ギャラルホルンへの徹底抗戦を宣言。雪辱を果たそうとするカルタを撃破してエドモントンを目前にするが、ギャラルホルンの迎撃を受けて多数の犠牲者を出す。代表議会の開催が近づくなか、オルガは最後の突入作戦を指示し、三日月たちMS隊や宇宙から駆け付けたユージンたちの援護で戦況を盛り返すが、そこにガエリオのガンダム・キマリストルーパーと、体を機械化したアインのグレイズ・アインが立ち塞がる。火星での因縁に決着をつけようとする2人の前に鉄華団は追いつめられるが、グリムゲルデで参戦したマクギリスの介入によって均衡は崩れる。自分たちが利用されていたことを知ったガエリオは怒りを胸にマクギリスに迫るが敗北。三日月は復讐に燃えるアインに圧倒されるも、バルバトスの能力を限界まで引き出し辛くも勝利する。クーデリアは蒔苗とともに議場に到着し、代表選挙は蒔苗の勝利で決着する。

### 第2期
大仕事を成し遂げて火星に帰還した鉄華団は、ハーフメタル利権に由来する豊富な資金を元手に、地球に支部を置くほどの大企業に成長する。その一方でギャラルホルンは社会的信用を失い、海賊などの非合法組織やそれに使役されるヒューマンデブリの数は増大し、世界治安は悪化の一途をたどる。
第26話 - 第29話
エドモントンでの戦いから2年後、アドモス商会を立ち上げたクーデリアからハーフメタル採掘場視察の護衛を依頼された鉄華団は、サンドバル・ロイター率いる宇宙海賊夜明けの地平線団の襲撃を受けるが、テイワズ本部からガンダム・バルバトスルプスを受領した三日月の活躍で撃退に成功する。その後、鉄華団は協力関係を結んでいたマクギリスの部下の石動・カミーチェとともに地平線団の主力艦隊と交戦するが、そこにマクギリスを警戒するアリアンロッド司令のラスタル・エリオンが派遣したイオク・クジャン率いる第二艦隊が介入。ラスタルを慕う女性パイロットジュリエッタ・ジュリスも参戦し戦況は混沌と化すが、三日月がサンドバルを拘束したことで戦いは終結し、地平線団と手を結んでいた活動家団体テラ・リベリオニスも三日月たちによって壊滅する。
地球支部編（第30話 - 第33話）
夜明けの地平線団が討伐されたころ、アーブラウでは蒔苗を狙った爆弾テロが発生し、事態はテロを指示したとされるSAUと、アーブラウ防衛軍との武力紛争に発展する。ラディーチェ・リロトの裏切りで火星本部との通信を封じられたタカキ・ウノら鉄華団地球支部は否応なしに戦闘に参加するが、テロの黒幕でありラスタルの指示でマクギリスの権威失墜を狙うガラン・モッサの策略によって多くの団員を失う。地球に急行して事態を知った三日月たちは、逃亡しようとしたガランたちを強襲してこれを撃破し、ラディーチェもタカキに粛清される。それから1か月後、両経済圏が和平調停を受け入れたことで紛争は終結する。
第34話 - 第38話
紛争後に地球から撤退した鉄華団は、マクギリスが提示した火星の統治権限移譲を実現するべく、さらなる軍備拡張を進める。そんな中、鉄華団のハーフメタル試掘場ではMAハシュマルが発掘され、鉄華団はマクギリスと協力して対処にあたるが、マクギリスを追跡してきたイオクのMS部隊に反応してハシュマルは再起動を果たす。クリュセ近郊の農業プラントを壊滅させ、市民を抹殺すべく行動するハシュマルに対し、鉄華団実働一番隊隊長ノルバ・シノの駆るガンダム・フラウロスを新たに加えた鉄華団とマクギリスたちは決死の迎撃を行い、最終的には阿頼耶識のリミッターを解除した三日月のバルバトスによって頭部の制御中枢ユニットを破壊されたハシュマルは活動を停止する。三日月は高負荷の代償として右半身全体の感覚を失うも、オルガの目的のために戦う意志をより明確にする。
第39話 - 第42話
ハシュマルとの戦いから1か月後、鉄華団とタービンズを敵視するテイワズのナンバー2ジャスレイ・ドノミコルスは、同じく鉄華団に恨みを抱くイオクを扇動し、タービンズの摘発と壊滅を目論む。名瀬を救うべくオルガは昭弘たちを急いで救援に向かわせるが、名瀬は第一夫人のアミダ・アルカとともにイオクの艦に特攻を仕掛け戦死する。残されたタービンズのメンバーたちは、生前の名瀬の頼みを受けたマクマードの配慮で新たな人生を歩み始めるが、ジャスレイは鉄華団と親しかったメンバーの一人ラフタ・フランクランドを暗殺し、鉄華団を挑発し続ける。やがてオルガは、テイワズを離脱してジャスレイとの全面抗争を決意。ジャスレイ側も大部隊を投入して迎え撃つが、生まれ変わった三日月のガンダム・バルバトスルプスレクスや復讐に燃える鉄華団メンバーたちの敵ではなく、一方的に駆逐される。戦闘後、鉄華団はマクギリスが率いる革命軍に合流する。
第43話 - 第46話
マクギリスはギャラルホルンの地球本部ヴィーンゴールヴを占拠し、アグニカの魂が宿るとされるMSガンダム・バエルを手中に収める。一方、アリアンロッドでは、ガンダム・ヴィダールのパイロットヴィダールとして活動していたガエリオが自身の素性を明かし、ラスタルとともにマクギリスの討伐を宣言する。マクギリスはバエルの威光を盾に拘束したセブンスターズ当主たちに戦力の供出を求めるが、強引な手法に反発した当主たちは中立を堅持し、革命軍は倍以上の戦力をもつアリアンロッドとの全面対決を余儀なくされる。革命軍が劣勢となるなか、鉄華団はフラウロスでラスタルの座乗艦へ奇襲を行うも失敗し、シノは戦死する。
第47話 - 第50話
戦力の半数以上を失った鉄華団と革命軍は、火星支部に退却してアリアンロッドの追撃に備えるが、世論を利用したラスタルの策により犯罪者として指名手配され、孤立無援となる。敗北を悟ったオルガは、自身とマクギリスの身柄と引き換えに団員たちの助命をラスタルに請うが、ギャラルホルンの権威回復のための生け贄を欲していたラスタルは申し出を拒否。アリアンロッドのMS部隊が鉄華団本部に迫るなか、オルガはクーデリアの提案を受けてアーブラウへの逃亡を決意する。オルガは蒔苗や元タービンズメンバーの助力を借りることで全員が生き延びる道を見出すが、アドモス商会を見張っていたノブリスの部下の銃撃を受け死亡する。団長の死に動揺する鉄華団だったが、三日月は生前のオルガの言葉を胸に前に進むよう仲間たちを諭し、鉄華団はアリアンロッドの包囲網からの脱出を試みる。一方、鉄華団と別れたマクギリスは単身ラスタルの首を狙ってアリアンロッド本隊への突撃を敢行するが、ガエリオの駆るガンダム・キマリスヴィダールとの死闘の末に戦死する。再び火星では、三日月と昭弘が脱出の仕上げを果たすべく殿軍を務めるも、大気圏外からのアリアンロッドの攻撃で瀕死の重傷を負う。それでも抗おうと立ち上がる2人は、イオクを始め多くのMSを破壊し、壮絶な最期を遂げる。
マクギリス・ファリド事件と名付けられた一連の騒乱後、ギャラルホルンはセブンスターズが弱体化したことから、ラスタルの主導でより民主的な組織として再編され、火星はクーデリアを代表とした火星連合として本格的な自治体制に移行する。生き残った鉄華団メンバーたちもそれぞれの人生を歩み始め、三日月の遺児でもある暁は、アトラやクーデリアと共に平和な生活を送っていた。

## 作中設定・用語

### 世界観・歴史
P.D. (Post Disaster)
当作品世界の紀年法。
厄祭戦
本編の約300年前に勃発した惑星間規模の大戦。行きすぎた機械文明の産物であるMAの暴走が発端とされ、人類側が投入したMSとの激戦の末、文明が大きく後退するほどの壊滅的損害を被った。アグニカ・カイエルと、のちのセブンスターズたちの活躍によってMAは駆逐され、P.D.0001年に彼らが創設したギャラルホルンによる「ヴィーンゴールヴ宣言」をもって大戦は終結した。
ヒューマンデブリ
安値で人身売買される孤児たちの総称。名称は、宇宙で集めた屑鉄同然の値段で売られていることに由来する。登録書がある限り個人や企業・団体の所有物としてあつかわれる。鉄華団の躍進に伴いその数が増加するが、マクギリス・ファリド事件後は「ヒューマンデブリ廃止条約」の締結などによって根絶の動きが加速する。

### 勢力・組織
CGS（クリュセ・ガード・セキュリティ）
クリュセ郊外にある民間警備会社。社長はマルバ・アーケイ。主力兵器の多くが旧式のモビルワーカー(MW)で占められており、戦力は正規の軍隊に遠くおよばない。地下の動力室にはマルバが発見したガンダム・バルバトスが保管されており、施設の電力源として利用されていた。
クーデリア・藍那・バーンスタインから地球までの護衛任務を受けるが、これを察知したギャラルホルンの襲撃によって多数の犠牲者を出し、この混乱に乗じて参番組がクーデターを起こしたことで消滅する。
参番組
CGS実働部隊（一軍）の下部に存在する非正規部隊。部隊長はオルガ・イツカ。隊員の多くが生活難から志願入隊した孤児やヒューマンデブリで占められている。大半の隊員は就学経験がないため文字の読み書きすらできず、非正規ゆえに給与や生活面での待遇は悪い。一軍の大人たちからは使い捨ての駒として危険な任務に従事させられるだけでなく、常に不当な差別や暴力を受けていた。ギャラルホルンの襲撃を契機に、オルガたち主要メンバーが一軍に対してクーデターを決行し、鉄華団へと発展する。

鉄華団（てっかだん）
CGS基地を掌握した参番組が新たに立ち上げた民間組織。社名は「決して散ることのない鉄の華」という意味を込めてオルガが命名した。
結成直後はマルバが基地の現金の大半を持ち出し、残りも退職希望者への退職金やギャラルホルンから受けた損害の補填などに充てたために資金難に直面するが、クーデリアのスポンサーであるノブリス・ゴルドンの援助を見込んで彼女の護衛任務を続行する。途中で遭遇したタービンズの紹介でテイワズの傘下に入り、ギャラルホルンの目の届かない裏航路を通って地球圏へ到達する。火星に残った団員たちは、CGS時代からの業務であった近隣農場の作業の手伝いなどに従事する。地球降下後は蒔苗東護ノ介をエドモントンに護送する任務を請け負い、任務達成後はアーブラウの軍事顧問となる。
この実績と火星のハーフメタル利権を手土産に正式なテイワズの直系組織となり、受注拡大や新規団員の加入によって短期間で急成長を遂げる。オルガの方針で旧CGS時代の悪法であった阿頼耶識の施術義務化を撤廃し、孤児院への支援といった慈善事業を行うなど業務の健全化が進められるが、著しい成長ゆえにほかの武装勢力やテイワズの他勢力に疎まれるようになる。やがてタービンズがジャスレイ・ドノミコルスの計略で崩壊したことを受けて、ジャスレイ派を一掃したのちにテイワズ傘下を離脱し、アドモス商会との提携を解消してギャラルホルン革命軍とともにアリアンロッドと交戦するが敗北。情報操作でクーデターを起こしたテロリストとしてマクギリスとともに全国で指名手配され、地球への脱出を計るも、ノブリスの部下の襲撃でオルガが死亡し、本部や所有MSもアリアンロッドの掃討作戦によってほとんどが破壊されたことで、組織としては完全に消滅。生き残った団員は蒔苗の協力で戸籍上は別人として暮らしている。
監督の長井は下敷きにした組織として新選組を挙げており、視聴者に物語の結末やモチーフを悟られないようにするため、本放送中は外部に情報開示をしないようにしたと語っている。また、初期案ではライドたち少数の団員を除き、クーデリアも含めてほとんどのメンバーが全滅する案もあった。しかし、ラストから五話前ごろの話し合いでシリーズ構成の岡田から「視聴者が感情移入している状態だから救いがあるべき」という意見が出され、団員の大半が生き残る展開に変更され、エピローグで生き残った団員が平和に暮らすパートが加わることとなった。
地球支部
エドモントンに設立された地球における鉄華団の拠点。責任者はチャド・チャダーン。エドモントン戦で鉄華団が中継地点とした駅舎を改装して利用しており、格納庫なども増設されている。アーブラウとSAUの紛争で監査役のラディーチェ・リロトと傭兵のガラン・モッサの策略により損害を被り、紛争終結から1か月後に解散する。
ギャラルホルン
地球の各国連合の総意によって設立された治安維持組織。アグニカ・カイエルを筆頭に組織や派閥を超えた人間たちが厄祭戦を終結させるべく創設した組織を前身とする。
軍部に相当する「統制局」、セブンスターズ出身のエリートなどが所属する内部調査機関の「監査局」、経理や人事を担う「総務局」、警察業務を行う「警務局」で構成され、火星支部などの基地が各地に存在する。
戦後の世界では、ギャラルホルンは希少化したMSやエイハブ・リアクターなどの関連技術を独占しているため、「武力をもって武力を制す世界平和維持のための暴力装置」と呼ばれる。階級名は自衛隊の階級略号と同じ表音・表記が用いられている。人員は基本的に地球出身者で構成され、隊員たちの間ではコロニーや圏外圏出身者に対する差別が横行している。
厄祭戦後は世界各地の争いを回避するために経済圏を監視する警察組織の役目を担うが、本編では組織としての利益追求や政治干渉などの内部腐敗が進み、各経済圏から疎まれる。また、大規模な戦争がない時代が続いたために実戦の形式化が進んでいる。
アーブラウとの癒着が明るみに出てからは社会的信用を失い、反社会組織の横行により世界治安の悪化を招く。ファリド家の当主となったマクギリス・ファリドによって組織改編が行われるが、一方でマクギリスを警戒するラスタル・エリオン率いるアリアンロッド艦隊との間に軋轢・対立が生じる。マクギリス・ファリド事件後は、セブンスターズによる合議制を廃止し、ラスタルによって民主的な組織として再編される。
セブンスターズ
厄祭戦を終結させた中心人物たちの家系で、ギャラルホルンを管理運営する七つの家門。MAの撃墜によって授与される「七星勲章」の獲得数によって席次が決定しているとされ、第一席であるイシュー家を筆頭に、ファリド家、ボードウィン家、エリオン家、クジャン家、バクラザン家、ファルク家が名を連ねる。マクギリス・ファリド事件後、イシュー家、クジャン家、ファリド家の後継者が途絶えたため、ギャラルホルンの民主化に伴い廃止される。
月外縁軌道統合艦隊アリアンロッド
月外縁軌道を管轄するギャラルホルン統制局最大規模の艦隊。総司令官はラスタル・エリオン。地球圏に侵攻する敵勢力の迎撃を任務とし、平時は各コロニーの監視を行っている。9つの艦隊で構成され、ラスタル座乗のスキップジャック級を旗艦とし、ハーフビーク級だけでも40隻を超える戦力をもつほか、レギンレイズといった新型MSも優先的に配備されている。
地球外縁軌道統制統合艦隊
地球軌道周辺を管轄する防衛艦隊。司令官はカルタ・イシュー。独自に地球へ降下する権限をもち、兵員の士気と練度は高く保たれている。しかし、有事の対処はすべてアリアンロッドが行っていたため実戦経験は皆無に近く、式典でのアクロバット飛行といった行事参加が主任務のため、友軍内では「お飾りの艦隊」と酷評されている。旗下に太平洋方面防衛部隊を置く。カルタ亡きあとはマクギリス・ファリドが司令官となり、大規模な組織改編が行われる。
火星支部
火星を管轄する支部。支部長はコーラル・コンラッド。実質的に火星の各自治区を統括・支配している。コーラルの死後は、マクギリスの推挙を受けた新江・プロトが後任の支部長に就任する。マクギリス・ファリド事件後はラスタルによって規模が縮小し、火星連合が誕生する結果となる。
革命軍
マクギリスの思想に賛同する青年将校ら有志によって結成されたクーデター組織。ヴィーンゴールヴとその地下に安置されていたガンダム・バエルの掌握をもってアリアンロッドとの全面戦争に挑むが、数と練度に勝るアリアンロッドに苦戦を強いられ、終盤にマクギリスが死亡したことで瓦解する。

4大勢力
厄祭戦終結後に地球の国家群が統合されて出来た4つの経済圏。
アーブラウ
ロシアやカナダ、アラスカ地域を中心とする。代表は蒔苗東護ノ介。クーデリアの交渉によってハーフメタル資源の公正取引に応じる動きが生じ、蒔苗の再選によってそれが本格化する。ギャラルホルンの権威が低下してからは、鉄華団を軍事顧問に迎え、独自の防衛軍を組織する。蒔苗の死後は、蒔苗派のラスカー・アレジが代表となる。
SAU (STRATEGIC ALLIANCE UNION)
アメリカ合衆国とラテンアメリカ地域を中心とする。
アフリカンユニオン
ヨーロッパとアフリカ、中東、中央アジア地域を中心とする。
オセアニア連邦
日本や中国、インド、東南アジア、オセアニア地域を中心とする。

テイワズ
木星圏を拠点に木星や小惑星地帯の開発を手がける巨大コングロマリット。代表はマクマード・バリストン。実態はマフィアに近く、自衛目的で開発したMSや地球圏に対する影響力から、ギャラルホルンも簡単に手が出せないとされる。日本のヤクザに近い文化形態をもち、和装による盃事で義親子・兄弟の契りを結ぶ風習がある。
タービンズ
テイワズの輸送部門を管理する下部組織。漢字の充名は「蛇亞瓶守」。リーダーの名瀬・タービンがアミダ・アルカと下層階級の女性労働者を保護する目的で結成した組織であり、テイワズ加入後は「クレーテ回廊」に代表される独自の大輸送網を構築したことで直系組織に昇格し、5万人を越える大組織に成長する。構成員は全員が名瀬の妻という名目で引き取られた身寄りのない女性たちであり、家族のような絆で結ばれている。名瀬とオルガが義兄弟の契りを交わしたことで鉄華団と提携を結び、クーデリアの護送任務の先導役となる。任務終了後も鉄華団とは良好な関係を築くが、ジャスレイの計略によりギャラルホルンから違法組織と認定され、イオクの艦隊の攻撃で名瀬は死亡、組織は解散する。生き残ったメンバーは、アジー・グルミンを中心にマクマードの庇護の下で輸送業を再開する。
エウロ・エレクトロニクス
テイワズの重工業部門を管理する下部組織。
JPTトラスト
テイワズの商業部門を担当する下部組織。リーダーはジャスレイ・ドノミコルス。イオクと結託してタービンズを解散に追い込むが、その後のたび重なる挑発に激怒した鉄華団の報復を受け壊滅する。

ブルワーズ
主に地球と火星間の航路を活動領域とする宇宙海賊。首領はブルック・カバヤン。構成員には、阿頼耶識システムを施された十代半ばのヒューマンデブリが数多く存在する。2隻の戦艦と1隻の大型輸送船、超重装甲型MS十数機を保有し、商船を標的にした略奪行為や人身売買を繰り返している。
マクギリスとつながりのある人物からクーデリアの身柄確保を依頼されて鉄華団とタービンズを襲撃するも返り討ちに遭い、損害賠償として戦艦1隻とすべてのMS、クルーのヒューマンデブリを没収される。
ドルトカンパニー
アフリカンユニオンの公営企業。生産と流通の拠点としてドルトコロニーを有しているが、管理職は地球出身者でほぼ独占されている。
GNトレーディング
テイワズを通じてドルトコロニーの労働者組合に武器を供与した企業。表向きは別人の名義だが、ノブリス・ゴルドンが所有する企業のひとつ。
モンターク商会
マクギリスがモンタークとして動くために私財を投じて作った商社。表向きは1世紀以上の歴史がある地球圏の老舗企業となっている。クーデリアと鉄華団に商談を申し込み、ハーフメタル利権への参入と引き換えにクーデリアを支援する。マクギリスの死後は、トド・ミルコネンが引き継いだとされる。
アドモス商会
火星に帰還したクーデリアが設立した企業。テイワズと提携してアーブラウ領のハーフメタルの一次加工と流通を取りまとめているほか、鉄華団と協力して孤児院や小学校の設立にも力を入れている。
テラ・リベリオニス
クーデリアと交流のある火星の活動家団体。代表はアリウム・ギョウジャン。クーデリアがアドモス商会の経営に専念するようになってからは組織の運営が成り立たなくなり、夜明けの地平線団と結託する。しかし地平線団の壊滅後、アリウムは鉄華団に一連の報復として射殺、構成員たちもギャラルホルンに拘束され組織は崩壊する。
夜明けの地平線団
地球と火星間の航路で活動する宇宙海賊。団長はサンドバル・ロイター。3000人以上の構成員に加え、艦艇10隻と多数のMSを所有する。テラ・リベリオニスの依頼でクーデリアと鉄華団を襲撃するが、サンドバルが鉄華団に捕獲されたことで壊滅する。
火星連合
マクギリス・ファリド事件後、火星支部の間接統治から脱した火星の各都市が発足させた組織。初代議長には、知名度に加えてテイワズの後押しもあったクーデリアが就任する。

### 地名・施設
火星
本作の始まりの舞台。テラフォーミングで地球とほぼ同じ自然環境と都市が構築され、P.D.0002年のマルタ会談に基づき分割統治されている。
厄祭戦後、経済回復を目的に結ばれた「EM経済協定」が原因で実質的な地球圏の植民地となっている。現在は火星ハーフメタル以外の資源が枯渇したため貧困が蔓延し、不満を抱いた民衆による独立運動が活発化している。マクギリス・ファリド事件後、ギャラルホルン火星支部の縮小に伴い地球圏の支配から脱却する。
クリュセ
火星のアーブラウ領独立自治区。現代表はノーマン・バーンスタイン。P.D.205にアーブラウから制限付き自治権を獲得したが、現在は地球重視の政策に対する民衆の不満が高まり、これに同調したクーデリアを旗頭に独立運動が活発化している。
方舟
衛星ダイモスを利用した共同宇宙港。
アーレス
ギャラルホルン火星支部が置かれている静止軌道基地。
ユトランド
地球衛星軌道上に2基存在する民間共同宇宙港。
グラズヘイム
地球軌道に3基存在するギャラルホルンのサテライトベース。
グラズヘイム1
地球外縁軌道統制統合艦隊の駐屯地。イサリビの体当たりを受けて損傷する。
グラズヘイム2
火星遠征より帰還したマクギリスたちが寄港する基地。

ヴィーンゴールヴ
ギャラルホルンの地球本部が存在する三胴船型の巨大メガフロート。経済圏への干渉を防ぐため、海洋上に建設された経緯がある。全長10キロメートル。専用港や空港、MS生産施設を備え、居住区の上層部はセブンスターズの貴族エリアとなっている。地下祭壇にはアグニカの乗機であるガンダム・バエルが安置されており、それを囲むようにセブンスターズ各家のガンダム・フレーム機の格納庫があるが、ボードウィン家、バクラザン家の格納庫は空となっている。
ドルトコロニー群
ドルトカンパニーの管理下にあるスペースコロニー群。地球からの距離は約150万キロメートルで、L7に位置する。全長約60キロメートル、直径10キロメートルのコロニー計8基で構成され、ドルト2を始めとする労働者の居住区を兼ねる工業コロニー、地球から来た富裕層の居住区と大規模な商業エリアがあるドルト3、テイワズの地球圏支部があるドルト6など、コロニーごとに異なる様相をもつ。
下層市民の労働待遇や生活環境は悪く、鉄華団とクーデリアの来訪を機にドルト2の一部過激派が会社側に対するクーデターを起こし、すべてのコロニーを巻き込む大規模な反乱に発展。アリアンロッドの介入によって多くの犠牲者を出すが、クーデリアのテレビを通じた呼びかけでアフリカンユニオンから圧力がかかり、会社側が組合側の要求を受け入れたことで騒乱は収束する。
ミレニアム島
鉄華団が降下するオセアニア連邦領の孤島。蒔苗の別荘が存在する。
エドモントン
アーブラウの中枢議会がある都市。
アンカレッジ
アラスカにある都市。テイワズの現地法人が運営する鉄道が敷設されており、鉄華団はギャラルホルンの追跡を避けるために定期便を利用してエドモントンに到達する。
バルフォー平原
アーブラウとSAUの国境地帯の平原。

### 技術・兵器
エイハブ・リアクター
MSやMA、艦船、スペースコロニーの動力に使用されている相転移変換炉。発明者の「エイハブ・バーラエナ」にちなんでこの名が付けられた。物理的な破壊は理論上不可能とされるほど耐久性が高く、稼働中は半永久的にエネルギーを生み出し続けるため、世界のエネルギー問題を解決しただけでなく、厄祭戦からの復興に大きな役割を果たした。本編ではギャラルホルンが製造技術を独占しているため希少価値が高く、他勢力は厄祭戦時代の残存兵器からリアクターをレストアして使用している。回収困難となって稼働状態で宇宙に放棄されたリアクターも存在し、エイハブ粒子が発する疑似重力によって高密度のデブリ帯を形成する原因となっている。また濫用の危険性や後述のエイハブ・ウェーブの影響で、戦後復興以降は電力供給機関として用いられなくなったほか、地球の都市部への持ち込みが禁止されている。
エイハブ粒子
リアクター内の真空素子が相転移して生成される重粒子。慣性制御効果をもち、MSの耐Gシステムや、艦艇などの疑似重力発生装置に用いられる。MSは効率的な耐G効果を生み出す目的で、コックピットをリアクターの近くに配置している。
エイハブ・ウェーブ
エイハブ粒子の粒子崩壊で生まれた素粒子が、超高速で拡散して発生する磁気嵐。影響範囲内ではレーダーなどの電波利用機器やレーザー通信以外の無線が使用不能になるため、有線または専用の中継機を介した通信手段が用いられる。リアクターはすべてワンオフ品であるためウェーブの固有周波数にも個体差があり、ギャラルホルンはデータベースと照合することで搭載機の個体識別を可能としている。
出力を弱めることも可能で、これを応用して戦力の撹乱も可能である。また、前述の通りエイハブ・ウェーブの影響でレーダーの使用が不可能になるため、この世界において航空機が発展していない一因ともなっている。
エイハブ・スラスター
MSの慣性飛行や姿勢制御に用いられるスラスター。MSや大型艦船のメイン推進システムである「熱相転移スラスター」より出力で劣るが、指向性のあるエイハブ・ウェーブの素粒子を排出して推進力を得るため、エネルギー効率に優れる。

阿頼耶識システム（あらやしきシステム）
厄祭戦時代のMSのコックピットに採用された有機デバイスシステム。本来は宇宙作業機械の操縦用に開発されたが、MSの性能を限界まで引き出す目的で軍事転用された。
パイロットの脊髄に埋め込まれた「ピアス」と呼ばれるインプラント機器と操縦席側の端子を接続し、ナノマシンを介してパイロットの脳神経と機体のコンピュータを直結させることで、脳内に空間認識を司る器官を疑似的に形成する。これによって、通常はディスプレイなどから得る情報が直接伝達され、専門知識が無い者でも機械的プログラムに縛られない操作が可能となる。このシステムによって駆動する機体はパイロットに機体が体の一部になったような感覚を覚えさせ、技術や練度を問わない動作を実現させる。ただし、MSクラスの機体から送られてくる処理情報が脳に与える負担は大きく、パイロットの意識がない状態でリンクを切断したり過負荷を無視して機体との接続を優先した場合は身体機能に障害が残る危険性がある。
本編の時代では被術者の反乱を警戒してギャラルホルンによって非人道的なシステムとして使用が禁止されている。しかし、圏外圏では不完全な形で流出したものが少年兵やヒューマンデブリの間に横行しており、ナノマシンの低純度さや非正規の手順から、手術を複数回行わないと本来の機能が発揮できず、失敗して身体不随に至る確率も高い。また、情報不足や技術低下により、成長期の子供以外ではナノマシンが体に定着しないと一般的に認識されるようになる。地球圏では再生医療の発達に加え、ギャラルホルンが義手や義足を含む身体の機械化を良しとしない風潮を広めたため、「宇宙ネズミ」と忌み嫌われている。しかし、ギャラルホルンも密かに研究を進めており、マクギリスがグレイズ・アインのデータから大人にも施せるオリジナルのシステムを復元したほか、アリアンロッドでも後述の阿頼耶識TypeEが開発されている。
ナノラミネートアーマー
エイハブ・リアクター搭載兵器に採用されている特殊装甲。エイハブ・ウェーブに反応して衝撃の吸収・拡散に適した複層分子配列を形成する金属塗料が表面に蒸着されており、実弾やビーム兵器に対して高い防御力を発揮する。ただし、質量物による近接打撃には弱く、経年やたび重なる攻撃で塗膜の劣化・剥離が起こると、本来の性能を発揮できない。特殊塗料は普通の塗料と同様に複数の色が存在し、価格も異なる。最も高価なのは視認性の低い黒系や紫系とされ、バルバトスやグレイズ改の改修部分は、鉄華団の経済事情から最も安価な白で塗装されている。
ナノミラーチャフ
ナノラミネートアーマーに用いる粉末状の素材を利用したチャフ。エイハブ・ウェーブの影響下でレーザー通信や光学探知を妨害することができる。
高硬度レアアロイ
MSのフレームや武装などに使用されている特殊合金。エイハブ・リアクターの高出力に耐えうる耐久性をもち、数百年程度ではほとんど経年劣化や腐食することがない。このため、厄祭戦時代のMSの多くが300年後も現役稼働できる要因となっている。
ダインスレイヴ
対MA用に開発された大型質量兵器。高硬度レアアロイ製の特殊KEP弾を電磁式射出機で投射することで、艦船規模のナノラミネートアーマーをも貫通する絶大な威力を発揮する。基本はモビルスーツ一機が担いで撃ち出す形で運用する。しかし誘導兵器ではないため、発射地点の推測ができれば回避は可能である。また一発撃つと次弾装填までに時間が掛かり、速射性においても問題を抱えている。そのため、厄祭戦時代においても対MAの決定打とはならず、ガンダム・フレームが運用されている。
厄祭戦後は月の地表すら変える過剰な威力が問題視され、非人道的兵器として使用を禁止された。ギャラルホルンは戦後も多数のダインスレイヴを保有しており、セブンスターズの権限を行使したイオクやラスタルによって、タービンズ摘発や革命軍との戦闘に投入される。
アリアドネ
エイハブ・ウェーブの影響下で惑星間航行を可能にする管制システムおよびその航路。約百万キロメートル間隔で配置された自立型の宇宙灯台「コクーン」をそれぞれ連動させる仕組みになっており、艦船はコクーンから発生する一定周期のエイハブ・ウェーブを感知して現在地を把握することができる。隣接するコクーン同士は互いのエイハブ・ウェーブによって自身の座標を常時特定しており、ずれが生じた場合も自動修正が可能となっている。この性質を利用してコクーンを長距離通信の中継機として使用することもできる。
LCS (Laser Communication System)
エイハブ・ウェーブの影響を受けにくい短距離レーザー通信システム。可視光に波長が近い光を利用し、百万キロメートル程度が有効距離となっている。アリアドネを経由することで長距離通信も可能となるが、通信対象との間に遮蔽物があると通信不能となる欠点がある。
火星ハーフメタル
火星で産出される希少金属。エイハブ・ウェーブによる電波障害を防ぐ特性があり、ウェーブの影響下での電子機器の保護には必須とされる。クーデリアの当初の目的は、火星とアーブラウで結ばれたハーフメタル取引の規制解放である。また、火星の大地には厄祭戦時代のMSやMAなどが埋まっていることがあるが、ハーフメタルを多く含有する土地では発せられるウェーブが大きく減衰するため、発見されていない機体も多い。

## 登場人物

### CGS参番組 / 鉄華団
三日月・オーガス（みかづき・オーガス）
声 - 河西健吾、諏訪彩花（幼少期）
本作の主人公。オルガからの愛称は「ミカ」。名瀬が充てた漢字名は「三日月 王我主」。部隊で最もMWの操縦技術に長け、ギャラルホルンの襲撃をきっかけにガンダム・バルバトスのパイロットとなる。
同年代の人間に比べると小柄で幼い容姿をしているが、阿頼耶識システムの手術に三回も耐え抜く強靭な肉体と精神力を持ち、日常の鍛錬にも余念がない。普段は寡黙で感情表現に乏しいが、仲間や親しい者を想う気持ちは強い。一方で自分達を見下したり足を引っ張る者には冷淡であり、特に敵とみなした者には容赦がなく、オルガに止められなければ少しの躊躇いも見せずに殺人を行う冷酷さを見せる。
幼少期からの兄貴分であるオルガとは深い絆で結ばれており、彼の頼みならば率先して汚れ仕事も請け負う。就学経験がないため読み書きができないが、イサリビ乗艦後は農場を経営したいという夢のためにクーデリアから読み書きを教わる。
エドモントンでの戦いではバルバトスの性能を限界まで解放してグレイズ・アインを撃破するが、代償として右目の視力と右腕の感覚を失う。ただし、阿頼耶識システムでバルバトスと接続されているときは感覚が戻るため、火星帰還後も遊撃隊長として改修されたバルバトスルプスに引き続き搭乗し、常に最前線で戦うその姿から、敵からは「鉄華団の悪魔」と畏怖される。その一方で、平時は農場経営の夢に近づくために、作付けや植物の勉強に取り組む。ハシュマルとの戦闘後は再度バルバトスのリミッターを解除したことで右半身の感覚を失うが、オルガの夢を叶えるために再改修されたバルバトスルプスレクスに搭乗し続ける。アリアンロッドによる掃討作戦ではダインスレイヴの射撃によって致命傷を負いながらも戦い続け、機体の沈黙とともに死亡する。
オルガ・イツカ
声 - 細谷佳正、東内マリ子（幼少期）
本作のもうひとりの主人公で、参番組隊長。のちにCGSの大人たちを排除して、鉄華団の団長となる。名瀬が充てた漢字名は「御留我 威都華」。かなりの長身で身長は2mを越える。
優れた統率力をもち、筋を通すことにこだわる性格と器量の大きさから仲間たちの信頼は厚い。本人もそれに応えるための努力を欠かすことがなく、テイワズの傘下に入ってからは名瀬に影響を受けて団員にとっての家である鉄華団を守っていく決意を固める。
幼少期からの相棒である三日月を誰よりも信頼する一方で、自分の頼みをためらうことなく実行する姿には強い重圧を感じており、寄せられる期待に応えなくてはならないと考えている。
火星帰還後はスーツに身を包み、慣れないデスクワークをこなしながら鉄華団の規模拡大に努める。地球支部解散後、仲間のためにギャラルホルン火星支部の権益を得て「火星の王」となる決心をする。アリアンロッドとの全面対決に敗れた後は、仲間とともに地球に逃亡する計画を立てるが、ノブリスの部下の銃撃からライドをかばって死亡する。
ビスケット・グリフォン
声 - 花江夏樹
オルガの参謀役を務める帽子を被った恰幅のいい少年。16歳。CGSの少年兵の中では唯一就学経験があり、外部との交渉や戦闘時の作戦立案を務める。
ドルト2の貧民街出身で、両親の事故死を機に妹たちとともに火星にいる祖母に引き取られる。経営難にある祖母の農園を助けるためにCGSに入隊し、賃金の大半を仕送りしている。
鉄華団発足後もオルガを支え続けるが、地球降下後の戦闘でMWをカルタに撃破され死亡する。
ユージン・セブンスターク
声 - 梅原裕一郎
オルガが入隊する前に参番組をまとめていた少年。頭脳、体力ともに優れるが、血の気の多さから思慮が浅くカリスマ性は低い。
自分になり代わって参番組隊長となったオルガと幾度も衝突してきたが、当のオルガからは忌憚のない意見をくれる数少ない人物として逆に信頼されている。鉄華団発足後はみずから危険な任務を買って出る気概を見せ、オルガからイサリビの指揮代行や阿頼耶識システムによる操舵を任せられるようになる。地球降下の際はイサリビによる囮役を担い、その後はタービンズとともにオセアニア連邦に匿われていたが、エドモントンへの突入作戦時にイサリビ残留組や元ブルワーズの少年たちとMWで参戦する。
火星に帰還後は副団長に就任し、戦術の勉強をしながらオルガに代わって前線の指揮を執る。オルガの死後は彼の専用機である白い獅電に搭乗し、仲間たちとともにアリアンロッドを迎撃するが、三日月の指示により生き残りを連れて戦線を離脱。その後は身分を偽り、クーデリアの下で働く。
昭弘・アルトランド（あきひろ・アルトランド）
声 - 内匠靖明、村中知（幼少期）
CGSのヒューマンデブリのリーダー格。周囲から「ガチムチ」と評される鍛え抜かれた肉体に加えて、豊富な戦闘経験と三日月に次ぐ操縦技術をもつ。火星出立後はグレイズ改のパイロットを務め、のちにブルワーズから鹵獲したガンダム・グシオンの改修機グシオンリベイクに乗り換える。
幼少期は商船団を経営する両親や弟の昌弘とともに宇宙を渡り歩いていたが、宇宙海賊の襲撃で両親を殺されヒューマンデブリとなり、弟と生き別れた過去をもつ。その経験から参番組時代は無愛想かつ自虐的な言動が多く、ほかのメンバーとはなれ合わずにトレーニングに勤しむことが多かった。しかし鉄華団の旗揚げ後は所有物ではなく仲間として迎え入れられたことで心を開いていき、生来の優しさを見せるようになる。
火星に帰還後は実働二番隊隊長となり、再改修されたグシオンリベイクフルシティを駆る。また、苗字のない元ブルワーズの少年たちに自分の苗字を与える。アリアンロッドによる掃討作戦でダインスレイヴの射撃により致命傷を負いながらも戦い続け、イオクを道連れに戦死する。
ノルバ・シノ
声 - 村田太志
三日月やオルガよりも前から参番組に所属している古参メンバー。ファーストネームがマルバと紛らわしいという三日月の指摘により、仲間たちからはファミリーネームで呼ばれる。何事も勢いで解決しようとする楽天的な性格で、かなりの健啖家かつ好色家。一方で年下の子どもの面倒見がよく、仲間の死を人一倍悲しむなど情が深い。長身を活かした生身の白兵戦からMW戦まで何でもこなし、豊富な経験と冷静さから部隊指揮官も任されている。自身の戦意高揚と験担ぎを込めて乗機を派手なピンクに染め上げ、そのいずれにも「流星号」の愛称を付けている。
鉄華団発足後は敵拠点への突入任務を担当し、ブルワーズとの抗争後は、仲間を守りたいという思いからグレイズ改弐のパイロットとなる。エドモントンの戦闘では、グレイズ・アインに乗機を撃墜され深手を負うが生還する。
火星に帰還後は「流星隊」と名付けた実働一番隊の隊長と新兵教官を兼任し、テイワズから供給された専用の獅電改に搭乗する。三日月と昭弘の戦いぶりを見てからはガンダム・フレーム機への搭乗を希望するようになり、のちに発掘されたガンダム・フラウロスに乗り換える。革命軍とアリアンロッドとの戦いで、左腕の負傷をおしてラスタルの座乗艦にダインスレイヴを撃ち込むが、直前にジュリエッタの妨害を受けて失敗し、艦隊の集中砲火を受けて戦死する。
タカキ・ウノ
声 - 天﨑滉平
年少組のリーダー格で、伝令や機体の整備などの各種雑用を担当する少年。13歳。憧れの三日月のようになるため日々努力しており、地球への道中では、三日月とともにクーデリアから読み書きを習い始める。火星の施設に残してきた6歳下の妹フウカ（声 - 山崎はるか）を学校に通わせるという夢をもっている。
鉄華団がアーブラウの軍事顧問になってからは地球支部に配属され、地球の学校に入学したフウカと同居する。アーブラウとSAUの軍事衝突では重体のチャドに代わって地球支部を指揮するが、ガランやラディーチェの甘言に翻弄され、アストンを始めとする多くの仲間を失う。これをきっかけに自身の至らなさを自覚し、紛争後はフウカを守るために鉄華団を離脱。のちに蒔苗の事務所に就職し、オルガへの恩義を果たすために鉄華団の地球逃亡を支援する。マクギリス・ファリド事件後はアレジの秘書となり、いずれは彼の後継者としてクーデリアとともに働く決意をする。
ライド・マッス
声 - 田村睦心
年少組のひとり。口は悪いが仲間想い。絵の心得があり、鉄華団の団章やイサリビ艦内外の絵、流星号のノーズアートも手掛ける。エドモントンへの突入作戦ではMWで陽動を担い、撃墜されるが生還する。火星に帰還後は実働二番隊に所属し、テイワズから供給された獅電に搭乗する。ハシュマル迎撃時は、損傷した自分の機体に代わってシノの三代目流星号に搭乗し、戦闘後は「雷電号」と改名して正式な専用機とする。マクギリス・ファリド事件から数年後、オルガの仇であるノブリスが火星へ戻ったとの情報を得ると同志と行方をくらまし、ノブリスを暗殺する。その際には彼が受け継いだオルガのストールを首に巻き、三日月の拳銃を用いる。
ヤマギ・ギルマトン
声 - 斉藤壮馬
年少組のひとり。機械整備を得意とする寡黙な少年。火星出立後はイサリビに乗艦し、雪之丞とともに整備班の中心人物として活躍する。シノに好意を寄せており、彼がMSパイロットになってからはおもに流星号の整備を担当する。マクギリス・ファリド事件後は、カッサパファクトリーの整備士となる。
ドラマCDでは、ほかの少年兵たちよりも体力で劣ることから大人たちの標的にされ、見かねたシノの頼みで整備班に編入された過去が判明している。
チャド・チャダーン
声 - 石谷春貴
ヒューマンデブリのナンバー2。火星出立後はイサリビの操舵士を務める。
鉄華団がアーブラウの軍事顧問に就任してからは、人柄のよさと責任感の強さを見込まれて地球支部の責任者となる。アーブラウ防衛軍発足式典ではテロに遭った蒔苗をかばい、意識不明の重傷を負うが、紛争後に回復。地球撤退後はランドマン・ロディのパイロットとなる。マクギリス・ファリド事件後は、ユージンとともにクーデリアを補佐する。
ダンテ・モグロ
声 - 濱野大輝
ヒューマンデブリのナンバー3。火星出立後はイサリビのブリッジ要員を務めるほか、ハッキングなどの電子戦で活躍する。
火星に帰還後は実働一番隊に配属され、念願だったMSパイロットとなる。鉄華団が地球から撤退してからは、引き上げられたランドマン・ロディのパイロットとなる。マクギリス・ファリド事件後は、アドモス商会が経営する孤児院で働く。
ダンジ・エイレイ
声 - 山下大輝
年少組のひとり。ギャラルホルンの襲撃時に志願してMWで出撃するが、オーリスのグレイズに撃墜され戦死する。
エンビ、エルガー
声 - 石上静香（エンビ）、芳野由奈（エルガー）
年少組の双子の兄弟。ニット帽を被った方がエンビで、そうでない方がエルガー。火星に帰還後は雑用だけでなく、パイロットやブリッジオペレーターも務める。アリアンロッドによる掃討作戦では、エンビが雷電号、エルガーが獅電にそれぞれ搭乗し応戦するが、その戦闘でエルガーは戦死。エンビはユージンたちとともに戦線を離脱する。
トロウ、ヒルメ、ウタ、イーサン、アラタ、エンカ
声 - 久保ユリカ（トロウ）、大地葉（ヒルメ）、古木のぞみ（ウタ）、村瀬迪与（イーサン）
年少組の少年たち。鉄華団の規模拡大後はブリッジオペレーターを務める。
ガット・ゼオ、ディオス・ミンコ
声 - 手塚ヒロミチ（ガット）、熊谷健太郎（ディオス）
鉄華団の団員。エドモントン戦でMWを撃墜され死亡する。
アストン・アルトランド、デルマ・アルトランド
「アストン」、「デルマ」を参照。
ハッシュ・ミディ
声 - 逢坂良太
エドモントン戦後に予備隊に配属された新団員。17歳。スラム街出身のストリートチルドレンで、過去にCGSに入隊するも阿頼耶識システムの施術に失敗して自殺した兄貴分のビルスに代わり、スラムの仲間たちの希望になるべく入隊する。ビルスを通して知った三日月への対抗心からMSパイロットとなるが、アーブラウとSAUとの軍事紛争で自身の未熟さと三日月の強さを痛感すると、一転して彼を敬い付き従うようになる。当初は獅電に搭乗し、ジャスレイ派との抗争以降はタービンズから譲渡された辟邪に乗り換える。アリアンロッドによる掃討作戦では、三日月たちとともに応戦するも、乗機を破壊され戦死する。
ザック・ロウ
声 - 古川慎
エドモントン戦後に加入した新団員。孤児が多い鉄華団のなかでは数少ない一般家庭出身者。就学経験のある有能な人材だが、鉄華団の急成長企業としての一面だけを見て入団したため、やる気や真剣みに欠けている。入団面接を担当したユージンからもこの欠点を指摘され落されかけたが、強引さに秘められた真面目な気質を見出され、「自分たちと一緒に泣いてくれ」と言えそうだという理由で採用される。
ためらいもなく突き進むだけの鉄華団に疑問を抱き、火星に敗走後は脱退を決意するが、ギャラルホルンの包囲網から生き延びるため、同じ脱退者たちとともに鉄華団に戻り、地下トンネル作業に加担。その後は、デインとともにカッサパファクトリーに就職する。
デイン・ウハイ
声 - 木村昴
エドモントン戦後に加入した新団員。巨体に似合わない穏やかな性格の持ち主で、手先の器用さを買われ整備班に所属する。過去に多くの殺人を犯した自分を受け入れてくれた鉄華団に恩義を感じている。マクギリス・ファリド事件後は、ザックとともにカッサパファクトリーで働く。
アトラ・ミクスタ
「アトラ・ミクスタ」を参照。
ナディ・雪之丞・カッサパ（ナディ・ゆきのじょう・カッサパ）
「ナディ・雪之丞・カッサパ」を参照。
トド・ミルコネン
「トド・ミルコネン」を参照。
デクスター・キュラスター
「デクスター・キュラスター」を参照。
メリビット・ステープルトン
「メリビット・ステープルトン」を参照。
ラディーチェ・リロト
声 - 深川和征
テイワズから地球支部に派遣された監査役。非合理的な団員たちとたびたび衝突しており、やがて身の安全と財産を保証してもらう確約を経てガランと内通する。しかし地球に降り立った三日月たちに拘束され、タカキに射殺される。

### CGS
マルバ・アーケイ
声 - 宝亀克寿
CGSの社長。強欲な男で、社員たちからの人望は薄いが、若いころは犬好きという一面があった。ギャラルホルンの襲撃時に会社の資金の大半を持ち逃げし途方に暮れていたが、昔なじみの名瀬と再会し、CGSの全資産と引き換えにギャラルホルンとの調停役を依頼。資産の一部であるイサリビの返還を求めて名瀬と鉄華団を追撃するが、少年兵を虐げていた事実を知った名瀬の逆鱗に触れ、テイワズ管轄の資源採掘衛星での強制労働送りとなる。
ハエダ・グンネル
声 - 山口太郎
一軍隊長で、CGSではマルバに次ぐ地位。参番組を捨て駒と見ており、反抗的な者には暴力で従わせる高圧的な性格。ギャラルホルンの襲撃時は指揮もとらずに率先して逃亡し、オルガから「無能」「マルバ以下のクズ」と酷評される。クーデターを起こしたオルガたちに部下とともに拘束されるが、横柄な態度を取り続けたため三日月に射殺される。
ササイ・ヤンカス
声 - 野川雅史
一軍兵士。ハエダの腰巾着的存在で、年少組にも平気で暴力を振るう。クーデターの際にハエダとともに三日月に射殺される。
トド・ミルコネン
声 - 青山穣
一軍兵士で、年少組の指導係。長いものには巻かれる日和見主義者で、ギャラルホルンの襲撃で落ち目となった一軍に見切りをつけて鉄華団に残留する。ギャラルホルンの追撃を避けるためにクーデリアの身柄を引き渡すことを主張するが、護衛任務の続行が決定したことを受けて、懇意のオルクス商会と結託してオルガたちを陥れようとする。しかし、最初から裏切りを見破っていたオルガたちに拘束され、戦闘後はパンツ一枚で救命ポッドに詰め込まれ、ギャラルホルンに引き渡される。その後はマクギリス個人の配下となり、さまざまな裏仕事を請け負う。エドモントン戦後はモンターク商会の専務となり、鉄華団との交渉役を担当する。マクギリス・ファリド事件終盤には、マクギリスを慕った青年将校たちを戦線から離脱させる。
デクスター・キュラスター
声 - 江越彬紀
CGSの経理担当。CGSの大人の中では珍しく参番組にも柔和に接する。参番組のクーデターで拘束された際に退職を申し出るが引きとめられ、本部の経理および事務手続き担当として再度鉄華団に雇われる。虐げられる少年兵たちを不憫に思いつつも目を背けてきたことに罪悪感を抱いており、鉄華団がどのような未来を歩もうとも残留することを決意する。アリアンロッドの襲撃を逃れてから数年後は、アドモス商会で働く。
ナディ・雪之丞・カッサパ（ナディ・ゆきのじょう・カッサパ）
声 - 斧アツシ
CGSのMW整備士。過去の戦闘で両足を失い、義足を装着している。CGSの大人のなかでは唯一参番組に好意的な人物で、参番組メンバーたちからも「おやっさん」と呼ばれ慕われている。一方で非常に体臭がきつく、その点では周囲から敬遠されている。
一軍がギャラルホルンの襲撃から逃亡する中でただひとり基地に残り、バルバトスの再起動に貢献。鉄華団の結成後も残留し、若いころの経験を頼りにMSの整備に腐心する。エドモントン戦後はテイワズでMSの整備知識を学び、的確な指示で整備班を運営する。プライベートでは鉄華団本部の経理となったメリビットと交際を始め、身だしなみや臭いにも気を使うようになる。マクギリス・ファリド事件後は、生き残った団員たちとカッサパファクトリーを経営する。

### クリュセ独立自治区
クーデリア・藍那・バーンスタイン（クーデリア・あいな・バーンスタイン）
声 - 寺崎裕香
本作のヒロインのひとり。クリュセ代表首相の一人娘で、火星独立運動の中心人物。16歳の若さで既に大学を卒業している才媛で、在学中に独立運動家の会合「ノアキスの七月会議」を成功させたことから「革命の乙女」として労働者たちの注目を集め、ギャラルホルンからはその存在を危険視されている。
父親から地球のアーブラウ政府との交渉役を任され、社会問題化している少年兵の現状を知る一環で道中の護衛を参番組に依頼するが、ギャラルホルンの襲撃で多くの少年たちの死を目の当たりにし、描いていた理想と現実との隔たりを突きつけられる。それでも、生きるために戦う三日月たちを見て「自分の戦い」を続けることを決意し、鉄華団に再度自身の護衛任務を依頼する。イサリビでの航海中は、三日月やタカキなどの就学経験のない少年兵たちに読み書きを教える。ドルトコロニーでは労働者たちの実態を知り、火星だけでなくすべての虐げられる人々の希望になる覚悟を決める。エドモントンでの戦闘後は蒔苗との交渉の末にハーフメタル利権を獲得し、火星の堅実的な経済的独立を推し進めるために自身が代表を務めるアドモス商会を設立する。マクギリス・ファリド事件後は火星連合の初代議長となる。
アトラ・ミクスタ
声 - 金元寿子
本作のヒロインのひとりで、クリュセ市街地の雑貨屋「HABA'S STORE」で働く少女。CGSに食料の搬送を行っている縁から、参番組とも親しい。幼い頃に両親を亡くしており、天涯孤独の身の上で夜の店で雑用係として虐げられる日々を送っていたが、店を飛び出した際に三日月と出会ったことがきっかけで「HABA'S STORE」に就職する。以降、三日月に恋心を抱くようになり、地球に向かう三日月のために、お守りとしてお揃いのブレスレットを製作する。
三日月を追うために雑貨屋を辞めて鉄華団に入団し、炊事係としてイサリビに乗船する。鉄華団の仲間同様にクーデリアを大切な家族と考えており、ドルト3でギャラルホルンに捕らえられた際は彼女のために暴力に屈しない意志の強さを見せる。
火星に帰還後も鉄華団の炊事係として、鉄華団を裏から支える。アリアンロッドとの戦闘の前後でのちの暁を身ごもり、鉄華団の地球脱出には同行せず、クーデリアの下に身を寄せる。マクギリス・ファリド事件後はクーデリアとともに暁を育てる。
フミタン・アドモス
声 - 内山夕実
クーデリアに長年仕える侍女。交渉術に長け、クーデリアから会談の場を任されるほど信頼されている。ギャラルホルンの襲撃後も地球行きを固持したクーデリアに同行し、航海中はイサリビの通信および艦内環境管理を行うオペレーターも務める。
その正体はクーデリアの抹殺を狙うノブリスが送り込んだスパイで、鉄華団の動向を常に監視していた。スラム街出身のため、当初は何も知らないクーデリアのことを快く思っていなかったが、彼女のひたむきさに次第に感化されていき、任務との間で葛藤していく。ドルト3でクーデリアに自身の素性を知られると別れを告げて去るが引き返し、労働者の武装蜂起に乗じたノブリスの部下の銃撃からクーデリアをかばい、最後の言葉をクーデリアに伝えて、この世を去った。
彼女の死後、クーデリアは自身が経営する商社や小学校に彼女の名前をつける。
クッキー・グリフォン、クラッカ・グリフォン
声 - 桑原由気（クッキー）、千本木彩花（クラッカ）
ビスケットの妹である双子の姉妹。9歳。
髪を二つのおさげにして、ビスケットを「おにいちゃん」と呼ぶおっとりしている方がクッキーで、髪を後ろにまとめてビスケットを「おにい」と呼ぶ気の強いほうがクラッカ。二人とも兄のことが大好きで、三日月にも懐いている。
ビスケットの死後は桜の仕事を手伝いつつ、鉄華団の支援を受けて幼年寄宿学校に入学する。マクギリス・ファリド事件後は、アトラたちと共同生活を送る。
桜・プレッツェル（さくら・プレッツェル）
声 - 鈴木れい子
グリフォン兄妹の祖母。トウモロコシ農場を経営しているが、すべての収穫物が安価なバイオ燃料として買い叩かれているため、ビスケットの仕送りがなければ経営が立ち行かない状況となっている。収穫期などで作業を手伝っている参番組とも親しく、三日月からは「桜ちゃん」と呼ばれ慕われている。
ビスケットの死後は鉄華団の援助で農場規模が拡大し、園内に設立されたアドモス商会から委任を受けて孤児院を運営する。
ハバ
声 - 東内マリ子
CGSと取引のある雑貨屋「HABA'S STORE」の女将。三日月を通じて路頭に迷っていたアトラを雇い入れ、読み書きも教えた。三日月に想いを寄せるアトラを応援しており、退職を願い出たアトラを快く送り出す。
ノーマン・バーンスタイン
声 - 木下浩之
クリュセ代表首相で、クーデリアの父親。保身のために娘の情報をギャラルホルンに密告する。
朋巳・バーンスタイン（ともみ・バーンスタイン）
声 - 渡辺美佐
ノーマンの後妻で、クーデリアの母親。温厚な人柄でクーデリアの身を案じているが、彼女からは「外で起きている現実から目を背けている」と批判されている。
ククビータ・ウーグ
声 - 斉藤貴美子
アドモス商会の社長秘書と事務員を務める中年女性。クーデリアを尊敬し、献身的にサポートする。
暁（あかつき）
声 - 朝井彩加
マクギリス・ファリド事件後に誕生した三日月とアトラの息子。顔立ちは三日月、髪色はアトラの特徴を受け継いでいる。

### ギャラルホルン

#### 監査局
マクギリス・ファリド
声 - 櫻井孝宏、藤原夏海（幼年時）
監査局所属の特務三佐（第2期では准将に昇進）。かつてはイズナリオが男娼として囲っていた孤児のひとりだったが、優れた才覚によって頭角を現し、正式なファリド家の養子となる。MSパイロットとしての技量も高く、青いシュヴァルベ・グレイズ、グリムゲルデ、青い指揮官用グレイズリッター、ガンダム・バエルと機体を乗り継いでいく。
絶望的な少年時代を送りながらも、書物で知ったアグニカの思想を支えに、出自に左右されない純粋な力で優劣が決まる世界の実現を目指すようになる。過去の経験から愛や友情などの尊い感情には懐疑的で、立ちはだかるものを屈服させる力こそが肝要であるという考えをもつ。ただし、幼なじみであるガエリオやカルタに対しては、目的のために利用することもいとわない一方で、本気の友情を抱いていたことも認めている。ギャラルホルンの権力の象徴であるバエルの獲得を悲願とし、組織内の地位向上を図る一方で、裏では仮面を付けて旧姓のモンタークを名乗り、貿易商として資金調達と人脈作りに奔走する。三日月たちとの初対面時に、ガエリオの運転する車がクッキーたちを轢きかけた詫びとしてチョコレートをあげたことから、三日月から「チョコレートの人」「チョコ」と呼ばれる。
三日月や鉄華団の戦いぶりにアグニカの姿を重ね、互いの目的のために秘密裏に彼らと共闘関係を結ぶ。地球に降下した鉄華団の活躍と自身の計略によってギャラルホルンの権威を失墜させ、失脚したイズナリオに代わってファリド家当主を継ぐ。さらに謀殺したカルタの後任として地球外縁軌道統制統合艦隊司令に就任し、ギャラルホルン内での地位を確固たるものにしていく。同時に水面下で自身の賛同者を募り、やがてクーデターを起こしてヴィーンゴールヴを占拠、グレイズ・アインで得られた研究データをもとに自らに阿頼耶識の施術を施すことで、念願であるバエルを手に入れる。だが、ガエリオの告白により戦力として考えていた軍も完全には掌握できず、ラスタルの立ち回りでその出自を暴露されて求心力も低下し、アリアンロッドの攻勢により劣勢にたたされる。最終局面で部下たちを逃がし、ラスタルの首を狙ってアリアンロッド本隊に単身突撃。キマリスヴィダールとの攻防の末に敗北し、重傷の身ながらもラスタルに迫るが、待ち構えていたガエリオの銃撃を受けて死亡する。マグギリスが起こした反乱は、後に「マクギリス・ファリド事件」と名付けられ、反乱の首謀者として歴史に名を残すことになる。
ガエリオ・ボードウィン
声 - 松風雅也、潘めぐみ（幼年時）
マクギリスの護衛で火星に派遣された特務三佐。乗機は紫色のシュヴァルベ・グレイズで、のちに先祖が搭乗していたガンダム・キマリスに乗り換える。セブンスターズの武を司るボードウィン家の嫡男で、マクギリスやカルタとは幼少期からの友人同士。育ちの良さに起因する強い正義感の持ち主で、マクギリスとともにギャラルホルンの改革を目指している。
桜農園でクッキーとクラッカを轢きかけたことに怒った三日月に絞殺されかけ、以降強い敵意を向けるようになる。三日月からはマクギリスの隣にいたことから「チョコレートの隣の人」、ドルトコロニーでの再戦時は「ガリガリ」と呼ばれる。エドモントン攻防戦では三日月との戦闘を突如現れたマクギリスによって邪魔され、さらに彼からすべての真相を知らされたことによる怒りでマクギリスを討とうとするが、激闘の末に敗北し戦死あつかいとなる。
しかし実際は重傷を負いながらも密かに生存し、ラスタルの下で仮面の男ヴィダールとして活動しながらマクギリスの真意を見極めようとする。マクギリスがバエルを手にしてからは彼が改革を建前にして実際は純粋に力のみを追い求めていると見定め、仮面を外して彼と対立。戦いの末に火星軌道上での戦闘でマクギリスを討ち取る。その後、歩行補助も兼ねていた頸部の阿頼耶識TypeEを自ら除去したことで車椅子生活となり、ギャラルホルンの施設で療養している。

#### 火星支部
アイン・ダルトン
声 - 内田雄馬
火星支部所属の三尉で、配属されてから日の浅い新人MSパイロット。ギャラルホルン士官である父の口利きで入隊を果たすが、母が火星出身であるという理由で地球出身の同僚たちから不当な差別を受けている。
初陣となったCGS基地襲撃作戦で三日月のバルバトスに敗北し、クランクたち上官が相次いで戦死したことで鉄華団への憎しみを募らせていく。鉄華団追撃のためにガエリオの部下となり、通常装備に戻した彼のシュヴァルベ・グレイズに乗り換える。
地球軌道上での戦闘で撃墜されかけたガエリオをかばい瀕死の重傷を負うが、禁忌とされていた阿頼耶識システムの施術を受け、グレイズ・アインのコックピットに生体パーツとして組み込まれることで一命を取り留める。エドモントン攻防戦ではシノやラフタたちを撃破し、市街地にてバルバトスをも圧倒するが、阿頼耶識の力を解放した三日月に敗れて戦死。その脳はガンダム・ヴィダールのコックピットシステムに移植される。
クランク・ゼント
声 - 間宮康弘
火星支部所属の二尉。口元に古傷がある老練なMSパイロットで、新兵の教官も務める。火星出身のアインにも対等に接する公平な人物で、彼から絶大な信頼を寄せられている。
CGSの殲滅をコーラルから命じられるも、罪のない少年兵たちを殺すことに強い抵抗を覚え、苦肉の手段としてクーデリアの身柄と鹵獲されたオーリスのグレイズの返還を賭けたMSでの決闘を三日月に挑む。しかし、先の襲撃に対する恨みや自身が敗れた場合の代償を提示しないなどの一方的な条件から支持を得られず、敗れて致命傷を負い、最期は三日月に介錯を頼んで射殺される。
オーリス・ステンジャ
声 - 木島隆一
火星支部所属の二尉で、クランクの教え子。CGS基地襲撃部隊の指揮を執り、グレイズでオルガに襲い掛かるが、地面から現れたバルバトスに撃破され戦死する。
コーラル・コンラッド
声 - 家中宏
火星支部長の三佐。
ノブリスからの資金援助を求めてクーデリアの暗殺を画策するが、オルガたちの奮戦とクランクの独断行為によって計画は崩れる。最後は自らグレイズに搭乗し火星低軌道上で鉄華団を襲撃するも、バルバトスに撃墜され戦死する。
新江・プロト（あらえ・プロト）
声 - 相馬康一
コーラルの死後、マクギリスの推薦を受けて火星支部の本部長代理に就任した三佐。夜明けの地平線団壊滅後に正式な本部長となる。ラスタルの懐柔を受けてアリアンロッドに敗れ逃げ延びたマクギリスの協力要請を拒否するが、革命が成功する可能性も見越して革命軍の火星降下を見逃す。

#### 地球外縁軌道統制統合艦隊
カルタ・イシュー
声 - 井上喜久子
セブンスターズ筆頭のイシュー家の息女で、地球外縁軌道統制統合艦隊司令官を務める一佐。父親が病床に伏しているため、当主を代行している。大仰な言動が特徴の完璧主義者だが、高潔な人柄から部下たちの人望は厚い。MSパイロットとしての技量もあり、指揮官仕様のグレイズリッターに搭乗する。マクギリスやガエリオとは幼なじみで、ガエリオは「坊や」と軽んじる一方、マクギリスには出会った時から想いを寄せ、下層身分であることを気にせずに接していた。
自身の艦隊の評価を覆すべく、圧倒的な戦力をもって鉄華団を迎撃するが幾度となく退けられる。マクギリスの口車に乗せられ、部下とともに鉄華団に決闘を挑むが、三日月の不意打ちにより瞬く間に部下を倒されて自身も致命傷を負い、駆けつけたガエリオに救助されるが帰還途中に死亡する。
コーリス・ステンジャ
声 - 木島隆一
地球外縁軌道統制統合艦隊・太平洋方面防衛部隊の指揮官で、オーリスの実兄。エドモントン攻防戦ではグレイズに搭乗して鉄華団と交戦するが、昭弘に倒される。

#### 月外縁軌道統合艦隊アリアンロッド
ラスタル・エリオン
声 - 大川透
アリアンロッド総司令官で、セブンスターズのエリオン家当主。出自を問わず有能な人材を重用する柔軟さと軍人としての非情さを併せ持ち、豪放磊落な性格と相まってギャラルホルン内部でも大きな信頼と勢力をもつ。
ギャラルホルン主体の世界統治には肯定的で、イズナリオの失脚により失墜した組織の権威回復を望んでいる。その一方で、改革のためなら手段を選ばないマクギリスを警戒しており、経済圏への爆破テロを行っての武力紛争煽動などで抹殺や失脚を企むなど裏で暗躍する。マクギリスがクーデターを起こすと、アリアンロッドの全艦隊を集結させて全面対決を宣言。マクギリスやその協力者である鉄華団をギャラルホルン復権のための生贄として撃滅することで目的を成し遂げる。その後はより民主的な組織として再編されたギャラルホルンの初代代表となる。
イオク・クジャン
声 - 島﨑信長
アリアンロッド第二艦隊の指揮官で、セブンスターズのクジャン家当主。セブンスターズとしての誇りと責任感の強さから、先代のころより仕える部下やラスタルから期待を寄せられている。しかし、軍人としては力量不足で、思い込みの強さと短慮さから独善的な行動を取り、結果として状況を悪化させることも少なくないなど、無能さが目立つ。クジャン家の家訓に従い前線に出ることもあるが、不測の事態を憂慮した部下たちの提案で、乗機のレギンレイズを長距離支援仕様にカスタマイズしている。
火星で発掘されたハシュマルの対処のために現場に向かったマクギリスを謀反の疑いで拘束しようとするが、休眠中だったハシュマルを誤って起動させ、部下や民間人を巻き込む大惨事を引き起こす。これによって失ったラスタルの信頼を取り戻すべく、ジャスレイと共謀して鉄華団とタービンズの壊滅を狙うが、禁止兵器のダインスレイヴを持ち出したことを革命軍に暴露され、ラスタルに謹慎処分を言い渡される。謹慎解除後は専用カラーのグレイズで鉄華団本部の包囲網に加わり、武器を捨ててマクギリスのバエルに吶喊。マクギリスに先手を打たせ、鉄華団殲滅の大義名分を自軍にもたらす。鉄華団の掃討作戦終盤では味方の士気を上げるために負傷をおしてグレイズで出撃するが、その素姓を知った昭弘の最期の攻撃でコックピットを潰され圧死する。
ジュリエッタ・ジュリス
声 - M・A・O
アリアンロッド所属の女性パイロット。ギャラルホルンの施設で育った平民出身の孤児で、ギャラルホルン所属時代のガランを通じてラスタルに拾われ、その高い操縦技術を買われて最新鋭機のレギンレイズを与えられる。訓練生時代は、親に捨てられた過去への悲観から自分の命を軽んじて独断専行する悪癖があったが、模擬戦で自身に完勝したガランから「生への執着」を説かれたことに感銘を受け、ともにラスタルのために戦うことを信念に掲げるようになる。一方、イオクに対しては無自覚に失礼な物言いをすることが多く、彼からも「サル」と陰口を叩かれるなど折り合いが悪い。ヴィダールに対しては得体の知れなさから不信感を露わにしていたが、彼の人柄や実力を知るにつれ徐々に気を許すようになっていく。
火星でのバルバトスとハシュマルの戦いを目撃したことでさらなる力を求めるようになり、試験開発中のレギンレイズ・ジュリアに乗り換える。革命軍とアリアンロッドとの全面戦争では三日月を止めるため奮戦し、シノの攻撃からラスタルを守りぬくも、怒った三日月の猛反撃を受け重傷を負う。回復後は鉄華団掃討作戦に参戦し、三日月の姿から鉄華団の少年兵たちが戦場でしか生きられないことを理解しつつも、半壊状態のバルバトスを討伐する。数年後は、周囲から次代のギャラルホルンの担い手と目されるようになる。
ヤマジン・トーカ
声 - 生天目仁美
アリアンロッド所属の女性整備主任。ラスタルから機密性の高い機体の整備を一任されている。ジュリエッタを「ジュリー」と呼び親しくしている。
『鉄オルG』のサイドストーリーズでは、レギンレイズ開発の最中にかつての知り合いだったガエリオから頼まれ、キマリスの擬装作業に参加した背景が描かれる。
ヴィダール
「ガエリオ・ボードウィン」を参照。

#### 革命軍
石動・カミーチェ（いするぎ・カミーチェ）
声 - 前野智昭
マクギリスの監査局時代からの部下。コロニー出身という境遇からマクギリスの目指す未来に共感し、副官として表裏から彼を支える。独自の情報網から圏外圏の情勢に精通しており、MSパイロットとしての技量も高い。当初はマクギリスから譲り受けたシュヴァルベ・グレイズに搭乗し、ハシュマルの破壊作戦以降はヘルムヴィーゲ・リンカーに乗り換える。
革命軍とアリアンロッドとの全面対決で、ガエリオの攻撃からマクギリスをかばい戦死する。
ライザ・エンザ
声 - 高梨謙吾
革命軍に参加する青年将校のリーダー。エドモントンでの活躍から、鉄華団に対して敬意の念を抱いている。アリアンロッドとの艦隊戦で革命軍の指揮を執るが、ダインスレイヴの直撃を座乗艦に受け戦死する。

#### セブンスターズ
イズナリオ・ファリド
声 - 速水奨
セブンスターズのファリド家当主で、地球本部司令官。
稚児趣味があり、自身が囲っていたマクギリスを妾子として養子に迎え、ボードウィン家に婿入りさせることで自身の権力向上を計る。同時にカルタの後見人になることでセブンスターズ内の地位を固め、アンリ・フリュウを擁立することでアーブラウの実権を握ろうと画策するが、マクギリスの策によって失脚し亡命する。マクギリスがクーデターを起こすと、自分を追い落とした恨みから彼の素性をすべてアリアンロッド側に暴露する。
ガルス・ボードウィン
声 - 星野充昭
セブンスターズのボードウィン家当主で、ガエリオとアルミリアの父。マクギリスのクーデター後にガエリオの生存を知ると、義理の息子であるマクギリスの戦力提供の要求を真っ向から断る。
アルミリア・ボードウィン
声 - 加隈亜衣
ガエリオの妹。9歳。マクギリスとは親同士が決めた許婚の関係にあり、彼を「マッキー」と呼び慕う一方で、自身がまだ子供であることに劣等感を抱いている。革命軍のクーデター後は、自分をあざむいていたマクギリスに不信感を抱くが、やがて妻として夫の罪をともに償うことを決心し、実家へ帰ることを拒否する。
ネモ・バクラザン
声 - 佐々健太
セブンスターズのバクラザン家当主。マクギリスがバエルを手にしてからは、ほかの当主たちとともに中立の立場を取る。
エレク・ファルク
声 - 綿貫竜之介
セブンスターズのファルク家当主。

#### そのほかの関係者
アグニカ・カイエル
厄祭戦で活躍した伝説の英雄で、ギャラルホルンの創設者。阿頼耶識システムを介してMSと完全な一体化を果たし、超人的な戦闘能力で人類を勝利に導いたとされる。死後もその魂は乗機であるバエルに宿るとされる。マクギリスはアグニカの威光を利用することで、クーデターの大義名分を得ようとした。

### テイワズ
マクマード・バリストン
声 - 石塚運昇
テイワズの代表。漢字名は「真紅真亞土 芭里主屯」。名瀬からは「圏外圏一恐ろしい男」と評される。
クーデリアの思想に共感し、名瀬とオルガたちに好意的に接する一方で、ノブリスと提携を結ぶなど組織の長として打算的かつ冷徹な判断を下すこともある。名瀬の死後は、ジャスレイの思惑を察知して事前にラスタルと交渉してジャスレイ派の援軍に向かうイオクの艦隊を撤退させ、間接的に鉄華団を援護する。マクギリス・ファリド事件後は、ラスタルとの密約を利用し、テイワズの勢力を拡大させることに成功する。
ジャスレイ・ドノミコルス
声 - 竹内良太
テイワズ専務取締役で、組織の実質的なナンバー2。漢字名は「邪須麗 殿美弧留須」。短期間でテイワズ直参に昇格した鉄華団と名瀬の存在を快く思っていない。
自身が経営するJPTトラストと取引があるクジャン家を利用してテイワズの掌握を画策し、手始めにタービンズを違法組織として排除することに成功する。次いで鉄華団を壊滅させようと大部隊を投入するが、援軍のイオクがマクマードの手引きで撤退したことで孤立無援となり、三日月のバルバトスに乗艦のブリッジごと叩き潰され死亡する。
第41話にてあまりにも残忍な凶行に及んだことから多くの視聴者からも激怒され憎まれており、遂には担当声優の竹内がTwitterで一般ユーザーに暴言も吐かれた。竹内本人はそのことに対し「こういう役を一度はやってみたかった」とコメントしている。
メリビット・ステープルトン
声 - 田中理恵
歳星を出立した鉄華団に監査役兼財務アドバイザーとして派遣された女性。かつてテイワズの銀行部門に勤務しており、財政管理だけでなく医療技術や通信技術にも心得がある。
鉄華団とは歳星の酒場で偶然遭遇し、イサリビ乗艦後はオルガの至らない点を指摘するときもある。エドモントン戦後は仲間のために死ぬことも厭わない団員たちを憂慮しながらも、引き続き火星本部の経理を務める。鉄華団のテイワズ離脱後は、雪之丞や団員たちを守るために、テイワズを退職して鉄華団に残留する。マクギリス・ファリド事件後は、雪之丞との間に2児をもうける。
歳星整備長
声 - 野川雅史
歳星のMS工房を運営する老整備士。厄祭戦時代のメカに造詣が深く、特に希少なガンダム・フレームを強い憧憬を抱いている。のちに鉄華団から持ち込まれたガンダム・フレーム機のオーバーホールを手掛け、改修後のバルバトスとグシオンにそれぞれ「ルプス」と「フルシティ」の名を与える。

#### タービンズ
名瀬・タービン（なぜ・タービン）
声 - 鳥海浩輔
タービンズのリーダー。漢字名は「名瀬 蛇亞瓶」。木星圏ではタカ派として有名で、マクマードからの信頼も厚い。部下の女性たち全員を自身の妻という名目で保護しており、彼女たちとの間に多くの子供を儲けている。
マルバから差し出された資産の一部であるイサリビの返還を求めて鉄華団と戦端を開くが、彼らの実力とマルバが危険な阿頼耶識システムの手術を強いていたことを知ると戦闘を中止し、鉄華団がテイワズの傘下に入るためにマクマードと会談する約束を取り付ける。その後、オルガと義兄弟の盃を交わして彼の兄貴分となり、自身の権限が許す限り鉄華団の支援に尽力する。若いころの自分に似たオルガを気に掛け、組織の長としての心構えや助言を送る。
鉄華団がマクギリスと協力関係を結んでからは、鉄華団の監視役を兼ねて若頭への昇格を打診されるが、これを快く思わないジャスレイの策略によってアリアンロッドから追われる身となる。タービンズがイオクの艦隊に包囲されると、仲間を逃すためにただ一人ハンマーヘッドに残り囮となり、アミダの後を追うようにイオクの座乗艦に特攻を仕掛け、戦死する。
アミダ・アルカ
声 - 田中敦子
タービンズ所属のパイロットで、名瀬の第一夫人。戦闘時における事実上の指揮官で、ピンクに塗装されたシングルナンバーの百錬に搭乗する。面倒見のよさから部下たちからは「姐さん」、名瀬の子供たちからは「大きなお母さん」と呼ばれ慕われている。かつては危険な長距離運送を強要される女性たちを積極的に護衛する傭兵であり、当時フリーの運び屋だった名瀬とともにタービンズを旗揚げした過去をもつ。イオクの襲撃から仲間を逃がすため残った名瀬に連れ添い、乗機を破壊されながらもイオクの座乗艦のブリッジに一撃を見舞い戦死する。
ラフタ・フランクランド
声 - 日笠陽子
タービンズ所属のパイロット。漢字名は「浪蓋 布蘭宮嵐人」。快活な性格で、名瀬を「だーりん」と呼んでいる。幼少期は悪質な違法業者に雇われていたが、名瀬らに救出され教養を身につけた。パイロットとしての実力は高く、乗機である百里の特性を活かした高機動戦闘を得意とする。
自分たちと渡り合った三日月や昭弘の実力を認め、以降はシミュレーターでの戦闘訓練につきあうなど交流を深めていく。地球圏到達後は名瀬の頼みで漏影を駆り鉄華団に同行。エドモントンの戦闘ではグレイズ・アインに撃墜されるが、辛うじて生き延びる。エドモントン戦後はMS戦教官として火星の鉄華団本部に出向し、昭弘に好意を寄せるようになる。タービンズ解散後は名瀬の遺志を継いでアジーたちと流通業を続ける決意をするが、ジャスレイの手下によって射殺される。
アジー・グルミン
声 - 國立幸
タービンズ所属のパイロット。冷静な性格であるが、肌を見せたくないという理由で常にツナギを着用するなどの恥ずかしがり屋な一面をもつ。乗機は百錬→漏影→獅電→辟邪。
地球圏到達後は、ラフタとともに漏影に乗って鉄華団に同行。エドモントンの戦闘ではグレイズ・アインに敗北するが、辛うじて生き延びる。エドモントン戦後はラフタとともに教官として鉄華団本部に出向する。タービンズの壊滅後はラフタの死に責任を感じてふさぎ込むが、のちに生き残ったメンバーをまとめ上げて輸送業を継続し、指名手配された鉄華団に地球逃亡の支援を申し出る。
エーコ・タービン
声 - 久保ユリカ
ハンマーヘッドのブリッジクルーにして有能な整備士。整備鉄華団の地球降下後はバルバトスの現地改修や漏影の整備を手掛ける。
ビルト・タービン、クロエ・タービン、エヴァ・タービン
声 - 芳野由奈（ビルト）、石上静香（クロエ）、山村響（エヴァ）
ハンマーヘッドのブリッジクルーを務める女性たち。

### ブルワーズ
ブルック・カバヤン
声 - 武虎
ブルワーズの頭領。マクギリスの配下となったトドからの依頼を受け、クーデリアを狙って鉄華団とタービンズを襲撃するが敗北。代償として戦艦1隻と全MSを没収される。
クダル・カデル
声 - 織田圭祐 / 川田紳司（ゲーム『スパロボDD』以降のゲーム作品）
MS部隊の指揮官で、組織の事実上のナンバー2。乗機はガンダム・グシオン。身体改造を施した奇抜な風貌が特徴で、言動には時折女性口調が混じる。部下のヒューマンデブリたちをMS以下の価値しかないとして酷使し、三日月からは「死んでもいい奴」と酷評される。
暗礁宙域での戦闘でバルバトスと交戦するが、グシオンの装甲の隙間を狙った三日月の機転によってコックピットを貫かれて死亡する。
昌弘・アルトランド（まさひろ・アルトランド）
声 - 山下誠一郎、Lynn（幼少期）
幼少時にヒューマンデブリとして生き別れた昭弘の弟。乗機はマン・ロディ。
ヒューマンデブリである不幸を嘆きながらも苦しい生活に耐えてきたが、鉄華団襲撃の際に図らずも再会した昭弘が鉄華団という新しい家族を得たことに強い嫉妬を覚え、鉄華団に迎え入れようとする彼を非難する。しかし兄弟の絆を捨てきれず、直後に攻撃してきたグシオンから昭弘をかばい死亡する。
アストン→アストン・アルトランド
声 - 熊谷健太郎
ヒューマンデブリの少年兵。組織の待遇に不満を抱きつつも命令に従っている。
鉄華団との抗争後は生き残った仲間たちとともに鉄華団に迎え入れられ、エドモントンの戦いではユージンたちとともにオルガたちを援護する。その後は昭弘の提案でアルトランド姓を名乗り、地球支部に配属されてタカキやフウカと親交を深めるが、アーブラウとSAUの武力紛争でSAU側に加勢したマクギリスの攻撃からタカキをかばって戦死する。
デルマ→デルマ・アルトランド
声 - 室元気
ヒューマンデブリの少年兵。
鉄華団との抗争終了後、鉄華団の一員となり、エドモントンの戦闘ではMWでオルガたちを援護する。その後はアストン同様アルトランドの姓を名乗り、実働一番隊のMSパイロットとなる。アストンの死後はその遺志を継ぎ、地球支部から引き上げてきたランドマン・ロディの専属パイロットとなる。革命軍とアリアンロッドとの全面戦争で左腕を失いながらも生還し、マクギリス・ファリド事件後は、失った腕の代わりに機械の義手を装着して、ダンテと孤児院で働く。
ビトー、ペドロ
声 - 古川慎（ビトー）
ヒューマンデブリの少年兵たち。バルバトスとの戦闘で戦死する。

### ドルトコロニー群
サヴァラン・カヌーレ
声 - 平川大輔
ビスケットたちの兄。26歳。学業が優秀だったことから両親が働いていた工場の経営者一家に引き取られ、成長後はドルトカンパニー本社の役員として会社と労働組合の調停役を請け負っている。
暴動を未然に防ぐためにクーデリアを首謀者としてギャラルホルンに引き渡そうと画策し、訪ねてきたビスケットに付き添っていたアトラをクーデリアと誤認して弟ともども拘束するが、三日月らにより奪還され、ビスケットからも拒絶される。その後も会社に対話を訴え続けるが武力衝突は避けられず、ナボナたちの死に責任を感じて自殺する。
ナボナ・ミンゴ
声 - 小形満
労働者組合の組合長。鉄華団の運んできた武器を盾にドルトカンパニーに待遇改善を訴えるが、ギャラルホルンの策略によってほかの組合員たちとともに射殺される。
ソウ・カレ、ニナ・ミヤモリ、ハジメ・ツジ
声 - 綿貫竜之介（ソウ）、木村珠莉（ニナ）、相馬康一（ハジメ）
ドルト3の武装デモを中継していた報道機関「ドルトコロニーネットワーク」のディレクター（ソウ）とアナウンサー（ニナ）とカメラマン（ハジメ）。ギャラルホルンの一連の対応に疑問を抱き、労働者側の声も撮りたいと考えていた矢先に三日月たちと遭遇。イサリビへ同行し、クーデリアの姿を地球圏に中継する。

### アーブラウ
蒔苗 東護ノ介（まかない とうごのすけ）
声 - 麦人
アーブラウの代表である180歳代の老人。クーデリアの交渉相手だったが、鉄華団の地球圏到達時は贈収賄疑惑で代表を退いており、オセアニア連邦に亡命している。
クーデリアの来訪が代表復帰の切り札になると考え、地球に降下した鉄華団に対して自身をアーブラウまで護送するように要求。エドモントンでの議会で再選を果たす。
アーブラウ防衛軍発足式典でテロに遭い、意識不明の重傷を負う。SAUとの和平後に回復するも、自身の衰えを実感し、クーデリアに自身の後継者となるよう要望する。鉄華団がギャラルホルンに指名手配されると、これまでの恩義から彼らに協力する。マクギリス・ファリド事件後はヒューマンデブリ撲滅に尽力し、その生涯を閉じる。
アンリ・フリュウ
声 - 沢海陽子
次期アーブラウ代表と目されている女性議員。ウィッグを着用している。秘密裏にギャラルホルンから支援を受けるが、蒔苗が議会に間に合ったことで落選する。
ラスカー・アレジ
声 - 飛田展男
蒔苗派の有力議員。蒔苗の代表再選を果たすべく、議会で積極的なロビー活動を行う。マクギリス・ファリド事件後は逝去した蒔苗の後任としてアーブラウ代表となる。

### そのほかの人物
ノブリス・ゴルドン
声 - 長克巳
クーデリアのスポンサーとして火星独立運動を支援している武器商人。クーデリアを悲劇のヒロインとして抹殺し、地球圏の富裕層と圏外圏の貧困層との武力衝突から生まれる膨大な利益を得ようと画策するが、真相を知った上で自身を利用しようとするクーデリアの姿に考えを改め、アドモス商会設立後も融資を続ける。ギャラルホルンの鉄華団総攻撃の際にはラスタルと結託し、報道機関の統制やオルガ暗殺に関与する。鉄華団崩壊後もラスタルとの蜜月関係を継続するが、オルガ殺害の報復としてライドに射殺される。
オルクス
声 - 乃村健次
民間運送業者オルクス商会の代表。トドの仲介で表向きは方舟までの鉄華団の案内役を請け負うが、裏ではギャラルホルンにその情報を売ることで便宜を引き出そうと画策する。ギャラルホルンとともに自社の艦でイサリビに攻撃を仕掛けるが、オルガの奇策で逃亡を許す。
アリウム・ギョウジャン
声 - 田中完
テラ・リベリオニス代表。「ノアキスの七月会議」にクーデリアを登壇させ、彼女の名を広めるきっかけを作る。低迷する組織を再興すべくクーデリアに接触するも断られ、夜明けの地平線団と結託してクーデリアの命を狙う。地平線団の壊滅後、オルガに地平線団に関与した事実と鉄華団が受けた被害の責任を追及され、三日月に射殺される。
サンドバル・ロイター
声 - 楠大典
夜明けの地平線団団長。戦闘指揮だけでなく、MSパイロットとしても高い技量をもつ。急速に勢力を拡大した鉄華団を疎んでおり、テラ・リベリオニスからの依頼を機に鉄華団と戦端を開く。最終局面で自らユーゴーを駆って三日月たちと戦うも敗北、身柄を拘束され石動たちに連行される。
ガラン・モッサ
声 - 三宅健太
元ギャラルホルンの傭兵。高い作戦遂行能力とMS操縦技術を持ち、ギャラルホルン時代は宇宙海賊の討伐などで武功を挙げた。現行MSの複雑なシステムについていけないという理由で、旧式のゲイレールを愛用し続けている。訓練学校時代からの親友であるラスタルを支えるために、ギャラルホルン時代から何度も自分の名と経歴を変えて暗躍してきた。3年前には訓練生時代のジュリエッタに戦闘技術と兵士としての心構えを教え、彼女からは「ひげのおじさま」と呼ばれ慕われている。
アーブラウとSAUの武力紛争ではマクギリスを失脚させるためにアーブラウ代表である蒔苗に対して爆破テロを行い、その後はアーブラウ防衛軍の作戦参謀に就任し、鉄華団地球支部の団員を使役して戦況を支配して紛争を長引かせようとする。しかし、ラディーチェによる地球支部の分断工作を察知した三日月たちの急襲で部隊は壊滅し、自身も昭弘との戦いで敗北。ラスタルとの関係を示す証拠を消すため乗機ごと自爆して戦死する。

## 登場兵器
本作に登場する兵器は、ほかのガンダムシリーズの兵器よりも頑丈さが強調されており、大破してもほとんど爆散はせず、機体がつぶれたり、コックピットなどの急所を突かれて行動不能となる描写が多い。これは監督の長井が以前から「過酷な宇宙空間で運用される兵器は、かなり強固であるはず」という考えをもち、他作品で機体が容易に破壊される描写に違和感を抱いていたことによる。また、他作品の世界では機動兵器の主兵装になることが多いビーム兵器は、ナノラミネートアーマーの存在によってメインウェポンとしてあつかわれず、劇中ではMAがおもに装備する対人用の殲滅兵器という位置づけになっている。

### モビルスーツ
本作のMSは、厄祭戦の元凶であるMAを倒すために開発された人型兵器とされており、工業技術が低下した戦後の時代では希少かつ高価な存在となっている。フレームから新規に製造できる工業力をもつ勢力はギャラルホルンのみとされ、そのほかの勢力はレストアした厄祭戦時代の機体や当時の設計図を元に製造した機体を使用している。鉄華団の活躍でギャラルホルンの権威が失墜して以降は、各勢力による軍備拡張が推し進められ、流通台数も拡大する。
他作品よりも機体内部のフレーム構造に踏み込んだ設定がなされており、規格化された各種フレームに装甲や武装を施すことで機体のバリエーションを生み出している。同一フレーム機同士は高い互換性があり、別の機種でもパーツの交換が行える。フレーム自体を改造・換装した機体もあり、ほかの同型機よりも体型が大きく変貌している機体も多い。
厄祭戦当時は阿頼耶識システムを用いた操縦インターフェイスが使用されていたが、戦後は技術の悪用を恐れたギャラルホルンによって禁止され、網膜投影やコンピュータによる支援プログラムを併用した手動操縦が主流となる。厄祭戦時代の残存機体も多くがインターフェイスを換装して運用されているが、宇宙海賊などの非合法組織では、ヒューマンデブリの少年兵用に阿頼耶識を引き続き搭載している機体もある。

#### ガンダム・フレーム
厄祭戦末期にギャラルホルンの前身組織が開発したフレームの一つ。本作のガンダムはこのフレームを採用したMSを指し、条件さえ満たしていれば外観に関係なくガンダムとして区分される。アグニカ・カイエルやセブンスターズの祖先たちが搭乗し、厄祭戦を終結させた功績をもつことから、ギャラルホルンの象徴としてたたえられている。
通常のMSでは1基のみ搭載されるエイハブ・リアクターを2基搭載し、さらにそれらを並列稼働させる事により得られる大出力を活かした渾身の打撃でMAを殲滅することを目的としている。しかし、リアクターの並列稼働そのものが技術的に困難をきわめたことから、総生産数は72機にとどまった。コックピットブロックはフレームと一体化しており、パイロットの生残性に優れる。独自の機能として、MAに一定距離以上接近すると、パイロットの安全を無視した最大出力モードに強制移行するプログラムが施されている。なお、阿頼耶識システムにリミッターが設定されている場合、機体側のシステムと競合して駆動系が不調となる弊害が生じる。
終戦後はセブンスターズおよびギャラルホルンの貴族と由縁のある機体以外はコックピットを抜き取られたうえですべて現地で廃棄されたとされ、物語開始時点では26機しか現存が確認されていない。また、当時の資料の多くが失われているため整備やパーツの調達が難しく、メカニズム的にも複雑かつ旧型のため満足に稼働する機体は少ない。
フレームは主役機のコンペティションで篠原保が提出したガンダムをもとに鷲尾直弘がデザインし直し、それに被せるように各デザイナーが分担して外装をデザインしている。各機体の固有名はソロモンの72人の悪魔に由来しており、鷲尾はバルバトスの二枚爪や足先などに悪魔の意匠を反映させたと語っている。
ASW-G-08 ガンダム・バルバトス
三日月・オーガスの搭乗機。火星の砂漠地帯に放置されていたところをマルバ・アーケイによって発見され、将来的な転売も見込んでCGS基地の動力炉として利用されていた。発見当初からコックピット周りの部品が抜き取られていたが、ギャラルホルン襲撃の際にナディ・雪之丞・カッサパたちによって三日月のMWのコックピットを組み込まれることで再起動を果たす。
各種兵装の換装による高い汎用性が特長で、背部アタッチメントのサブアームを展開することで、接続した武装を使用することができる。鉄華団の主戦力となってからは、敵機から得たパーツや武装を追加・換装していくことで戦闘能力を高めていく。
なお、ゲーム『SDガンダム GGENERATION』シリーズには「バルバトス」という名前のオリジナルMSが本作放送開始前の2011年より登場しているが、直接的な関係はない。
第1形態
火星で発見された当初の姿。両肩の装甲が欠損し、左腕にはガントレットが取り付けられている。厄祭戦から300年以上を経ているため各部が劣化しており、本来の性能を発揮できない状態となっているが、それでもグレイズを圧倒する出力をもつ。
再起動時の初期武装は、パイルバンカーとスラスターを備えた高硬度レアアロイ製メイス。クランク・ゼントとの決闘の際は、鹵獲したグレイズの肩アーマーを左肩に装着する。
第2形態
火星低軌道上での対ギャラルホルン戦時の姿。白と青に塗り替えられたグレイズの肩アーマーを内外逆向きにして装着している。射撃武装として、60ミリマシンガンを同軸配置した折りたたみ式300ミリ滑腔砲を装備する。
第3形態
対タービンズ戦時の姿。火星低軌道上で失われたガントレットの代わりに、ガエリオのシュヴァルベ・グレイズから奪取したワイヤークローを装備する。
第4形態
厄祭戦時の資料をもとに歳星の技術者たちが復元させた本来の姿。機体の重量バランスとリアクターが再調整されたことで出力が向上し、よりパイロットの感覚に近い挙動が可能となっている。ただし復元されたのは外装だけで、完全に厄祭戦時の性能には至っていないとされる。歳星のファクトリーで錬成された高硬度レアアロイ製太刀を追加装備する。阿頼耶識のリミッターは機体に慣れた三日月に合わせて限界まで外され、ほかの人間では機体からの情報量に耐えられなくなる。
第5形態
地球降下直前にモンターク商会から提供されたパーツで改修された姿。胸部に雪之丞が考案した対キマリス用のリアクティブアーマー、腰部にシュヴァルベ・グレイズ（アイン機）から回収したスラスターを追加している。新武装として両腕にクタン参型の軸発射式迫撃砲を装備する。
第5形態（地上戦仕様）
地球降下後にタービンズのエーコ・タービンによって調整された姿。大気圏突入時の戦闘で使用不能となった腰部スラスターを撤去し、サスペンションを地上用に最適化したハイヒール状の足首に換装している。新たな主武装として、先端部が開閉し内部に特殊チェーンソーを備えた大型特殊メイス「レンチメイス」を携帯し、腕部には170ミリ機関砲を装備する。

第6形態
第5形態（地上戦仕様）を再改修した決戦仕様。ミレニアム島での戦闘で失われた両肩の装甲をグレイズリッターのものに換装し、腰部に地上用スラスターを追加している。エドモントンでの戦闘では胸部に鉄華団のマークが入った追加装甲が施される。重量増加によって瞬発的な機動性は低下したが、無補給状態での継戦能力は向上している。

ASW-G-08 ガンダム・バルバトスルプス
エドモントン戦以降の戦いで修復困難な損傷を受けたバルバトスを、歳星のMS工房でオーバーホールした姿。「ルプス」とは歳星の整備長が付けた名で、ラテン語で「狼」を意味する。
三日月の戦闘データをもとに反応速度と機動性の向上を目的とする改修がなされている。外装に軽量かつ避弾経始に優れた曲面装甲、腰部に専用スラスター、足首に全領域対応型サスペンションを採用することで、ダメージを最小限に抑えつつ得意の近接戦闘に持ち込めるよう設計されている。阿頼耶識システムを通じたパイロットと機体の同調もさらに推し進められ、前腕部フレームの延長や反応指数の調整が行われている。普段は右腕が不自由な三日月に配慮し、阿頼耶識システムの接続ケーブルはコックピット外まで伸長されている。
武装は、メイスと剣の特性を併せ持つ専用武器「ソードメイス」、腕部アタッチメントに選択装備される20ミリ機銃内蔵の200ミリ砲またはロケット砲、乱戦に適した小型の「ツインメイス」2基、歳星で新たに打ち直された新型太刀。背部のサブアームはクローが増設され、武器の保持だけでなく後方への攻撃手段として機能する。
ASW-G-08 ガンダム・バルバトスルプスレクス
ハシュマル戦で損傷したバルバトスルプスを、歳星のMS工房で再改修した姿。「レクス」はラテン語で「王」を意味する。機体との一体化が進んだ三日月の戦闘データをもとに、反応速度が理論上の限界値にまで高められ、各関節部もパイロットの肌感覚と一致させた繊細な調整がなされている。外装にはハシュマルの残骸が一部流用され、より三日月の戦闘スタイルを反映させた獣のような外観に変貌している。特に前腕部は人型を逸脱するほどに巨大化し、内部には肘を支点に展開するサブアームが収納されている。
武装は、両端にパイルバンカーを搭載し柄の伸縮機構をもつ対艦用超大型メイス、素手での刺突に適した希少金属製のマニピュレーター「レクスネイル」、腕部に内蔵された200ミリ砲、ハシュマルの装備を転用した背部の有線射出式「テイルブレード」、かかとに内蔵されたパイルバンカー「ヒールバンカー」。追加兵装として対艦ランスメイスが設定されている。
火星本部からの脱出時には、左腕を第1形態のものに換装し、左肩にレギンレイズの肩部装甲を装着した最終決戦仕様が考案されるが、未採用となる。
ASW-G-11 ガンダム・グシオン
ブルワーズのクダル・カデルの搭乗機。高密度のスペースデブリ地帯で発見され、その宙域で活動する海賊たちの間を転々としてきた。
リアクターの出力を最大限に活かす超重装甲を装着することで、対空機銃をものともしない堅牢さを得ている。この装甲と内部フレームに組み込まれた専用の延長パーツによって肥大化した体型となっている。発見後は宇宙戦に対応した改修が施され、各部の高出力スラスターによって見た目に似合わない機動性を発揮する。しかし燃費性能は非常に悪く、装甲内部に増設された大型推進剤タンクを用いても稼働時間は短い。コックピットはクダルの阿頼耶識システムに対する不信から、通常タイプに換装されている。
武装は信号弾も発射可能な頭部バルカン砲、15トン以上の重さをもつスラスター内蔵の質量破壊武器グシオンハンマー、射撃用の90ミリサブマシンガン、胸部内蔵の400ミリ砲バスターアンカー4門、腰サイドアーマー裏に2発装備される投擲用の手榴弾。追加兵装として、射出可能なハンマーと実体刃鎌で構成されるグシオンアックス、鉈の峰側に増速用のスラスターが内蔵されたグシオンチョッパーが設定されている。
ASW-G-11 ガンダム・グシオンリベイク
鉄華団が鹵獲したグシオンを、タービンズの技術者たちが全面改修した姿。グレイズ改に次ぐ昭弘・アルトランドの搭乗機となる。「リベイク」は「焼き直し」を意味する。
外装をバルバトスの予備装甲に換装したことで本体重量が軽量化され、欠点だった稼働時間の大幅な延長と重力下での運用能力を獲得している。改修前の脛部装甲は背部のブースターポッド2基に、背面装甲は腰部のリアスカートに改造されている。ブースターポッドにはグレイズの腕を転用したサブアームが内蔵され、武装の携行も可能となっている。リアスカートは取り外して手持ちのシールドにすることで、改修前と同様の高い防御力を発揮する。頭部は精密射撃モードへの変形機構を備えており、阿頼耶識システムを利用し遠距離支援用の高感度センサーによって対象物や電磁波を視覚化してパイロットに伝達する。改修前は取り外されていた阿頼耶識システムは、鹵獲したマン・ロディのパーツを用いることで再搭載されている。
武装はグレイズのライフルにテイワズ製の延長バレルとスコープを増設した120ミリロングレンジライフル、柄の伸縮機構とパイルバンカーを備えた「グシオンリベイクハルバード」。
ASW-G-11 ガンダム・グシオンリベイクフルシティ
エドモントン戦後、損傷の激しかったグシオンリベイクを歳星のMS工房でオーバーホールした姿。「フルシティ」は、コーヒー豆の「フルシティロースト」に由来する。
厄祭戦時代の資料をもとに当時の機体性能の再現を行いつつ、昭弘が得意とする近接格闘の仕様強化が図られている。リアクターのエネルギー伝達率を上げるために装備の全面的な見直しが行われ、背部のサブアームや頭部の変形機構はより洗練された形状に再設計されている。
武装はメインアームの単発式ナックルロケット砲、すべての腕部に装備される攻防一体のナックルガード、両手持ちのシザースに変形する大型シールド兼用の可変型リアアーマーに加え、旧リベイクの武装を選択装備する。タービンズの救援任務では、新型の長距離飛行用バックパックユニットとレールガンを装備する。
ASW-G-66 ガンダム・キマリス
ボードウィン家の始祖が搭乗していた機体。厄祭戦後は式典などの形式的な行事に使用されていたが、シュヴァルベ・グレイズに次ぐガエリオ・ボードウィンの搭乗機として再度実戦に投入される。
西洋の甲冑騎士のような外観が特徴で、近接戦闘に特化している。各部の高出力ブースターによって高い機動性と突進力を発揮し、特に脚部ブースター展開時は、姿勢制御能力の低下と引き換えに素早い方向転換と急加速を可能にしている。長距離移動や低軌道上での戦闘では、オプションの背部ブースターを追加装備する。頭部には高速移動中に目標を確実に捕捉するための高精度センサーが内蔵されており、頭頂部が尖った独自の構造をもつ。ガエリオ自身は阿頼耶識システムの施術を受けていないため、コックピット内装はグレイズ系のものに換装されている。
武装は120ミリ砲内蔵の大型ランス「グングニール」、腰背部に懸架された至近距離用の折りたたみ式コンバットナイフ、両肩に内蔵された高硬度レアアロイ製の射出兵器「スラッシュディスク」。頭部には4門の閃光弾発射口を備え、使用時はシャッターでセンサーを遮蔽する。
ASW-G-66 ガンダム・キマリストルーパー
外装の大半を換装した地上戦・長期戦仕様。頭頂部のセンサーがトサカ状に変更され、装甲の小型化と削減を行うことで機体を軽量化している。リアスカートはスラスターを備えた大型タイプに換装され、脚部を四本脚に変形させた「トルーパー形態」となることで、ホバリングによる高速移動が可能となる。胸部左右にはリアクター直結型の圧縮回路と冷却機関を備えた「マルチスロットアクセラレーター」が内蔵されているが、用途不明のため使用されていない。
武装は140ミリ機銃とスラスター機構を内蔵した「デストロイヤー・ランス」、予備武装の「キマリスサーベル」を収納した「キマリスシールド」、リアスカート側面の6門の散布口から投下する機雷各種。手持ち武装の保持を確実に行うため、腰部にはサイドスカート兼用の折りたたみ式サブアームを装備している。
ASW-G-XX ガンダム・ヴィダール
エドモントンで大破したキマリスに、アリアンロッドの技術チームによる修復と擬装を施した姿。ヴィダールに扮したガエリオが引き続き搭乗する。改修はスキップジャック級戦艦の内部で行われ、オセアニア連邦産業コロニー群での反乱鎮圧作戦で初めて実戦投入される。機体名は北欧神話に登場する神「ヴィダール」に由来し、フェンリルを倒した伝説になぞらえて、マクギリスを狩る存在にふさわしいとして自身の名前とともに偽名とした。
エイハブ・ウェーブの固有周波数を欺瞞するため、バックパックにダミーのリアクターを1基搭載している。制御系には戦死したアイン・ダルトンの脳を利用した疑似阿頼耶識システム「阿頼耶識TypeE」を搭載。フレーミングした敵に対してシステムが機体をパイロットの肉体ごと強制的に操作することで、阿頼耶識の欠点である脳神経への負荷を克服しつつ機体性能を限界まで引き出すことができる。以上の経緯よりその存在はギャラルホルン内部でも最高機密とされ、詳細はラスタル・エリオンを始めとするごく一部の人間しか知らない。
武装は、敵に突き刺した刀身を切り離して爆発させる「バーストサーベル」、試験型の110ミリライフル1挺、フロントスカートに収納される近距離用ハンドガン2挺、つま先とかかとの格闘用ブレード「ハンターエッジ」。両腰のバインダーにはバーストサーベルの予備刀身が片方3本ずつ収納され、引き抜く際はバインダー自体が後方にスライドすることで円滑な抜刀を可能としている。
ASW-G-66 ガンダム・キマリスヴィダール
正体を公表したガエリオに合わせてガンダム・ヴィダールの擬装を解除した姿で、厄祭戦当時から存在する宇宙用の決戦仕様。阿頼耶識TypeEも引き続き搭載されている。
武装は、回転式の穂先と200ミリ砲2門、ダインスレイヴ用特殊KEP弾の発射機構を備える「ドリルランス」、両膝に収納された回転射出式パイルバンカー「ドリルニー」、左腰に懸架された高硬度レアアロイ製の刀、バックパック両側のサブアームに接続されたシールド2枚。シールドにはスラスターのほかにダインスレイヴ用の動力ユニットと予備弾倉が片方4発ずつ内蔵されており、ドリルランスと接続することで発射体勢となる。
ASW-G-64 ガンダム・フラウロス / 流星号（りゅうせいごう）
鉄華団管理下の火星ハーフメタル試掘場でプルーマとともに発見された機体。発掘後は歳星のMS工房にてリアクターの再起動とオーバーホールが行われ、獅電改（三代目流星号）に次ぐノルバ・シノの搭乗機となる。発掘時は白い機体色だったが、シノの要望で彼のトレードマークであるピンクの塗装とノーズアートが施され、「四代目流星号」として完成する。
2基のリアクターの出力を遠距離砲撃に特化させた機体で、地上では腰部を起点に下半身を180度回転させた四足歩行の砲撃モードに変形することで、射撃時の姿勢安定と反動吸収、発射後の素早い回避機動を可能としている。発掘時はコックピットが取り外されていたため、テイワズ系MSのコックピットが新たに移設される。
武装は、背部の超長距離射撃用レールガン2門、背部から両脇に展開する手持ち兼用の120ミリマシンガン2挺、先端が鉤状に湾曲したアサルトナイフ2本、前腕部のシールド。レールガンはダインスレイヴであるため、鉄華団では禁止条約すれすれの弾丸を使用している。また乱戦下では、ロングバレルから移動時の砲撃に適したショートバレルに換装して運用される。革命軍とアリアンロッドとの戦いでは、1発のみだがテイワズ製MSのフレーム材を加工して製造された本来のダインスレイヴ弾頭を使用する。
ASW-G-01 ガンダム・バエル
ガンダム・フレームの第1号機にして、アグニカ・カイエルのかつての搭乗機。純白の機体色と背部の可変式スラスターウィング、左肩の角笛のエンブレムが特徴で、悪魔の名を冠したガンダム・フレームでありながらも天使のような外観をもつ。厄祭戦当時は圧倒的な戦闘力でMAたちを駆逐し、ガンダム・フレームが特別視されるきっかけを作った。戦後はアグニカの魂が宿る機体として神格化され、機体を操る者はギャラルホルンの頂点に立つ資格を得ると伝えられている。戦時中の姿で現存する数少ないMSでもあり、コックピットも当時の阿頼耶識システム対応型のままであるため、阿頼耶識を禁止したギャラルホルン内には動かせる者がおらず、長らくヴィーンゴールヴの地下祭壇に安置されていた。自身に阿頼耶識手術を施したマクギリス・ファリドによって300年ぶりに起動し、ギャラルホルン革命軍の錦の御旗となる。
武装は腰背部の可動式ブレードホルダーに懸架された両刃剣「バエル・ソード」二振りと、左右ウィングに1門ずつ内蔵された電磁砲。ソードの刀身部には特殊技法で精錬された希少金属が使用されており、加工の難しさからほかの近接武器よりも小型軽量ながらも、MSをフレームごと切断する切れ味を発揮する。
マクギリス・ファリド事件後はラスタル陣営に回収され、コックピットを撤去した状態で再度封印される。

#### グレイズ・フレーム
ギャラルホルンの現行MSに採用されているフレーム。紛争鎮圧や治安維持を目的に開発された結果、厄祭戦時代のフレームよりも構造の大幅な簡略化と軽量化がなされ、高い生産性と整備性を実現している。採用機共通の特徴として頭部にエイハブ・ウェーブや赤外線を探知する球状のセンサーユニットを内蔵しており、周囲の装甲を展開することで索敵モードとなる。MA殲滅を目的としたガンダム・フレームに比べると、出力面や特定の局面下におけるポテンシャルでは劣るが、運用性を考慮した機械としての完成度ではこれを上回る。全体として優れたバランスと汎用性を持っているが、突出した能力はない。
デザインは海老川兼武が担当しており、西洋の騎士や竜をモチーフにしつつ、旧式のガンダム・フレームよりも洗練されたイメージが押し出されている。
EB-06 グレイズ
ギャラルホルンの主力量産型MS。機体名称は、北欧神話に登場する「ラーズグリーズ」に由来する。カラーリングは地上型がモスグリーン、アーレス所属機が紫、アリアンロッド所属機がダークグリーン、イオク・クジャン機がダークカーキとイエロー、アリアンロッド所属のダインスレイヴ運用型が明灰色、革命軍所属機がブルー。
装備の換装であらゆる環境に対応する万能機として設計されており、パイロットを問わない高い操縦性をもつことから、後継機の開発が疑問視されるほどに現場での運用評価は高い。地上型は重力下での運用に適した軽量装甲を採用し、大腿部に2基のメインブースターを装備。宇宙型はブースターを腰部から背部に移動させることで、高速移動能力を得ている。指揮官機はエイハブ・ウェーブ下での運用に対応した小型ブレードアンテナが頭部に追加され、通信距離が一般機の2倍に強化されている。
基本武装は、ショートバレルへの換装も可能な120ミリライフルと、接近戦用の9.8メートルバトルアックス。オプションとしてナノラミネートアーマー製の8.8メートルシールド、肩部ラックに懸架可能なロケット式の320ミリバズーカ砲、マニピュレーター用の姿勢制御グリップを備えた大型ブースターが用意されている。マクギリス・ファリド事件では、左腕部をダインスレイヴ用の電磁投射機に換装し、頭部センサーユニットを望遠カメラ型のものに変更した機体をアリアンロッドが投入する。
EB-06j グレイズ（地上戦仕様）
地球の地上部隊に配備されている機体。腰部に「GR-E03 地上用ブースターユニット」を装備し、足首は補助ホバーユニット内蔵の大型タイプに換装されている。独自の武装として、軽量で取り回しに優れたバトルブレードを背部に装備する。カラーリングは太平洋方面防衛部隊が灰色、エドモントン駐留部隊が赤茶色。
EB-06r グレイズリッター
地球外縁軌道統制統合艦隊およびヴィーンゴールヴに配備される姉妹機。カラーリングは、カルタ・イシューおよびカルタ配下の機体がライトブルーグリーン、マクギリス・ファリドおよび石動・カミーチェ配下の機体がライトブルー、マクギリス機がブルーとイエロー。
低軌道上での戦闘に対応した高機動型で、姉妹機となるグレイズとは異なる鶏冠状の頭部アンテナと、スラスター内蔵の大型肩部装甲をもつ。これらの設計は兵器としての実用性だけでなく、ギャラルホルンの理念を体現するという思想が反映されており、式典行事にも使用されている。フレーム機の汎用性も健在で、宇宙ではグレイズと共通の背部ブースター、地上ではグレイズ地上戦仕様と同型の大腿部ホバーユニットを装着する。指揮官専用機は肩部装甲が延長されるほか、鶏冠状の頭部アンテナおよびコックピットハッチ周りのデザインが変更されている。マクギリスが艦隊司令に就任してからは機体の全面的な見直しが行われ、重力下での機動性を最大限活かせるように改修されている。
武装はグレイズと共通のものに加えて、騎士剣を模した両刃のナイトブレードを装備する。式典にも参列する機体であることから、ナイトブレードは標準装備の帯剣にも優雅さを含んだ形状が採用されている。
EB-06Q グレイズシルト
アリアンロッドに配備されるカスタム機。「シルト」はドイツ語で「盾」を意味する。顎部にチンガードを装着し、頭頂部とシールドに赤のラインをあしらっている点以外は通常の地上型グレイズと同一仕様。重力下での都市や拠点制圧戦が主任務であり、集団戦闘を得意とする。武装はハルバードと大型シールド。
EB-06/tc グレイズ改
鉄華団が鹵獲した2機のグレイズから、使用可能なパーツを抜き出して1機に集約した改修機。エイハブ・リアクターはクランク機のものが使われており、オーリス機のリアクターはタービンズの手により売り払われる。本来は鉄華団の運営資金の足しとして転売される予定だったが、火星低軌道上で遭遇したギャラルホルンを迎撃するために昭弘・アルトランドが搭乗し、以降は鉄華団の正式な戦力となる。
バルバトスの攻撃で損傷した頭部や肩アーマーは独自品に交換され、背部には単発式の高推力ブースターが増設されている。改修前よりも上半身の装甲強度は低下しているが、軽量化によって宇宙空間での機動性が向上している。グレイズの利点である整備性と操縦性の高さも引き継がれており、MWの整備経験しかない鉄華団のメカニック陣や阿頼耶識システムに慣れていた昭弘にもあつかいやすい機体となっている。
武装は通常のグレイズの標準装備に加え、火星低軌道ステーションでアーレス所属機から奪ったバズーカ砲を肩部にマウントする。
EB-06/tc2 二代目流星号 / グレイズ改弐（グレイズかいに）
テイワズの技術で再改修されたグレイズ改。グシオンリベイクに乗り換えた昭弘に代わってノルバ・シノが搭乗する。シノの要望で全身がピンクに塗り替えられ、側頭部にはライド・マッスによる眼と牙のノーズアート、後頭部には大型アンテナが追加されている。
肩部装甲とリアスカートが百錬のものに換装され、内蔵スラスターによって機動性と姿勢制御能力が向上している。脚部にはクタン参型の小型アームを接続するための機構が追加され、背部に装着されるメインユニットと併用することで、軌道上での戦闘で高い優位性を発揮する。操縦系統には、鹵獲したマン・ロディの阿頼耶識システムを導入。完成されたグレイズの制御系統に無理やり組み込んでいるため交感能力はガンダム・フレームに遠くおよばないが、鉄華団パイロットにはむしろあつかいやすい機体となっている。
EB-05s シュヴァルベ・グレイズ
グレイズの登場する前に配備が進められていた試作機「シュバルベ」から発展したカスタム機。開発費の高騰によって配備計画が遅延し、低コスト化に成功したグレイズに立場を奪われた経緯をもつ。しかし平準化されたグレイズの性能に不満をもつ上級パイロットには好評で、兵装類もグレイズと互換性があることから、指揮官やエースパイロット用に少数が配備された。
グレイズと比較して低出力時の安定性に劣るぶん、高出力が求められる高機動戦闘で真価を発揮する。背部に惑星間航行艦の技術を用いた「GR-Es01 フライトユニット」を装着しており、肩部・腰部・脚部のブースターを併用することで、重力下でも高い飛行能力を発揮する。頭部は上下二段式のセンサーと大型アンテナを採用した独自の形状をもつが、内部にはグレイズ・フレーム共通の球状センサーが収納されている。コックピットはユニット化されており、緊急時には機体から切り離しが可能。青のマクギリス機や紫のガエリオ機など、パイロットに合わせたカラーリングやカスタマイズが施された機体が多い。のちにガエリオ機はアイン・ダルトンに、マクギリス機は石動・カミーチェに譲渡される。
武装はグレイズと共通で、左腕に有線射出式のワイヤークローを追加装備する。ガエリオ機は、ショートライフル先端に対ラミネートアーマー用の16.5メートルランスを装着している。
EB-AX2 グレイズ・アイン
ギャラルホルンが密かに開発した阿頼耶識システム用の実験機。実験終了後は一度廃棄されたが、阿頼耶識システムの施術を受けたアイン・ダルトンを生体ユニットとして組み込むことで起動し、エドモントンでの鉄華団迎撃に投入される。
パイロットと機体の一体化を推し進めた結果、より生身の感覚に近くなるように腕部と脚部が再設計されている。これによって通常のグレイズよりも大型化したが、阿頼耶識システムとの交感によって俊敏かつ繊細な機動を実現している。
武装は背部の専用大型アックス二振り、肩部格納式40ミリ機関銃2門、両腕に装備された使い捨て式のパイルバンカー2基。両手部とクロー状の両足部はそれぞれ高速回転することでスクリューパンチ、ドリルキックとして機能する。
AEB-06L フレック・グレイズ
ギャラルホルンが各経済圏用に開発したグレイズの輸出版モデル。他のグレイズ・フレーム機よりも小型かつ簡便な構造となっており、オリジナル機の性能にはおよばないが、操縦の容易さから練度の低いアーブラウ防衛軍の主力機や、民間の作業機として使用される。SAUとの紛争時は、鉄華団にも配備される。アリアンロッドではダインスレイヴ弾頭の補充機として運用される。武装は専用の90ミリサブマシンガンと小型アックス、ウェポンベイを兼ねた頭部のミサイルポッド4門。カラーリングは、アーブラウ防衛軍所属機がライトグレー、アリアンロッド所属機はライトパープル、アファム設備所属機は茶色。

#### レギンレイズ・フレーム
グレイズ・フレームから発展した新型フレーム。グレイズ・フレームの完成度の高さから開発が停滞していたが、エドモントン戦で鉄華団に敗北した事態を受けて本格配備の動きが加速する。グレイズ・フレームの特長を継承しつつ、その始祖であるヴァルキュリア・フレームの構造も取り入れられており、可動範囲の拡大や、高出力と重武装に対応した強化が行われている。頭部はグレイズ・フレームと同じく索敵モードへの変形機構を備えているが、内蔵センサーは3連ターレット式の複眼タイプに変更されている。デザインは海老川兼武が担当している。
EB-08 レギンレイズ
グレイズの後継機。カラーリングは、ジュリエッタ機が緑に白に塗り分け、イオク機はダークカーキに黄色の塗り分け、一般機は緑にダークグレーの塗り分けとなっている。
運用の利便性を重視したグレイズに対し、こちらはフレーム強度の高さを活かした対MS戦重視の設計に改められている。18機の初期生産型がアリアンロッドに配備され、一部はパイロットに合わせた改修が施される。
武装はグレイズよりも大口径化された130ミリライフル、グレネードまたは4連回転式ランチャーに換装可能なバレルと大型ソードで構成されるマルチウェポンパック、シールドとナックルガードを兼ねたガントレット2基。高機動・高出力に重きを置いた近接格闘仕様のジュリエッタ機は、柄尻にワイヤーアンカーを内蔵した試作型ツインパイル2基と腕部機関砲を、長距離支援用のイオク機は試作型の長距離レールガンとナイトブレードをそれぞれ装備する。
EB-08jjc レギンレイズ・ジュリア
アリアンロッドに同行する研究チームが開発した試験機。より強い力を求めていたジュリエッタが受領し、ギャラルホルンにおける試作機の慣例にならってヤマジン・トーカによって「ジュリア」と命名される。
操縦性を犠牲にした単機性能優先の思想で設計されており、エドモントンでのグレイズ・アインの戦闘データを活用した結果、大型で生物的な形状となっている。地上戦を想定したグレイズ・アインとは対照的に宇宙空間での運用を想定しており、全身に大型フライトユニットやブースターが増設されている。ただし、地上戦においても通常のレギンレイズを上回る性能を発揮する。高速飛行時は、腰部ブースター裏に付随するブーツ状のスラスターユニットを足首に装着する。
武装は、蛇腹状のウィップモードに変形する両前腕部の「ジュリアンソード」、腕部マニピュレーターを換装したクロー、脚部のブレード、肩部フライトユニット内蔵の機関砲。ジュリアンソードは、先端と内部ワイヤーにヴァルキュリアブレードと同じ希少金属を使用しており、ウィップモード時に電気信号を流して攻撃の軌道を変えたり、刃を少しずつスライドさせることでドリルのように使用できる。鉄華団本部の制圧作戦では、右手のクローが通常のレギンレイズのものに換装され、携行武装も専用の大型ブレードと大型シールドに変更される。

#### ゲイレール・フレーム
グレイズ・フレームの一世代前にあたる旧式フレーム。グレイズ・フレーム機の配備後は訓練用などを除き大半が退役しているが、一部は傭兵部隊などに非合法的に流出している。デザインは海老川兼武が担当している。
EB-04 ゲイレール
グレイズの前世代主力機。ガラン・モッサの搭乗機はラスタル・エリオンが手配したものであり、コックピットがグレイズのものに換装されているほか、大破した個体や登録コードを抹消された試作機のパーツを用いることで、内部の精密パーツやエイハブ・ウェーブの固有周波数が偽装されている。
武装はドラムマガジン式の110ミリライフル、攻防一体のシールドアックス、コロニーの解体作業にも使用されるピッケル。地上用オプションとして、大型のホバーユニットを腰背部に装着する。
EB-04jc4 ゲイレール・シャルフリヒター
重装甲と重装備に対応した姉妹機。「シャルフリヒター」はドイツ語で「処刑人」を意味する。通常のゲイレールとは、頭部の装甲やホバーユニットを標準装備するなどの違いがある。豊富な種類の武装を使い分けることで、混戦状況下において真価を発揮する。
武装はドラムマガジン式110ミリライフル、建設工具を転用したピッケル、ランドメイス、内側にハンドグレネードなどを収納できる両肩のクロウシールド。

#### テイワズ・フレーム
テイワズが宇宙海賊などへの対抗策として、厄祭戦後期の高出力機を原型に開発したフレーム。エイハブ・リアクターは厄祭戦当時のものを流用しているが、ギャラルホルン以外の勢力では初めてフレームから新造された。機体名称は、後述のイオ・フレームとともに中国の宝剣を参考にした漢字名が使用されている。デザインは篠原保が担当している。
STH-14s 百里（ひゃくり）
哨戒・偵察任務用に開発された高機動型MS。戦闘時は百錬2機との小隊運用を基本としている。
ブースターとエイハブ・ウェーブ探知用のセンサーを内蔵した大型バックパックを装備し、両腕を収納することで巡航形態に変形する。バックパック装着時は機体重心が上半身に大きく偏るため、地上での運用には適さない。バックパックは兵装ラックとしての機能も有しており、高精度センサーによる索敵に特化した情報支援型や、拠点防衛用の火力支援型などのバリエーションも存在する。
主武装は2挺の110ミリライフルや炸裂弾を8発装填している輪胴式グレネードランチャー。バックパック下部は攻防一体のナックルシールドとなる。
STH-05 百錬（ひゃくれん）
汎用型主力MS。カラーリングは一般機が青系統、アミダ・アルカが搭乗するシングルナンバー機はピンク系統に塗装されている。本格的な量産体勢はまだ整っておらず、現状では先行生産された44機のみが稼働している。
全領域での運用を想定しており、アステロイドベルトやデブリ帯といった障害物の多い環境では近接格闘で威力を発揮する耐衝撃性に優れた重装甲を装備し、重力下では軽量化された装甲を装備する。また、9つの下部組織に配備された初期型9機は「シングルナンバー」と呼ばれ、リアクターやフレームに高純度の「木星メタル」を使用したことで10機目以降の機体を上回る反応速度と最高出力を発揮する。
主武装は装填数20発の100ミリライフルカノン、腰背部の鞘付き片刃式ブレード、サイドアーマーの一部を兼ねる放電機能を備えたナックルガード。アミダ機は、ライフルカノンの代わりにエウロ・エレクトロニクス製の130ミリアサルトライフルを装備する。また、百里と共通のオプション兵装として、各種弾頭を選択可能な四連式ロケットランチャーを肩部に追加装備する。
STH-05R 漏影（ろうえい）
タービンズが素性を隠しつつ鉄華団を支援するために、アミダとアジー・グルミンの百錬を改修した機体。アミダ本人は支援には直接参加しないため、彼女の機体にはラフタ・フランクランドが搭乗する。重力下戦闘を考慮して装甲を軽量化し、背部左右の開閉可動式大型ブースターと、脚部のブースターによって高い機動性を発揮する。これらの改修パーツはテイワズの開発部門で製造された試作品だが、ラフタたちの戦闘データが評価されて正式に量産化される。
武装は80ミリ口径ながらも高威力を発揮するハンドガンと、破壊力に優れた接近戦用のヘビークラブに加え、テイワズ製MSの装備を選択使用する。
STH-20 辟邪（へきじゃ）
百里と百錬のコンセプトを統合した後継機。獅電よりも高性能の量産機に位置付けられているが、その分開発には時間がかかり、現状では数機のテスト機が完成するに止まっている。百里の高機動性と百錬の高出力を両立しつつ、増加傾向にあるヒューマンデブリの阿頼耶識システム搭載機に対抗して、パイロットの負担を軽減した高い操縦性を実現している。両肩と背部、両足首関節内には展開式のスラスターを備え、これらすべてを展開した突撃形態となることで、一撃離脱戦法から超接近戦まで幅広く対応できる。一方、地上戦のデータが不十分なため、大気圏内では不利になるという欠点が存在する。
武装は専用の110ミリバヨネットライフルと、切っ先が湾曲したトビグチブレード、ライフルの固定具や防御にも使用される両手首の小型回転ブレードに加え、テイワズ製の各種装備を選択して携行する。

#### イオ・フレーム
テイワズ・フレームの本格的な量産化を目的に再構築されたフレーム。フレーム自体は新規設計だが、細部が調整されている以外はテイワズ・フレームとほぼ同じ構造をもつ。テイワズ・フレームと同じく、エイハブ・リアクターは厄祭戦当時のものを流用している。デザインは形部一平が担当している。
STH-16 獅電（しでん）
性能バランスに優れた汎用機。テイワズ直系となった鉄華団に格安で優先配備され、実働隊の隊員たちが搭乗する。鉄華団所属機はワインレッド、テイワズ所属機は紺色に塗装されている。
単機の性能ではグレイズに劣るが、操縦性と集団戦を重視した仕様にすることでこれを補っている。頭部メインカメラには複数の高感度センサーが内蔵され、開閉式の装甲バイザーによって保護されている。このバイザーは運用環境や視野の変更、個体識別に対応した数種類のバリエーションが製造されている。なお、信頼性などの問題から阿頼耶識システムは非搭載となっている。
武装はライフルと、柄の伸縮機構をもつパルチザン、殴打に特化したブレーディッドバッド、機体の半身を覆うライオットシールド、先端部に刺突用の突起をもつナックルガード兼用のガントレットシールド。
STH-16/tc 獅電改 / 三代目流星号
ノルバ・シノが搭乗する改修機。グレイズ改弐に次ぐ三代目の流星号であり、グレイズ改弐の戦闘データや阿頼耶識システムが移植され、ピンクの塗装やノーズアートなどの特徴も継承されている。一般機とは対照的に単機での戦闘を重視しており、両肩アーマーに大型スラスターを追加することで機動性の向上が図られている。
STH-16/tc 雷電号（らいでんごう）
ハシュマルとの戦闘で破損した獅電改を改修した機体。フラウロスに乗り換えたシノから、ライド・マッスに譲渡される。ライドの要望で黄色に塗り替えられ、左肩に稲妻のマーキングが施されている。超近接戦闘を想定し、ガントレットシールドを両腕に装備している。アリアンロッドの包囲網突破時はライドが不在のため、エンビがパイロットを代行する。
STH-16/tc2 獅電オルガ機
マクマード・バリストンが、獅電を大量購入した鉄華団への心づけとして贈ったカスタム機。オルガ・イツカの専用機であることにちなみ、団員からは「王様の椅子」と呼ばれる。白とグレーの機体色に赤いラインマーキング、バイザーの一本角、左肩のシールドが特徴。対ハシュマル戦でオルガが搭乗しようとするが三日月に止められ、アリアンロッドの包囲網突破作戦では死亡したオルガに代わりユージン・セブンスタークが搭乗する。

#### ロディ・フレーム
厄祭戦中期に大量生産され、幅広く普及した汎用型フレーム。胴体中央フレーム内にコックピット収納スペースがあり、エイハブ・リアクターは背部に突出したかたちで配置されている。戦後は民間の作業機や宇宙海賊のMSの骨格として流用される。デザインは形部一平が担当している。
UGY-R41 マン・ロディ
宇宙海賊や圏外圏組織が運用している機体。カラーリングはブルワーズ所属機が濃淡2色の緑色、JPTトラスト所属機がカーキと薄紫の2トーン。
積載量の限界まで強度を上げた重装甲を装着することで、防御力を高めている。各部のスラスターによって宇宙空間での充分な機動性を確保しているが、重量化による燃料消費量の多さから稼働時間は短い。脚部はコストダウンのために足首関節を省略した純粋なスラスターとなっており、重力下での歩行能力を持たない。
武装は頭部のバルカン砲2門、腰部に懸架される90ミリサブマシンガン、鉈の峰側に打撃用のハンマーが付いたハンマーチョッパー、腰サイドアーマー裏側に手榴弾、腕部内側にはワイヤーフックを内蔵する。
UGY-R41 ランドマン・ロディ
鉄華団がブルワーズから鹵獲したマン・ロディを地球用に改修した機体。脚部が宇宙・地上兼用のレッグブースターに換装されており、阿頼耶識システムの恩恵によって重力下でも高い機動性を発揮する。
地球支部の撤退後は、本部の戦力として再配備される。
UGY-R38 スピナ・ロディ
多くの勢力で普及しているMS。指揮官機は頭部にブレードアンテナを備える。カラーリングは通常機が水色、傭兵時代のアミダ・アルカの隊長機がピンク、レンジー部隊がグレー。本来は作業機のため、戦闘能力は軍用MSよりも劣る。武装は下部にグレネードを搭載したライフルと、腰部ラックに懸架された推進機内蔵のブースト・ハンマー、杭を射出する両脚部の4連装アンカー・ポッド。
ドルトコロニーの労働組合は蜂起した際にコロニーの外壁修復作業に使っていた数機を使用するが、火器やスラスターが不調となる細工が施されていたため、ギャラルホルンに一方的に破壊される。
UGY-R45 ガルム・ロディ
夜明けの地平線団が運用する重装甲機。カラーリングは一般機が茶色、頭部にブレードアンテナを備え、両肩にシールドを装備した隊長機が灰色。フレームの汎用性を活かし、高い機動性と防御力を両立させている。
武装は小型のライフル、300ミリロングライフル、ブースト・ハンマー、バスターソード、フロントアーマー左右に装備した手榴弾、シールド。

#### ヘキサ・フレーム
ロディ・フレームに次いで多く生産された厄祭戦中期のフレーム。頭部に設置されたコックピットブロックが特徴。デザインは形部一平が担当している。
IPP-66305 ユーゴー
民間警備会社や宇宙海賊などに普及している機体。
中・近距離での戦闘支援を目的としており、集団戦において真価を発揮する。装甲を軽量化することで高い機動性を発揮する反面、耐弾性は低く、厄祭戦で多くの機体が撃墜され個体数が激減している。コックピットは頭部フレームに外付けされており、被撃墜時の緊急脱出が容易な構造となっている。脚部フレームは逆関節構造となっており、第3、第4の腕としても機能する。
武装は、月のラグランジュ点を拠点とする企業「ヘパイストス」製の110ミリマシンガン、背部に懸架される正式武装の円月刀二振り、デブリ宙域での捕縛・強奪に適した腰部のアンカー射出クロー2基、マニピュレーターとしても機能する脚部クロー、側頭部の小型ミサイル4基。双子の機体は、マシンガンと円月刀の代わりに300ミリロングライフルとバスターソードを背部に装備する。
夜明けの地平線団団長のサンドバル・ロイター機はブルー・オレンジ・ホワイトの3色、幹部である双子の兄はピンク・ブラウン・ホワイトの3色、弟は濃淡2色のグリーンとホワイトの3色、キンバル機はブルー・イエロー・ホワイトの3色、JPTトラスト所属機はカーキと薄紫に塗装されている。
IPP-0032 ジルダ
SAU防衛軍やオセアニア連邦が運用している機体。バックパックから頭部を覆うフード状のパーツがコックピットになっている。高い機動性と装備の豊富さから、戦地を問わない汎用性を発揮する。武装はオセアニア連邦所属機が作業用工具を転用したワイヤー・ガンやバール状のクロウ・バー。SAU軍仕様の機体はライフル、パイルクロウを装備したシールド、背部にマウントされるソードクラブ。カラーリングは、SAU防衛軍がダークブルーとライトイエロー、オセアニア連邦所属機がグレーの濃淡2色。

#### ヴァルキュリア・フレーム
厄祭戦末期に製造されたフレームの一種。同時期のフレームよりも軽量かつシンプルな構造が特長で、高いエネルギー効率を実現している。戦場の主力となりうる性能をもちながらも、同時期に開発されたガンダム・フレームが注目されたため生産数は9機に止まり、実戦記録もほとんど残されていない。しかし戦後に設計思想が再評価され、ギャラルホルンのMS開発の礎となった。頭部センサーを露出させた索敵モードなど、各部にグレイズ・フレームとの共通性をもつ。デザインは海老川兼武が担当しており、曲線を多用することで、兵器然としたグレイズとの差別化が図られている。
V08-1228 グリムゲルデ
モンタークに扮したマクギリスが搭乗する真紅のMS。グレイズ・フレーム機の直接の原型機でもある。
ヴァルキュリア・フレームの利点を活かした軽量な高機動機で、宇宙・地上の両方で高い適応性を発揮する。ただし軽量ゆえに近接戦闘時の打撃力は低く、有効打を与えるには機体の的確な重心コントロールが要求される。また、機体の素性を隠すために、コックピット周辺は最新式のものに換装されている。
武装は機体の重量バランスを考慮して開発された「110ミリヴァルキュリアライフル」、両腕の「ヴァルキュリアシールド」、希少金属製の「ヴァルキュリアブレード」二振り。シールドはブレードの鞘も兼ね、先端から刀身を直接展開させることが可能。
V08Re-0526 ヘルムヴィーゲ・リンカー
グリムゲルデを護衛任務用に改装した機体。ハシュマルの迎撃任務においてマクギリスから石動・カミーチェに与えられる。厄祭戦時代に実在した対MA用の姉妹機「ヘルムヴィーゲ」を再現した重装甲と重装備が施され、増大した自重を支えるためにリアクター出力をフレームに多く配分する調整が施されている。ヘルムヴィーゲが現代に転生したという意味を込め、機体名の末尾に「リインカーネーション」を由来とする「リンカー」が付記された。
武装は対MA用に設計された伸縮式の巨大剣「ヴァルキュリアバスターソード」と、攻撃対象の内部に電流を流して破壊する頭部の電撃角。バスターソードの柄には打撃用のショートクラブが備えられ、剣と分離して使用することもできる。不使用時は腰部前面の装甲を展開して懸架する。

### モビルアーマー
本作のモビルアーマー (MA)は、戦争の自動化が進むなかで開発され、厄祭戦勃発の直接的な原因となった自律型無人兵器と設定されている。悪魔の固有名をもつガンダム・フレームとは対照的に、天使の名を冠している。
MSと同じエイハブ・リアクターとナノラミネートアーマーに加えて、高出力のビーム兵器とプルーマの生産機能を備え、厄祭戦時は全人口の4分の1を虐殺した最強の兵器として君臨していた。人間を無差別に殺すためだけに特化しており、市街地などの人口密集地を優先して攻撃するようプログラミングされている。対抗兵器であるMSも敵として認識し、特に人間のいるコックピットを執拗に攻撃する。
アグニカ・カイエルとセブンスターズの祖先たちによって全機が破壊されたと伝えられているが、実際は休眠状態のまま放置された機体も存在する。厄祭戦後はギャラルホルンの厳重な情報統制によって存在を徹底的に隠蔽され、厄祭戦の資料を多く保有するテイワズのデータベースにすら一切の情報が記載されていなかった。
デザインは鷲尾直弘が担当しており、ガンダム・フレームよりも生物的なイメージが押し出されている。
ハシュマル
フラウロスとともに火星のハーフメタル試掘場で発掘された地上用MA。機体名は主天使に由来する。下半身に相当する部位がなく、翼のような肩アーマーと歩脚を兼ねた長大な腕部から、巨大な鳥のような外観をもつ。両肩の付け根部分には、子機のプルーマにエネルギーを供給するためのマイクロウェーブ照射装置を内蔵する。
武装は頭部に内蔵されたビーム砲1門、腕部クローに内蔵された運動エネルギー弾射出装置2門、後頭部に接続された特殊合金製の超硬ワイヤーブレード。ビーム兵器自体は広範囲に長距離の対象物を破砕する事が可能な為、大量破壊に向いており、作中でも人口密集地帯を一瞬で焼き払った。ナノラミネート装甲には効かないが、直射されるとコックピットにまで届くほど機体を熱する。発見当初は活動を停止していたが、不用意に接近したイオクのレギンレイズに反応して再起動。クリュセ近郊の農業プラントを壊滅させ、鉄華団やマクギリスたちを圧倒するが、阿頼耶識のリミッターを解除したバルバトスに頭部の制御中枢ユニットを破壊され、行動を停止する。その後、超硬ワイヤーブレードはバルバトスルプスレクスに移植される。

プルーマ
MAの体内で自動生産される小型サブユニット。機体名はイタリア語の翼に由来する。従う母機ごとに形状や色が異なり、機体の素性を知らないテイワズの技術者たちからは「MWもどき」と呼ばれる。母機のようなナノラミネートアーマーをもたないなど、単機の戦闘力ではMSにおよばないが、物量と高度な連携行動で圧倒する。母機の修復やそれに必要なエネルギーと資材の調達も担っており、母機は補給が続く限り、新たなプルーマを無限に生産し続けることが可能。母機が破壊されると同時に、データリンクしているプルーマも連鎖的に活動を停止する。武装は前面部のレールガン1門と、鋭利な前脚のクロー、ドリルとして機能する尾。

### モビルワーカー
厄祭戦後の世界における主要兵器および作業機械。装甲戦闘車両の延長上にあるメカで、水素エンジンを動力源とする。MSよりも戦闘能力は大きく劣るが、安価で数が揃えやすく、MSの持ち込みが禁止された都市部でも運用可能なことから、普及台数は多い。デザインは寺岡賢司と海老川兼武が担当している。
TK-53 CGSモビルワーカー
CGSの主力機。他勢力のMWよりも旧式で性能も大きく劣っている。武装は機体の両側に30ミリマシンガンやミサイルランチャーを選択して装備する。後部にカーゴベイを取り付ることで、輸送機としても使用可能。下部の三脚部分は走行用ローラーとなっている。参番組の機体は、非合法な阿頼耶識システム対応機となっている。指揮官機は後部に搭乗ブロックが設けられ、センサー類が追加されている。エドモントンに駆け付けた新型機は、新たに60ミリ砲を装備して火力を向上させている。
通常機は黄土色だが、三日月機と新型機は白、昭弘機は青、シノ機（初代流星号）はピンク、複座式の指揮官機は濃い茶色でそれぞれ塗装されている。
TK-53/s CGSモビルワーカー（宇宙型）
鉄華団によって改造された宇宙仕様型。機体色はシノ機が地上型と同様のピンク、そのほかは薄い青。三脚部のローラーがスラスターノズルに換装され、胴体後部に推進剤タンクが追加されている。
TK-56 鉄華団新モビルワーカー
エドモントン戦後に鉄華団に配備された新型機。砲手と操縦手による複座型コックピットを採用しており、阿頼耶識システムの施術を受けていない新規団員が搭乗する。武装は60ミリ機銃2挺と後部の6連装110ミリロケッド弾ポッド2基、チェーンガン。
NK-17 ギャラルホルンモビルワーカー
ギャラルホルンに配備されている新型機。一般のMWよりも大型で高出力を発揮する。武装は機体上部の大口径砲と下部の対人用チェーンガン。また、大口径砲の代わりに8連装ミサイルランチャーを4つ、計32基を搭載した後方火力支援タイプも存在する。
UW-33 ユニオンモビルワーカー
木星の重工業メーカーが開発し、多くの勢力が自衛目的で使用している最新鋭機。武装は上部の40ミリ機関砲のほか、40ミリグレネードや12.7ミリ機銃も装備可能。ドルトコロニーの労働組合がGNトレーディングを通じて購入するが、最後まで武力行使を控えていたため一方的に破壊される。鉄華団も地球降下後、戦力を補強するためにアンカレッジで約20両をテイワズ経由で購入する。
HD-21 HDモビルワーカー
夜明けの地平線団が運用する機体。武装は主砲の115ミリ砲、主砲下にある対人用の7.62×51ミリ砲、左右のバインダーに3基ずつ備えた60ミリロケットランチャー6基。
UW-33 アーブラウ仕様モビルワーカー
アーブラウ防衛軍に配備されているMW。ユニオンモビルワーカーをベースに、大型の旋回砲塔を装備することで火力を増強している。
SAU-17 SAUモビルワーカー
SAUに配備されている都市戦・森林戦用の近接打撃型MW。武装は200ミリ弾頭を放つ大口径の旋回砲塔、砲塔右部に備えた機銃、後部左右に4基ずつ持つ多用途ランチャー。

### 艦船

#### 強襲装甲艦 / 汎用戦艦
厄祭戦時代に運用されていたエイハブ・リアクター搭載艦。標準艦の全長は340メートル。MSやMWの艦載機能をもち、各種砲塔や機銃、ミサイルなどの火器、艦体固定および敵艦補足用のアンカーを装備している。通常火器が効きにくいナノラミネートアーマー搭載艦艇に対しては、同じナノラミネートアーマー製の前面装甲による吶喊や、歩兵による制圧戦が効果的とされる。約300年後の本編では、民間業者を含めた多くの組織が改修を繰り返して運用している。デザインはイサリビを海老川兼武が担当し、そのほかを寺岡賢司が担当している。
NOA-0093 イサリビ
方舟に係留されているCGSの母艦。CGS消滅後は、宇宙における鉄華団の旗艦として使用される。本来の艦名は「ウィル・オー・ザ・ウィスプ」だが、CGSの名残を嫌ったオルガによって改名される。航海中はライド・マッスによって、艦内や船体に鉄華団の団章や絵が追加される。戦闘時には、艦橋を船体内部に収納する機構をもつほか、阿頼耶識システムとの連動による操艦モードを備える。MSは艦底部の発艦カタパルトからうつ伏せ状態で射出される。武装は前部の連装主砲4基、後部主砲1基、艦橋両横の対空砲2基、両側舷に各4門ずつ計8門備えた閃光弾や煙幕弾などの各種弾頭を装填可能なミサイル発射管、艦首のワイヤーアンカー2基。
TIR-0009 ハンマーヘッド
タービンズの母艦。左右に張り出した巨大な艦首装甲が特徴。武装はイサリビと同位置にある主砲5基と対空砲2基、艦首装甲部のミサイル発射管12門、対艦ナパーム弾など。艦内には応接室や名瀬の子供たち用の託児室も設けられている。
オルクスの船
オルクス商会が運用する汎用戦艦。カラーリングは緑色。イサリビとの戦闘で艦体を損傷する。
ブルワーズ戦艦
ブルワーズの所属艦。カラーリング以外はイサリビに似た姿をしている。暗礁宙域での戦いで鉄華団とタービンズに敗れ、戦利品として鉄華団に接収される。鉄華団の地球降下時はイサリビの盾として利用され、敵艦隊からの艦砲射撃で破壊されるが、積載していたナノミラーチャフをばら撒き、イサリビを一時的に見失わせる。
NOA-0132 ホタルビ
鉄華団の武装輸送船。貨物用輸送船をベースに中央船体をイサリビと同型に改修し、両舷に専用格納庫を増設することでMSの搭載数を増やしている。武装は艦橋後部の主砲1基、艦橋両横の対空砲2基、艦首のミサイル発射管8門とワイヤーアンカー2基。革命軍とアリアンロッドとの戦いで甚大な損傷を受け、最後はイサリビがスキップジャック級に肉薄するための盾として使用され、撃沈される。
夜明けの地平線団戦艦
夜明けの地平線団の所属艦。サンドバルの旗艦は、艦首に飛行甲板ユニットを装着している。

#### ギャラルホルンの艦船
ハーフビーク級戦艦
ギャラルホルン宇宙艦隊の主力戦艦。全長400メートル。エイハブ・リアクターやナノラミネートアーマーを搭載するが、強襲装甲艦とは異なる思想で設計されている。MSは艦底部に備えたカタパルトで発艦し、帰艦時は後部ハッチから収容される。武装は前部の連装主砲2基とミサイルランチャー、艦橋両横の対空砲4基。カラーリングはアリアンロッド艦隊がブルーグレー、地球外縁軌道統制統合艦隊は白。デザインは形部一平が担当している。
スレイプニル
ボードウィン家の専用艦。カラーリングは青紫。
ヴァナディース
地球外縁軌道統制統合艦隊の旗艦で、カルタの座上艦。
GHS-1889（艦名不明）
石動が乗ってきた艦。鉄華団とともに夜明けの地平線団と戦う。

スキップジャック級戦艦
アリアンロッドの旗艦を務める超巨大戦艦で、ラスタルの座乗艦。カラーリングは白。全長800メートル。艦名はカツオを意味する。楕円形の船体が特徴で、左右両舷に3基、計6基のカタパルトを持つ。格納式の艦橋は二層式でメインブリッジの下にサブブリッジがある。武装は連装主砲9基（艦橋前に6基、艦橋両横に2基、艦橋後ろに1基）、対空砲8基（艦首部に2基、艦橋両横に4基、両舷のカタパルト下部に2基）、艦首部から胴部に備える無数のミサイル発射管、両舷の巨大なワイヤー付アンカー。
強襲揚陸艦
ギャラルホルンの海上艦艇。武装は主砲やミサイル発射基。

#### テイワズの艦船
TIR-0009 ハンマーヘッド
「ハンマーヘッド」を参照。
TIR-0102 黄金のジャスレイ号
JPTトラストが保有する装甲巡洋艦。ギャラルホルンのハーフビーク級をベースに艦首と艦橋部の装甲が大幅に補強されているが、その代償としてブリッジの収納機構や主砲が省略されている。MS発進口は後部にあり、ハーフビーク級と違って船尾に向けて発艦する。武装はミサイルランチャーと艦橋両横の対空砲4基。
鉄華団との抗争でバルバトスルプスレクスの超大型メイスを艦橋に打ち込まれ、ジャスレイもろとも破壊される。
歳星（さいせい）
テイワズの本部である大型惑星間巡航船。全長7キロメートル。中央部にマクマードの屋敷や市街地がある大規模な回転重力区をもち、後部にはMS工房などの資源加工工場が存在する。

#### そのほかの艦船
ビスコー級クルーザー
ギャラルホルンや民間企業で運用されている非武装の箱型宇宙艦艇。全長50メートル。艦体後部はMSを搭載可能なコンテナになっている。
ヴィルム
マクギリスとガエリオが火星支部へ向かう際に乗っていた艦。

小型コンテナ船
コロニー間の輸送に使われる小型挺。ドルトコロニー組合員やオセアニア連邦の反体制派は、左右のハッチ内に計4基の4連装ミサイルランチャーを搭載することで武装化している。

### そのほかの兵器
JEE-M103 クタン参型（クタンさんがた）
テイワズの下部組織「エウロ・エレクトロニクス」が、近距離輸送用の「クタン壱型」をベースに開発した輸送機。テイワズ以外の組織にも供給されている。
長距離移動用の大型プロペラントタンク付きブースター2基を後部スラスターに接続している。2本の大型アームで輸送物やMSを抱え込む構造をもち、ドッキングしたMS側から機体を操作することもできる。武装を施せば戦闘にも転用可能で、装甲化された両側面の小型アームは、MSの盾や格闘武器としても使用される。ただしエイハブ・リアクターは未搭載のため、ナノラミネートアーマーよりも装甲強度は劣る。
MS滑空用グライダー
ギャラルホルンのMS用グライダー。大気圏突入が可能で、シールドとしての機能も備える。

## スタッフ
- 企画 - サンライズ
- 原作 - 矢立肇、富野由悠季
- シリーズ構成 - 岡田麿里
- キャラクターデザイン原案 - 伊藤悠
- キャラクターデザイン - 千葉道徳
- メカニックデザイン - 鷲尾直広、海老川兼武、形部一平、篠原保、寺岡賢司
- チーフメカアニメーター - 有澤寛
- 美術デザイン - 須江信人
- 美術監督 - 川本亜夕
- 色彩設計 - 菊地和子
- CGディレクター - 宮原洋平
- 音響監督 - 明田川仁
- 撮影監督 - 後藤春陽、元木洋介[注釈 32]
- 編集 - 野尻由紀子
- 音楽 - 横山克
- 音楽プロデューサー - 外村敬一、山田智子
- 制作協力 - 創通、ADK
- エグゼクティブプロデューサー - 佐々木新、丸山博雄
- プロデューサー - 小川正和、前田俊博
- 監督 - 長井龍雪
- 製作 - サンライズ、MBS

## 主題歌

### オープニングテーマ
「Raise your flag」
第1期第1クールで使用されたMAN WITH A MISSIONによる楽曲。作詞はKamikaze BoyとJean-Ken Johnny、作曲はKamikaze Boy、編曲はMAN WITH A MISSIONと大島こうすけ、ストリングスアレンジは大島と池田大介。第1話ではエンディング位置で使用。
「Survivor」
第1期第2クールで使用されたBLUE ENCOUNTによる楽曲。作詞・作曲は田邊駿一、編曲はBLUE ENCOUNT。
「RAGE OF DUST」
第2期第1クールで使用されたSPYAIRによる楽曲。作詞はMOMIKEN、作曲はUZ、編曲はUZとKohsuke Oshima。第26話ではエンディング位置で使用。
「Fighter」
第2期第2クールで使用されたKANA-BOONによる楽曲。作詞・作曲は谷口鮪、編曲はKANA-BOON。

### エンディングテーマ
「オルフェンズの涙」
第1期第1クールで使用されたMISIAによる楽曲。作詞はMISIA、作曲・編曲・ホーンアレンジ・オーケストラアレンジは鷺巣詩郎。
「STEEL-鉄血の絆-」
第1期第2クールで使用されたTRUEによる楽曲。作詞は唐沢美帆、作曲・編曲は宮崎誠。
「少年の果て」
第2期第1クールで使用されたGRANRODEOによる楽曲。作詞は谷山紀章、作曲・編曲は飯塚昌明。
「フリージア」
第2期第2クールで使用されたUruによる楽曲。作詞はUru、作曲は岩見直明、編曲はトオミヨウ。

### 挿入歌
いずれも鈴華ゆう子による。
「戦火の灯火」
第19話のエンディング位置で使用。作詞・作曲は黒うさ、編曲は倉内達矢。
「天空の先へ」
第46話で使用。作詞・作曲は鈴華、編曲はkAi。

## 各話リスト
| 話数  | サブタイトル             | 脚本              | 絵コンテ                         | 演出                    | 作画監督                                         | 作画監督                | 放送日 (MBS)   |       |
| 話数  | サブタイトル             | 脚本              | 絵コンテ                         | 演出                    | キャラクター                                     | メカニック              | 放送日 (MBS)   |       |
| 第1期 | 第1期                    | 第1期             | 第1期                            | 第1期                   | 第1期                                            | 第1期                   | 第1期          | 第1期 |
| ----- | ------------------------ | ----------------- | -------------------------------- | ----------------------- | ------------------------------------------------ | ----------------------- | -------------- | ----- |
| #1    | 鉄と血と                 | 岡田麿里          | 長井龍雪                         | 長井龍雪 ヤマトナオミチ | 千葉道徳                                         | 有澤寛                  | 2015年 10月4日 |       |
| #2    | バルバトス               | 岡田麿里          | 長井龍雪 ヤマトナオミチ 綿田慎也 | ヤマトナオミチ          | 赤井方尚                                         | 久壽米木信弥            | 10月11日       |       |
| #3    | 散華                     | 岡田麿里          | 綿田慎也 大張正己                | 綿田慎也                | 大貫健一、大籠之仁                               | 大張正己                | 10月18日       |       |
| #4    | 命の値段                 | 根元歳三          | 宮尾佳和                         | 池野昭二                | 牧孝雄                                           | 宇田早輝子              | 10月25日       |       |
| #5    | 赤い空の向こう           | 鴨志田一          | 大塚健                           | うえだしげる            | しんぼたくろう                                   | 大塚健                  | 11月1日        |       |
| #6    | 彼等について             | 土屋理敬          | 西澤晋                           | 孫承希                  | 小谷杏子                                         | 阿部宗孝                | 11月8日        |       |
| #7    | いさなとり               | 鴨志田一          | 西澤晋 寺岡巌                    | ヤマトナオミチ          | 戸井田珠里                                       | 有澤寛                  | 11月15日       |       |
| #8    | 寄り添うかたち           | 根元歳三          | 久藤瞬                           | 久藤瞬                  | 赤井方尚、坂本修司 中島渚                        | 久壽米木信弥            | 11月22日       |       |
| #9    | 盃                       | 岡田麿里          | 大橋誉志光                       | 池野昭二                | 大貫健一、大籠之仁                               | 大張正己                | 11月29日       |       |
| #10   | 明日からの手紙           | 土屋理敬          | 西澤晋                           | 大久保朋                | 牧孝雄、宇田早輝子                               | 宇田早輝子              | 12月6日        |       |
| #11   | ヒューマン・デブリ       | 鴨志田一          | 綿田慎也                         | 綿田慎也                | しんぼたくろう                                   | 阿部慎吾                | 12月13日       |       |
| #12   | 暗礁                     | 根元歳三          | 西澤晋                           | うえだしげる            | 小谷杏子                                         | 阿部宗孝                | 12月20日       |       |
| #13   | 葬送                     | 岡田麿里          | 芦野芳晴                         | ヤマトナオミチ          | 戸井田珠里、中島渚                               | 大張正己                | 12月27日       |       |
| #14   | 希望を運ぶ船             | 土屋理敬          | 久行宏和                         | 孫承希                  | 赤井方尚、坂本修司 中島渚                        | 久壽米木信弥            | 2016年 1月10日 |       |
| #15   | 足跡のゆくえ             | 鴨志田一          | 寺岡巌                           | 池野昭二                | 大貫健一、大籠之仁                               | 阿部邦博                | 1月17日        |       |
| #16   | フミタン・アドモス       | 大西信介          | 大橋誉志光                       | 久藤瞬                  | 野崎真一、山本美佳 河合桃子、宇田早輝子          | 宇田早輝子              | 1月24日        |       |
| #17   | クーデリアの決意         | 土屋理敬          | 西澤晋                           | 大久保朋                | しんぼたくろう                                   | 有澤寛                  | 1月31日        |       |
| #18   | 声                       | 根元歳三 岡田麿里 | 久行宏和 大橋誉志光              | 大橋誉志光              | 小谷杏子                                         | 阿部慎吾                | 2月7日         |       |
| #19   | 願いの重力               | 岡田麿里          | 綿田慎也 寺岡巌                  | 綿田慎也                | 戸井田珠里、中島渚                               | 阿部宗孝                | 2月14日        |       |
| #20   | 相棒                     | 大西信介          | 西澤晋                           | 孫承希                  | 坂本修司、赤井方尚 真島ジロウ                    | 久壽米木信弥            | 2月21日        |       |
| #21   | 還るべき場所へ           | 鴨志田一          | 西澤晋 久行宏和                  | うえだしげる            | 大貫健一、大籠之仁                               | 大張正己                | 2月28日        |       |
| #22   | まだ還れない             | 土屋理敬          | 西澤晋                           | ヤマトナオミチ          | 野崎真一、山本美佳 河合桃子                      | 阿部邦博                | 3月6日         |       |
| #23   | 最後の嘘                 | 岡田麿里 鴨志田一 | 西澤晋 寺岡巌                    | 池野昭二                | しんぼたくろう                                   | 宇田早輝子              | 3月13日        |       |
| #24   | 未来の報酬               | 岡田麿里 鴨志田一 | 寺岡巌 長井龍雪                  | 大橋誉志光 大久保朋     | 小谷杏子、中島渚 渡部貴善                        | 阿部慎吾、片山学 有澤寛 | 3月20日        |       |
| #25   | 鉄華団                   | 岡田磨里          | 長井龍雪 寺岡巌                  | 長井龍雪 綿田慎也       | 千葉道徳、大貫健一 牧孝雄、戸井田珠里            | 有澤寛                  | 3月27日        |       |
| 第2期 |                          |                   |                                  |                         |                                                  |                         |                |       |
| #26   | 新しい血                 | 岡田磨里          | 長井龍雪                         | 長井龍雪                | 千葉道徳                                         | 有澤寛                  | 2016年 10月2日 |       |
| #27   | 嫉心の渦中で             | 岡田磨里          | 西澤晋                           | ヤマトナオミチ          | 戸井田珠里                                       | 有澤寛                  | 10月9日        |       |
| #28   | 夜明け前の戦い           | 鴨志田一          | 寺岡巌                           | うえだしげる            | 小谷杏子                                         | 大張正己                | 10月16日       |       |
| #29   | 出世の引き金             | 鴨志田一          | 亀井治                           | 孫承希                  | しんぼたくろう                                   | 阿部宗孝                | 10月23日       |       |
| #30   | アーブラウ防衛軍発足式典 | 大西信介 岡田麿里 | 西澤晋                           | 池野昭二                | 中島渚、大籠之仁                                 | 高瀬健一                | 10月30日       |       |
| #31   | 無音の戦争               | 関島眞頼          | 藤澤俊幸                         | 三宅和男                | 吉川真一、斎藤香                                 | 宇田早輝子              | 11月6日        |       |
| #32   | 友よ                     | 岡田麿里 鴨志田一 | 寺岡巌 綿田慎也                  | 綿田慎也                | 渡部貴喜、中本尚子                               | 久壽米木信弥            | 11月13日       |       |
| #33   | 火星の王                 | 岡田麿里          | 亀井治                           | 久藤瞬                  | 戸井田珠里、森下博光                             | 大張正己                | 11月20日       |       |
| #34   | ヴィダール立つ           | 鴨志田一 岡田麿里 | 斉藤哲人 錦田慎也                | ヤマトナオミチ          | 小谷杏子                                         | 高瀬健一                | 11月27日       |       |
| #35   | 目覚めし厄祭             | 樋口達人 岡田麿里 | 亀井治 赤根和樹                  | うえだしげる            | しんぼたくろう                                   | 阿部宗孝                | 12月4日        |       |
| #36   | 穢れた翼                 | 吉野弘幸          | 赤根和樹 斉藤哲人                | 孫承希                  | 中島渚、斎藤香                                   | 久壽米木信弥            | 12月11日       |       |
| #37   | クリュセ防衛戦           | 鴨志田一 岡田麿里 | 寺岡巌 亀井治                    | 池野昭二                | 大貫健一、中本尚                                 | 有澤寛                  | 12月18日       |       |
| #38   | 天使を狩る者             | 樋口達人 岡田麿里 | 寺岡巌 斉藤哲人 忍海信一         | 綿田慎也                | 塩川貴史、豊田暁子                               | 大張正己                | 12月25日       |       |
| #39   | 助言                     | 岡田麿里 吉野弘幸 | 遠藤広隆 亀井治                  | 三宅和男                | 戸井田珠里、森下博光                             | 阿部邦博                | 2017年 1月15日 |       |
| #40   | 燃ゆる太陽に照らされて   | 黒田洋介          | 斉藤哲人 亀井治                  | ヤマトナオミチ          | 小谷杏子                                         | 阿部宗孝                | 1月22日        |       |
| #41   | 人として当たり前の       | 岡田麿里          | 遠藤広隆 忍海信一                | うえだしげる            | しんぼたくろう                                   | 宇田早輝子              | 1月29日        |       |
| #42   | 落とし前                 | 樋口達人 岡田麿里 | 斉藤哲人 亀井治 浅田勇樹         | 浅田勇樹                | 中島渚、斎藤香 吉川真一                          | 高瀬健一、鈴木勘太      | 2月5日         |       |
| #43   | たどりついた真意         | 鴨志田一 岡田麿里 | 小林寛 大張正己                  | 孫承希                  | 大貫健一、江上夏樹 吉田雄一                      | 大張正己                | 2月12日        |       |
| #44   | 魂を手にした男           | 岡田麿里 樋口達人 | 西澤晋 忍海信一                  | 池野昭二                | 豊田暁子、中本尚 大籠之仁、塩川貴史              | 久壽米木信弥            | 2月19日        |       |
| #45   | これが最後なら           | 黒田洋介          | 寺岡巌 亀井治                    | 綿田慎也                | 戸井田珠里、森下博光 神谷美也子、山崎克之        | 有澤寛、久壽米木信弥    | 2月26日        |       |
| #46   | 誰が為                   | 鴨志田一 岡田麿里 | 小林寛 イシグロキョウヘイ        | 三宅和男                | 小谷杏子、戸谷賢都                               | 阿部宗孝                | 3月5日         |       |
| #47   | 生け贄                   | 岡田麿里          | 斉藤哲人 亀井治                  | うえだしげる            | しんぼたくろう                                   | 阿部邦博                | 3月12日        |       |
| #48   | 約束                     | 岡田麿里          | 遠藤広隆 西澤晋                  | 池野昭二                | 中島渚、斎藤香 吉田雄一、江上夏樹                | 大張正己                | 3月19日        |       |
| #49   | マクギリス・ファリド     | 岡田麿里          | 遠藤広隆 亀井治 寺岡巌           | 大久保朋                | 大貫健一、中本尚 豊田暁子、神谷美也子 山崎克之   | 宇田早輝子、高瀬健一    | 3月26日        |       |
| #50   | 彼等の居場所             | 岡田麿里          | 寺岡巌 小林寛 長井龍雪           | 長井龍雪 綿田慎也       | 千葉道徳、大貫健一 森下博光、小谷杏子 戸井田珠里 | 有澤寛                  | 4月2日         |       |

## 放送局・配信局
第19・20話では副音声放送を実施。MCは松風雅也。出演は櫻井孝宏、内田雄馬、細谷佳正、梅原裕一郎。
| 放送期間                      | 放送時間           | 放送局                                | 対象地域 | 備考                                    |
| ----------------------------- | ------------------ | ------------------------------------- | -------- | --------------------------------------- |
| 2015年10月4日 - 2016年3月27日 | 日曜 17:00 - 17:30 | 毎日放送（製作局）ほか・TBS系列全28局 | 日本国内 | 字幕放送 / 連動データ放送               |
| 2016年1月3日 - 6月19日        | 日曜 19:30 - 20:00 | BS11                                  | 日本全域 | BS放送 / 『アニメ+』枠                  |
| 2016年2月4日 - 7月27日        | 木曜 19:00 - 19:30 | アニマックス                          | 日本全域 | BS/CS放送 / 字幕放送 / リピート放送あり |

| 配信開始日     | 配信時間        | 配信サイト                         | 備考    |
| -------------- | --------------- | ---------------------------------- | ------- |
| 2015年10月4日  | 日曜 17:30 更新 | ガンダムファンクラブ               | [ 423 ] |
|                |                 | MBS番組サイト                      |         |
| 2015年10月11日 |                 | バンダイチャンネル / dアニメストア |         |

| 放送期間                       | 放送時間           | 放送局                                | 対象地域 | 備考                                    |
| ------------------------------ | ------------------ | ------------------------------------- | -------- | --------------------------------------- |
| 2016年10月2日 - 2017年4月2日   | 日曜 17:00 - 17:30 | 毎日放送（製作局）ほか・TBS系列全28局 | 日本国内 | 字幕放送 / 連動データ放送               |
| 2016年12月25日 - 2017年6月11日 | 日曜 19:30 - 20:00 | BS11                                  | 日本全域 | BS放送 / 『アニメ+』枠                  |
| 2017年2月26日 - 8月20日        | 日曜 18:30 - 19:00 | アニマックス                          | 日本全域 | BS/CS放送 / 字幕放送 / リピート放送あり |

| 配信開始日    | 配信時間        | 配信サイト                                                                | 備考                           |
| ------------- | --------------- | ------------------------------------------------------------------------- | ------------------------------ |
| 2016年10月2日 | 日曜 17:30 更新 | ガンダムファンクラブ                                                      |                                |
|               |                 | MBS動画イズム                                                             |                                |
| 2016年10月9日 | 日曜 12:00 更新 | バンダイチャンネル / dアニメストア アニメイトチャンネル / プレミアムGYAO! | 見放題サービス会員は全話見放題 |

## BD / DVD
特装限定版の封入特典には特製解説書に加えて、第1期には伊藤悠の描き下ろしコミック『鉄血日和』、弐（第2期）には伊藤悠描き下ろしイラストと原案集が付属する。
| 巻 | 発売日         | 収録話          | 規格品番           | 規格品番   | 特装限定版封入特典 |
| 巻 | 発売日         | 収録話          | Blu-ray 特装限定版 | DVD 通常版 | 特装限定版封入特典 |
| -- | -------------- | --------------- | ------------------ | ---------- | --- |
| 1  | 2015年12月24日 | 第1話           | BCXA-1069          | BCBA-4729  | 『機動戦士ガンダム エクストリームバーサス フォース』用プロダクトコード メイキング映像「ROAD TO ORPHANS」（本編、オープニングPV） |
| 2  | 2016年1月29日  | 第2話 - 第4話   | BCXA-1070          | BCBA-4730  | 鷲尾直広描き下ろし1〜9巻収納ボックス 第1話絵コンテ                                                                               |
| 3  | 2016年2月24日  | 第5話 - 第7話   | BCXA-1071          | BCBA-4731  | |
| 4  | 2016年3月25日  | 第8話 - 第10話  | BCXA-1072          | BCBA-4732  | |
| 5  | 2016年4月22日  | 第11話 - 第13話 | BCXA-1073          | BCBA-4733  | |
| 6  | 2016年5月27日  | 第14話 - 第16話 | BCXA-1074          | BCBA-4734  | SDキャラ「三日月・オーガス」特製ラバーストラップ                                                                                 |
| 7  | 2016年6月24日  | 第17話 - 第19話 | BCXA-1075          | BCBA-4735  | SDキャラ「オルガ・イツカ」特製ラバーストラップ                                                                                   |
| 8  | 2016年7月22日  | 第20話 - 第22話 | BCXA-1076          | BCBA-4736  | |
| 9  | 2016年8月26日  | 第23話 - 第25話 | BCXA-1077          | BCBA-4737  | 『鉄血日和』全巻収納ファイル |

| 巻 | 発売日        | 収録話          | 規格品番           | 規格品番   | 特装限定版封入特典                                |
| 巻 | 発売日        | 収録話          | Blu-ray 特装限定版 | DVD 通常版 | 特装限定版封入特典                                |
| -- | ------------- | --------------- | ------------------ | ---------- | ------------------------------------------------- |
| 1  | 2017年2月24日 | 第26話 - 第27話 | BCXA-1078          | BCBA-4738  | 第26話絵コンテ                                    |
| 2  | 2017年3月24日 | 第28話 - 第30話 | BCXA-1079          | BCBA-4739  | 伊藤悠原案集収納ファイル                          |
| 3  | 2017年3月24日 | 第31話 - 第33話 | BCXA-1080          | BCBA-4740  |                                                   |
| 4  | 2017年4月21日 | 第34話 - 第36話 | BCXA-1081          | BCBA-4741  |                                                   |
| 5  | 2017年4月21日 | 第37話 - 第39話 | BCXA-1082          | BCBA-4742  |                                                   |
| 6  | 2017年5月26日 | 第40話 - 第42話 | BCXA-1083          | BCBA-4743  |                                                   |
| 7  | 2017年5月26日 | 第43話 - 第45話 | BCXA-1084          | BCBA-4744  |                                                   |
| 8  | 2017年6月23日 | 第46話 - 第48話 | BCXA-1085          | BCBA-4745  | 「機動戦士ガンダム 鉄血のオルフェンズ」お疲れ様本 |
| 9  | 2017年6月23日 | 第49話 - 第50話 | BCXA-1086          | BCBA-4746  | 鷲尾直広描き下ろし1〜9巻収納ボックス              |

## 関連メディア

### 特別番組
「機動戦士ガンダム 鉄血のオルフェンズ」ふりかえり特番
2016年1月に一部局で放送。第1クールを再編集した内容になっている。ナビゲーターは河西健吾（三日月・オーガス 役）、ナレーションは櫻井孝宏（マクギリス・ファリド 役）。
「機動戦士ガンダム鉄血のオルフェンズ」放送直前SP
第2期放送前の2016年9月25日に放送。出演は宮田俊哉（Kis-My-Ft2）、竹若元博（バッファロー吾郎）、向清太朗（天津）、宇垣美里（TBSアナウンサー）。
キスマイ宮田もどハマリ！鉄血のオルフェンズ今から観ても絶対間に合うSP
2017年1月8日に放送。出演は宮田俊哉、向清太朗、佐藤哲夫（パンクブーブー）、岡田紗佳、金元寿子（アトラ・ミクスタ 役）。
機動戦士ガンダム 鉄血のオルフェンズ 特別編
2022年4月よりMBSほかにて順次放送。鉄華団に関するエピソードを中心に再構成し、『G』に関する情報と合わせて放送する特別編（全9回）。オープニングテーマはMAN WITH A MISSIONによる「Blaze」が起用され、制作はSUNRISE BEYONDが担当する。
| 放送期間                | 放送時間                     | 放送局   | 対象地域   | 備考                         |
| ----------------------- | ---------------------------- | -------- | ---------- | ---------------------------- |
| 2022年4月5日 - 5月31日  | 火曜 22:29 - 23:00           | TOKYO MX | 東京都     | 『アニメの神様』枠           |
| 2022年4月6日 - 6月1日   | 水曜 3:30 - 4:00（火曜深夜） | 毎日放送 | 近畿広域圏 | 製作局 / 『アニメ特区』第3部 |
| 2022年4月29日 - 6月24日 | 金曜 19:30 - 20:00           | BS11     | 日本全域   | BS放送 / 『アニメ+』枠       |

### 短編
後述の『ウルズハント -小さな挑戦者の軌跡-』の同時上演作品として、10周年記念新作短編『幕間の楔』（まくあいのくさび）の公開が決定している。

#### スタッフ（短編）
- 企画・制作 - サンライズ[430]
- 原作 - 矢立肇、富野由悠季[430]
- 監督 - 長井龍雪[430]
- 脚本 - 岡田麿里[430]
- キャラクターデザイン原案 - 伊藤悠[430]
- キャラクターデザイン - 千葉道徳[430]
- メカニックデザイン - 鷲尾直広、海老川兼武[430]
- プロップデザイン - 寺岡賢司[430]
- チーフメカアニメーター - 有澤寛[430]
- 美術デザイン - 須江信人[430]
- 美術監督 - 清木亜夕、若松栄司[430]
- 色彩設計 - 菊地和子[430]
- 3Dディレクター - 山崎嘉雅[430]
- 撮影監督 - 後藤春陽[430]
- 編集 - 丹彩子[430]
- 音響監督 - 明田川仁[430]
- 音楽 - 横山克[430]
- 製作・配給 - バンダイナムコフィルムワークス[430]

### ゲーム客演
『鉄血のオルフェンズG』に先駆けて、ガンダムシリーズのクロスオーバー作品に本作のキャラクターやメカニックが登場している。また、2019年8月21日リリースの『スーパーロボット大戦DD』にて「スーパーロボット大戦シリーズ」への初参戦を果たした。2021年10月28日に発売された『スーパーロボット大戦30』では、DLCとして参戦している。

### 漫画
『月刊ガンダムエース』にて、2015年12月号から礒部一真による本編のコミカライズ作品が連載を開始。2017年1月号からは、本編第2期に相当する内容が『機動戦士ガンダム 鉄血のオルフェンズ 弐』として連載され、2018年12月号で完結した。
2019年1月28日からは、『ウルズハント』公式サイトにて菊野郎による公式4コマ漫画『ゆるてつ』が連載された。
- 磯部一真（漫画）・矢立肇、富野由悠季（原作）『機動戦士ガンダム 鉄血のオルフェンズ』 KADOKAWA〈カドカワコミックス・エース〉、全3巻
  1. 2016年2月26日発売[433]、ISBN 978-4-04-103924-3
  2. 2016年9月26日発売[434]、ISBN 978-4-04-104533-6
  3. 2016年12月26日発売[435]、ISBN 978-4-04-105087-3
- 磯部一真（漫画）・矢立肇、富野由悠季（原作）『機動戦士ガンダム 鉄血のオルフェンズ 弐』 KADOKAWA〈カドカワコミックス・エース〉、全4巻
  1. 2017年4月24日発売[436]、ISBN 978-4-04-105551-9
  2. 2017年10月26日発売[437]、ISBN 978-4-04-106084-1
  3. 2018年5月25日発売[438]、ISBN 978-4-04-107040-6
  4. 2018年11月24日発売[439]、ISBN 978-4-04-107041-3

### プラモデル
取扱説明書には劇中で言及されてない設定や補足が記載されている。商品の特徴として、従来はマスターグレードなどの高価格キットでしか再現できなかった内部フレームを、ハイグレードなどの低価格帯（1,000円前後）キットで実現している。

### ドラマCD
2017年4月2日に行われたイベント「機動戦士ガンダム 鉄血のオルフェンズ THE LAST FLAG」の朗読劇に加えて、新作短編ストーリーが収録される。
| 発売日         | タイトル                                                | 規格品番  |
| -------------- | ------------------------------------------------------- | --------- |
| 2017年12月27日 | 「機動戦士ガンダム 鉄血のオルフェンズ」EPISODE DRAMA 壱 | GBCL-2024 |
| 2017年12月27日 | 「機動戦士ガンダム 鉄血のオルフェンズ」EPISODE DRAMA 弐 | GBCL-2025 |

### サウンドトラック
| 発売日        | タイトル                                                                | 規格品番    |
| ------------- | ----------------------------------------------------------------------- | ----------- |
| 2016年3月23日 | TVアニメ「機動戦士ガンダム 鉄血のオルフェンズ」Original Sound Tracks    | LACA-9448/9 |
| 2017年3月29日 | TVアニメ「機動戦士ガンダム 鉄血のオルフェンズ」Original Sound Tracks II | LACA-9490/1 |

### ラジオ

#### 鉄華団放送局
ラジオ大阪では毎週日曜日に2015年10月4日から2017年4月2日まで放送され、インターネットラジオステーション音泉では毎週日曜日に2015年10月4日から2017年4月9日まで配信された。その後、音泉にて同年5月28日から8月27日まで毎月最終日曜に延長配信が実施され、翌2018年6月29日・8月31日に限定配信が行われた。パーソナリティは河西健吾（三日月・オーガス 役）と寺崎裕香（クーデリア・藍那・バーンスタイン 役）。寺崎の産休中は、彼女に代わって第79回を内匠靖明（昭弘・アルトランド 役）、第80回を松風雅也（ガエリオ・ボードウィン 役）、第81回を斉藤壮馬（ヤマギ・ギルマトン 役）がパーソナリティを務めた。第19回は、櫻井孝宏（マクギリス・ファリド 役）と松風による『ギャラルホルン放送局』が、第74回は、内匠、石谷春貴（チャド・チャダーン 役）、濱野大輝（ダンテ・モグロ 役）、熊谷健太郎（アストン・アルトランド 役）、室元気（デルマ・アルトランド 役）による『元・ヒューマンデブリ放送局』が本放送を乗っ取るかたちで放送・配信された。2016年12月には、バンダイナムコエンターテインメントのガンダムゲーム公式ポータルサイト「ガンダムパーフェクトゲームス」によるコラボレーション企画「鉄血のゲームアプリ祭」の開催を記念して、『出張版 鉄華団放送局』が配信された。2023年10月15日には、アニメ放送8周年記念を記念した『鉄ラジ』の新録配信と、過去放送回である第15回、第25回、第26回、第77回の期間限定復刻配信が行われた。
ラジオCD
| ラジオCD「鉄華団放送局」 | ラジオCD「鉄華団放送局」 | ラジオCD「鉄華団放送局」                                     | ラジオCD「鉄華団放送局」 | ラジオCD「鉄華団放送局」                                     |
| Vol.                     | 発売日                   | 新規録り下ろし特別版ゲスト                                   | 過去配信回               | 規格品番                                                     |
| ------------------------ | ------------------------ | ------------------------------------------------------------ | ------------------------ | ------------------------------------------------------------ |
| 1                        | 2016年3月30日            | 花江夏樹（ビスケット・グリフォン 役）                        | 第1回〜第8回             | TBZR-0601/2 (CD) GOODS-0244（CD+アクリルキーホルダーセット） |
| 2                        | 2016年5月25日            | 細谷佳正                                                     | 第9回〜第17回            | TBZR-0656/7                                                  |
| 3                        | 2016年7月27日            | 金元寿子                                                     | 第18回〜第25回           | TBZR-0693/4                                                  |
| 4                        | 2016年9月28日            | 櫻井孝宏、松風雅也[注釈 37]                                  | 第26回〜第33回           | TBZR-0722/3 (CD) GOODS-0245 (CD+アクリルキーホルダーセット)  |
| 5                        | 2016年11月30日           | 村田太志、斉藤壮馬                                           | 第34回〜第41回           | TBZR-0752/3 (CD) GOODS-0281 (CD+アクリルキーホルダーセット)  |
| 6                        | 2017年1月25日            | 島﨑信長（イオク・クジャン 役）                              | 第42回〜第49回           | TBZR-0787/8                                                  |
| 7                        | 2017年1月25日            | 櫻井孝宏、前野智昭（石動・カミーチェ 役）[注釈 37]           | 第50回〜第57回           | TBZR-0789/90                                                 |
| 8                        | 2017年3月24日            | 鳥海浩輔（名瀬・タービン 役）、田中敦子（アミダ・アルカ 役） | 第58回〜第64回           | TBZR-0839/40                                                 |
| 9                        | 2017年6月28日            | 松風雅也、内田雄馬[注釈 37]                                  | 第65回〜第71回           | TBZR-0868/9                                                  |
| 10                       | 2017年6月28日            | 梅原裕一郎、田村睦心                                         | 第72回〜第78回           | TBZR-0870/1                                                  |
| 11                       | 2018年9月26日            | 内匠靖明、村田太志                                           | 第79回〜第83回           | TBZR-1029                                                    |
| スピンオフラジオ[注釈 37]                    | スピンオフラジオ[注釈 37] | スピンオフラジオ[注釈 37]                                 | スピンオフラジオ[注釈 37] | スピンオフラジオ[注釈 37] |
| 商品名                                       | 発売日                    | パーソナリティ                                            | 規格品番                  |                           |
| -------------------------------------------- | ------------------------- | --------------------------------------------------------- | ------------------------- | ------------------------- |
| 「ギャラルホルン放送局〜アリアンロッド編〜」 | 2017年1月25日             | 大川透（ラスタル・エリオン 役） 松風雅也（ヴィダール 役） | TBCR-0791                 |                           |
| 「流星号放送局」                             | 2017年4月26日             | 村田太志 斉藤壮馬                                         | TBCR-0843                 |                           |
ノミネート
第2回アニラジアワード最優秀男性ラジオ賞新人枠

#### 裏鉄ラジオ！
2016年1月25日から9月19日まで、『機動戦士ガンダム 鉄血のオルフェンズ 鉄血の情報局』で配信されたミニラジオ。全22回。パーソナリティは寺崎裕香。

### 3丁目のおるふぇんちゅ
メガハウス企画による、公式ファンシー系スピンオフ作品。2016年7月から『3丁目のおるふぇんちゅ 〜ミカヅキとオルガの大冒険〜』と題して『月刊アニメージュ』にて松井洋平による絵物語が連載中。同年12月から2017年6月までは、『月刊ガンダムエース』で椎野実によるコミカライズ作品『3丁目のおるふぇんちゅ 〜クーデリアの首飾りはどこ？〜』が連載された。「クリュセ町3丁目にあるセブンスターズ家の御屋敷にこっそり棲みついているネズミたちが『あったかいトコロ』を目指して大冒険を繰り広げる」という設定であり、アニメ本編で「宇宙ネズミ」と呼ばれることから鉄華団はクマネズミ、ギャラルホルンは「ニャラルホルン」としてネコ（アインのみモルモット）に扮している。2017年からはミニフィギュアが順次発売されている。

## 外伝

### 鉄血のオルフェンズ 月鋼
『機動戦士ガンダム 鉄血のオルフェンズ 月鋼（きどうせんしガンダム てっけつのオルフェンズ げっこう）』は、『月刊ホビージャパン』(HJ)と『月刊ガンダムエース』(GA)で同時連載された公式外伝作品。『HJ』ではプロモデラーによる模型作例を用いた鴨志田一によるジオラマノベル、『GA』では寺馬ヒロスケ（作画）と団伍（ネーム）による漫画が連載される。
物語は鉄華団とクーデリアが地球へ向かっていたころより始まり、「厄祭戦で大きな被害を受けた」と本編で言及された月の周辺コロニー群と、月の欠片がラグランジュ点に集まった「ルナズドロップ」と呼ばれる宙域を中心に進行する。

#### あらすじ（月鋼）
第1期
傭兵のアルジ・ミラージは、月のアバランチコロニーの企業「タントテンポ」の頭目テッド・モルガトンの暗殺任務を受けるが、同時にテッド暗殺のために派遣された謎のMSの襲撃を受け、標的であるはずのテッドにかばわれて一命を取りとめる。致命傷を負ったテッドは、アルジと部下のヴォルコ・ウォーレンにガンダム・アスタロトと、娘のリアリナ・モルガトンの護衛を託して息を引き取る。アスタロトは本来の姿からかけ離れた姿で修復されており、ヴォルコはそれを元どおりにすることを目指していたが、杖なしでは歩くことさえままならない自分の代わりに、アルジをやむなくパイロットにする。
家族の仇を取るための力を欲したアルジはアスタロトのパイロットとなり、ヴォルコとともに敵のMSを撃破しつつ、それらに装着されていたアスタロト本来パーツを次々と奪還していく。やがて、テッドやリアリナを狙った敵の黒幕が同じタントテンポの幹部であるロザーリオ・レオーネであることを知ったアルジは、同じく幹部のジャンマルコ・サレルノの力を借り、ロザーリオの駆るガンダム・ウヴァルを倒す。
一連の騒動が決着したのち、リアリナはタントテンポの新たな頭目となり、アルジは正式なボディガードとなる。その矢先に、ロザーリオの侍女であったナナオ・ナロリナによって修復中のアスタロトが強奪され、アルジとヴォルコはあらためてアスタロトを取り戻す決意を固める。
第2期
リアリナの頭目就任から半年後。ギャラルホルンとの交渉のため訪れたドルトコロニーで、アルジたちは何者かに追われるミーナ・セルリアンを保護する。しかしそれが原因で、アルジたちは謎のMS部隊や、ガンダム・ダンタリオンを駆るザザ・フォッシルの襲撃を受けることになり、アルジは回収されたガンダム・アスタロトリナシメントによる迎撃を余儀なくされる。やがて、ミーナがギャラルホルンの貴族の令嬢で父親のジルト・ザムルフォートの陰謀で殺されそうになったことが判明し、謎の部隊がジルトの陰謀に巻き込まれたナディラ家配下の者であることや、ザザがミーナの兄ザディエルであることが明らかになる。リアリナはジルトにミーナの引き渡しを要求されるが、これを拒否。アルジは家の罪を償う決心をしたザザとの勝負に打ち勝ち、ザザは妹の安全をアルジに託してジルトとともにアリアンロッドに逮捕される。数か月後、タントテンポは定期航路取得のための交渉を改めて開始し、拘束されていたアルジは仲間たちの下へ帰還する。

#### 登場人物（月鋼）
担当声優は、ゲーム作品における配役。

##### タントテンポ
アルジ・ミラージ
声 - 安田陸矢
主人公。16歳。鋭い目つきが特徴で、右腕に機械の義手を装着している。5年前に自分の右腕と家族を奪ったガンダム・フレーム機に復讐すべく、傭兵業を営みながら仇のガンダムを探している。右腕は再生治療で元どおりにすることもできたが、生身の腕より強い力を得られるという理由で、あえて義手を着けている。
その生い立ちから無愛想でシビアな言動が多いが、受けた恩には報いる義理堅い性格。女性が苦手という一面があり、相手の目を見て話すことができない。
ダディ・テッドの暗殺任務の最中にロザーリオが差し向けたトリアイナの襲撃に遭うが、テッドの指示を受けたヴォルコからガンダム・アスタロトを託されてこれを撃破。以降は命を救ってくれたテッドへの恩義と、自身の復讐を果たすためにアスタロトのパイロットとなる。リアリナがタントテンポの頭目になってからは、仇のガンダムを調査することを条件に彼女のボディガードとなる。
ヴォルコ・ウォーレン
声 - 興津和幸
月のアバランチコロニー群を拠点とする複合企業「タントテンポ」の構成員で、アスタロトの本来の所有者。16歳。アバランチコロニーからの提供資金を管理するギャラルホルンの一家門ウォーレン家の出身だが、10年前に父親の不正取引を理由に家を取りつぶされ、家族と財産をすべて失った。額に埋め込まれた記憶チップから膨大なデータを引き出すことができ、それをもとにアスタロトの整備や装備の復元も手がけている。しかし、埋め込み手術の影響で身体能力と空間認識能力が大きく低下しており、杖がなければ歩行もままならない。不自由な自分の体では操縦できないアスタロトをアルジに託し、以降は行動をともにする。
リアリナ・モルガトン
声 - 種﨑敦美
テッドの一人娘。17歳。ドルトコロニー群で学生として暮らしていたが、父の死をきっかけにタントテンポの頭目争いに巻き込まれる。礼儀正しく、相手の目を見て話すことを信条としているため、自分と目を合わせないアルジには不満を抱いている。
アバランチコロニーに向かう道中でハクリ兄妹に襲撃されるが、テッドの遺言を受けたアルジとヴォルコに命を救われ、以降は父の敵を討つために2人を雇い入れる。ロザーリオが父を殺した首謀者であることを知ってからは頭目になることを決意し、ジャンマルコの後ろ盾を得て新たな頭目に就任。組織の空中分解を防ぐため、月と火星の定期航路利用権の再取得に奔走する。
テッド・モルガトン
タントテンポの頭目。通称ダディ・テッド。右腕にアルジと同型の義手を装着している。古くよりウォーレン家と付き合いが深かったため、家を取り潰されたヴォルコとアスタロトを引き取った。
暗殺任務を請け負ったアルジの標的となるが、トリアイナの襲撃からアルジをかばって致命傷を負い、アルジとヴォルコに娘の安全を託して死亡する。
ブブリオ・インシンナ
アバランチコロニーのアンダー3に住む老紳士で、テッドの元相談役。リアリナから頭目争いの激化したタントテンポの中で最も信用できる人物として頼られるが、実際はロザーリオに脅されており、アルジたちをアバランチ1に差し向ける。
ジャンマルコ・サレルノ
声 - 武内駿輔
タントテンポ六幹部のひとりで、輸送部門の責任者。29歳。女と戦いを好み、富や権力に執着しない性格。MSパイロットとしても有能で、みずから前線で戦う武闘派として知られている。事業の自由度を保つためにギャラルホルンへ巨額の上納金を支払うテッドの方針に反感を抱いており、当初は暗殺の首謀者と目されていた。しかし実際はロザーリオに濡れ衣を着せられただけで、アルジたちがロザーリオに襲われた際は援軍に現れる。その後、アルジの力量を確認するとリアリナに協力することを決め、内乱終結後は頭目となったリアリナの後見人となる。
ロザーリオ・レオーネ
声 - 辻親八
タントテンポ六幹部のひとりで、銀行部門ウェスタバンクの頭取。十数年前は宇宙海賊のMSパイロットだったが、テッドに見出されてからは急速に頭角を現し、右腕としてタントテンポの発展に尽力してきた。しかし内心ではテッドに成り代わろうとする野望を抱いており、それを察知して自身を更迭しようとしたテッドを暗殺し、跡を継ぐうえで障害となるリアリナの命を狙う。タントテンポ所属後もパイロットとしての腕は健在で、ガンダム・ウヴァルを駆りアルジのアスタロトを圧倒するも、捨て身の攻撃の前に敗北し、直後にナナオにコックピットを貫かれて死亡する。

##### ギャラルホルン（月鋼）
ヴィル・クラーセン
アバランチ地区を管理するギャラルホルンの役人。ロザーリオと結託してタントテンポの資金を不正利用しており、その罪を仕えていたヴォルコの父親に被せ、ウォーレン家没落の原因を作った。
イズナリオの不正事件後は、玉突き人事で監査局月方面監査室室長となる。
ジルト・ザルムフォート
ギャラルホルンの通商関連の首席交渉官。セブンスターズに次ぐ名家で、月と火星の定期航路を管理するザルムフォート家の出身。長年にわたってアフリカンユニオン中央議会と不正取引をしていたが、エドモントンでの一件で厳しくなった内部監査の摘発を免れるために、ミーナを利用してすべての罪をナディラ家に被せる。ミーナの生存を知ると、保身のために自らリナリアにミーナの引き渡しを要求するが決裂。息子のザディエルにミーナの確保を命じるが、騒ぎを聞きつけたアリアンロッドに拘束され、2か月後、家を取りつぶされる。
ザザ・フォッシル
声 - 八代拓
ガンダム・ダンタリオンを駆る自称傭兵の青年。20歳。粗野ながらも育ちのよさを感じさせる言動が特徴。その正体はジルトの息子で、ザルムフォート家の嫡男である「ザディエル・ザルムフォート」その人。妹のミーナの死の真相を探るためにダンタリオンを強奪し、身分を偽って独自に行動。ミーナの生存とジルトの不正を知ると、父親と家の罪を償うためにあえてザルムフォート家に帰還。ドルトコロニー宙域でアルジと戦うことでアリアンロッドを呼び寄せ、拘束される。
物語への登場に先駆けて、ダンタリオンとともにトレーディングカードアーケードゲーム「ガンダムトライエイジ」に登場している。
ミーナ・セルリアン
アルジの妹と同じ名前の少女。複数の勢力に身柄を狙われていたところをアルジに助けられ、タントテンポに保護された。その正体はジルトの娘「ミーナ・ザルムフォート」。表向きはナディラ家の不正を知ったことでシャトルの爆破に巻き込まれ死亡したことになっているが、密かに生存しており、追手から逃れるために記憶喪失を装っていた。ザルムフォート家が取りつぶされた後は、生存が公表されなかったことで生死がうやむやとなり、キムとともにタントテンポに残る。
デイラ・ナディラ
声 - 上田麗奈
セブンスターズを補佐する名門ナディラ家の次期当主。品のある顔立ちや佇まいをした男装の麗人で、先代当主の実父より所有権を引き継いだガンダム・グレモリーに搭乗する。政治的な都合でミーナの婚約者になっているが、その身を本気で案じている。
当主である父親がジルトによってアフリカンユニオンとの癒着の濡れ衣を着せられたことで権限を失い、南極近くの島に身を隠す。ザルムフォート家の不正が暴かれたのちに、新当主としてナディラ家の復興を果たし、失脚したジルトに代わって首席交渉官となる。
ジジル・ジジン
声 - 土師孝也
ナディラ家が独立管理してきた極秘の内部統制部隊「オレルス」の隊長。乗機はオルトリンデ。自分が仕えるナディラ家の潔白を証明するためにミーナを追っており、彼女の安否を確認するため、あえてタントテンポに拘束される。ミーナの生存を知ると、すべての真相を探るためにヴィルと接触するが、彼の差し金によって交通事故に偽装される形で暗殺される。

##### そのほかの人物（月鋼）
サンポ・ハクリ
声 - 鈴木崚汰
傭兵業を営むヒューマンデブリの少年。17歳。乗機は頭部と左肩が青く塗られたハクリ・ロディ。冷静沈着で、戦闘時は妹のユハナをサポートする。ヒューマンデブリの身分から脱し、ユハナを学校に通わせるという夢をもつ。
ロザーリオの命令でリアリナの乗るシャトルを強襲するが、アルジのアスタロトに敗北し、見逃されるかたちで撤退。その後はジャンマルコに脅されて、ロザーリオに狙われたアルジたちに味方する。リアリナの頭目就任後は、ザザからの依頼でユハナとともにミーナの身柄を狙うが、オレルスの介入で失敗。その後は再びタントテンポに雇われ、戦闘を恐れてしまったユハナに代わり、改修されたウヴァルユハナを与えられる。
ユハナ・ハクリ
声 - 小松未可子
サンポの妹。16歳。乗機は頭部と左肩が黄色く塗られたハクリ・ロディ。兄と反対に好戦的な性格で、戦闘時は前衛を担う。大金を稼いで自分たちの身を買い戻すことを夢見ているが、自由になってもサンポと傭兵稼業を続けることを望んでいる。
アスタロトの攻撃を受けて負傷し、兄とともに撤退。この際に戦いによる死に恐怖を抱くようになり、MS戦はサンポに任せている。その後はジャンマルコに人質として囚われていたが、合流後はサンポとともにリアリナに協力する。リアリナの頭目就任後は、ザザからの依頼で一度はミーナの身柄を狙うが、その後は再びタントテンポに雇われる。
ナナオ・ナロリナ
声 - 大地葉
ロザーリオに仕える素性不明の女。眼鏡を架けた妖艶な美女で、おっとりした雰囲気に似合わない胆力と、給仕から操艦までこなす能力をもつ。ロザーリオの指示で動いていたが、別の人物の指示で彼を殺害し、改修されたアスタロトを盗んで逃走する。以降は消息不明だったが、デイラの潜伏場所を伝えるため再びアルジたちに接触する。その後、ザザと共謀してリアリナを誘拐、その際にガンダム・セーレの情報を教える。
キム・セルリアン
ミーナとともに追手から逃げていた少女。以前はドルトコロニーのスラムに住む若い女たちをまとめ上げていたが、ドルトの暴動で仲間たちを亡くしている。スラムに流れ着いたミーナを保護して以降は、彼女の姉を名乗り行動をともにする。

#### 登場兵器（月鋼）
ASW-G-29 ガンダム・アスタロト
厄祭戦後に月面の巨大クレーターで放置されていたガンダム・フレーム機。発見したウォーレン家に代々受け継がれてきたが、ウォーレン家の没落後に闇市場に出回り、すべての外装が剥ぎ取られたフレームのみの状態でタントテンポに買い取られた。テッドの死後はアルジ・ミラージに託される。
欠損した外装をスピナ・ロディなどのパーツで補っており、左右非対称のいびつな形状に変貌している。左前腕には百錬のサイドアーマーに三本指のマニピュレーターを組み合わせた外付け式サブナックル、両腰には崩れた重心バランスを調整するためのブーストアーマーを装備している。ほかのガンダム・フレーム機にはない特徴として、右腕に後述の専用武装を運用するための特殊なエネルギー伝達機構を備えるが、その武装が既に失われているため使用されていない。操縦系は義手を介した神経接続を行うことができ、阿頼耶識システムには劣るものの柔軟な操縦を可能としている。
武装は背中に装備された折りたたみ式の超大型刀「デモリッション・ナイフ」、ブーストアーマー下部に格納された仕込みナイフ、機体とともにウォーレン家が管理していた専用ライフルと210ミリ対物ライフル、パンツァー・ファウスト。デモリッション・ナイフは振り下ろしながら刀身を伸長することで、敵の予想を上回る間合いからの攻撃を可能としている。
のちにガンダム・ウヴァルなどから奪還した純正パーツを装着した完成度82パーセントの状態まで復元されるが、ナナオ・ナロリナによって木星圏の闇市場に流され、再び半分のパーツが失われる。
ASW-G-29 ガンダム・アスタロトオリジン
闇市場に流れる前の本来の姿。全身が真紅で塗装され、両肩とコックピットハッチにはウォーレン家の家紋が刻まれている。バランスに優れた機体で、両肩の可変装甲とバックパックのブースター尾翼を水平展開した飛行形態に変形することで、重力下でも高速かつ高々度の飛翔を長時間行うことができる。この能力を活かして長距離からの援護攻撃や物資輸送を担っていたが、厄祭戦後は再現不能なロストテクノロジーとなっている。
武装は高機動戦闘に適した中距離用ショットガンと、鞘に収めることでスレッジハンマーにもなる専用武装「γナノラミネートソード」。γナノラミネートソードは、右手のケーブルから圧送されたエイハブ粒子による「γナノラミネート反応」を刀身面に起こす機構をもち、ナノラミネートアーマーに対して極めて有効な威力を発揮する。しかし、エイハブ粒子の圧縮は厄祭戦当時の技術をもってしても非常に困難で、戦後は飛行能力とともに失われた技術となっている。
ASW-G-29 ガンダム・アスタロトリナシメント
ジャンマルコ・サレルノが買い戻したアスタロトを再度改修した姿。「リナシメント」は「ルネッサンス（再生）」のイタリア語表記。
アルジの力量不足を補うためにヴォルゴが考案した重武装と重装甲が施され、あらゆる局面で有利に戦えるよう設計されている。左腕のサブナックルはガルム・ロディの脚部装甲を改造した大型タイプに、バックパックは重量増加に対応した大推力タイプにそれぞれ換装され、右肩にはサブアームとシールドを兼ねた折りたたみ式のシールドアームが追加されている。追加装備で重量バランスが調整された結果、ブーストアーマーは撤去されているが、それでもアルジ以外には乗りこなせないほど不安定な機体となっている。
武装は一部の配置が変わった以外は改修前と同じで、新たにパイルバンカー射出機能を内蔵した大剣「バスタード・チョッパー」が追加されている。装填された弾頭は炸薬式のダインスレイヴと呼べる代物で、至近距離であればナノラミネートアーマーを貫通する威力をもつ。デモリッション・ナイフと合体することで射撃姿勢を安定させるとともに、近接戦闘時のデモリッション・ナイフの強度不足を補う役割をもつ。
MPM02/AC トリアイナ
要人暗殺任務に特化した百錬のカスタム機。機体名はギリシャ語で「3つの歯」を意味する。重力下での運用に適した軽量装甲を装着し、機動性を活かした一撃離脱戦法を得意とする。頭部にはシルクハット型のセンサーユニットを増設している。
武装は130ミリアサルトライフルと専用のマニアゴナイフ2振り。
テッド暗殺をもくろんだロザーリオの指示でテッドの屋敷を襲撃するが、起動したアスタロトに撃破される。
UGY-R41/H ハクリ・ロディ
ハクリ兄妹が仕事先のデブリ帯で発見したマン・ロディを接近戦用に改修した機体。
発見時に破壊されていた頭部とコックピットブロックは新規品に換装され、同時に機動性の向上も図られている。サンポ機は左肩と後頭部が青、ユハナ機は左肩と前頭部が黄色で塗装されている。本来のコックピットに採用されていた阿頼耶識システムは撤去されている。
武装は腰背部に懸架される90ミリサブマシンガンと手榴弾で、サンポ機はチョッパー、ユハナ機はモーニングスター付きのロングアックスを専用装備する。
STH-14/T2C カッリスト
ジャンマルコ・サレルノが所有する百里の改造機。機体名はアルテミスの従者「カッリスト」に由来し、「最も美しい」という意味をもつ。青系のカラーリングとスタビライザー型のバックパックが特徴で、両腕にはアスタロトオリジンの肩部バインダーを流用した可変型ブレードシールドと、改造前と同型の四連式ロケットランチャーを装備する。
アンダー3に滞在していたアルジたちを襲撃するが、ナイフによる接近戦を挑んだアルジのアスタロトに両腕を切断され、ブレードシールドを奪還される。
UGY-R41/T2C ラブルス
要人警護用に改造されたタントテンポのロディ・フレーム機。重装甲と強化センサーを内蔵した円柱状の頭部が特徴で、武装はマン・ロディと同じ。
カッリストの随伴機としてアンダー3に派遣されるが、ギャラルホルンのMS部隊に制圧される。また、アスタロトがナナオに奪取されてからジャンマルコが買い戻すまでの間、アルジが代替機として本機に搭乗している。
ASW-G-47 ガンダム・ウヴァル
タントテンポが解体事業に入札していた廃棄コロニー内で発見されたガンダム・フレーム機。当時の現場責任者だったロザーリオ・レオーネによって密かに運び出され、タントテンポの内部抗争に投入される。
背部の高出力バックパックと脚部のブースターによって高い機動性と運動性を発揮し、単独での長距離飛行を可能とする。発見当初はフレームのみの状態だったため、ロザーリオと懇意のヴィル・クラーセンが調達したアスタロトオリジンの外装を装着している。
アスタロトとの初対決時の武装は、両端に刃を備えた長尺のグレイブと210ミリ対物ライフル。再戦時は、先端部に回転機構を組み込んだマイニングハンマーと、左腕の非装甲部位を保護する小型のラウンドシールド、右肩に打撃用の突起を備えたスパイクシールドを装備する。
ASW-G-47 ガンダム・ウヴァルユハナ
アスタロトに敗北したウヴァルをジャンマルコが回収し、サンポ・ハクリの乗機として調整した姿。機体名はユハナの独断で命名された。
サンポの要望を取り入れつつ、出力とアスタロトの支援に適した長距離攻撃能力の強化が図られている。撤去されたアスタロトオリジンの外装に替わり、新調された青と黄色の外装を取り付けている。
武装はバックパックから展開する機構に変更された210ミリ対物ライフル、両腕に装備されたチェーンソー、ソードとチョッパーで構成されるハルバード。
EB-06/TC2 リーガルリリー
ジャンマルコ・サレルノの専用機。鉄華団がテイワズ経由で売却したグレイズの改造機で、黄色いカラーリングと背部の赤い耐熱マント、大きく形状が変貌した脚部が特徴。武装は110ミリライフルと、別ルートから調達した超大型質量兵器「ベロウズアックス」。ベロウズアックスは打突部分が多関節構造となっており、スイング時に鞭のようにしなることで攻撃力とリーチを増している。
アードラ
ナナオ・ナロリナが搭乗するグレイズ・フレーム機。機体名はドイツ語で「鷲」を意味する。白基調としたカラーリングと、独自の形状の頭部や肩部、バックパックが特徴。専用武装として対MSクローを装備する。
デザインおよび設定の原型は、2016年にバンダイホビーサイトで開催された「鉄血のガンプラコンテスト」の最優秀作品「グレイズ・アードラ」。
STH-14s/as 強襲特化型百里（きょうしゅうとっかがたひゃくり）
ドルトコロニー群へ向かうアルジたちを襲撃した百里の改造機。両腕に接続された多関節クローアーム「ヴァイスクロー」によって、変幻自在かつ強大な攻撃力を発揮する。また、射撃武装としてバックパックのオプションラッチに210ミリ対物ライフル2挺を装備する。
デザインおよび設定の原型は、アードラと同じく「鉄血のガンプラコンテスト」に出品された「百里剛腕（ひゃくりごうわん）」。
ASW-G-71 ガンダム・ダンタリオン
ザザ・フォッシルことザディエル・ザルムフォートの搭乗機。厄祭戦終結間際に開発されながらも高い戦果を挙げた実績から、搭乗者の一族は戦後にザルムフォート家を名乗ることを許され、同家の象徴として語り継がれてきた。当初は白と青を基調とした機体色だったが、のちにザディエルの意向で、ザルムフォート家の紋章カラーであるダークブルーと赤に塗り替えられる。
ほかの姉妹機のMA戦時のデータをもとに数度の設計・装備変更が行われた結果、単独であらゆる戦局を打開する万能機として完成した。機体の一部を変形させることで、多彩なオプション兵装の装着が可能となっている。フレーム自体にも独自の改修が施され、特に膝関節は機動性を高めた柔軟な構造となっている。
武装は接近戦用の銃剣「ベイオネット・ソード」に変形する100ミリ口径の「ベイオネット・ライフル」、専用滑腔砲「ケラウノス」、補助ブースターを備えたシールド兼用の長槍「バイデント」、大型クローに変形するシールド「アイギス」。
初出は「ガンダムトライエイジ 鉄華繚乱」。
ネイキッド
重力下戦闘に対応した軽装状態で、機動性と俊敏性に優れた格闘形態。
ハーフカウルT
攻防一体の大型バックパック「Tブースター」を背部に装備した状態。通常時は大推力を活かした強襲と一撃離脱戦法を可能とし、近接戦闘時はバックパックを軸に機体の腕部をブースターカウルに収納することで、巨大な腕部「ギガンティックアーム」を形成する。
ハーフカウルB
脚部を覆う重装甲となる「Bブースター」を腰部に装備した状態。
フルカウル
ハーフカウルT・Bを併用した形態。両カウルをブースター形態で装着した姿は「フルブースト装備」と呼ばれる。
パーフェクトカウル
フルカウル装備に、アイギスを頭部と胸部の増加装甲として装着した形態。ネイキッドの露出部分をほぼ完全に覆うことで、死角のない攻撃力と防御力を得ている。
EB-06N グレイズシュタッヘル
ギャラルホルン内部統制部隊「オレルス」に配備されるグレイズのカスタム機。機体名はドイツ語で「棘」を意味する。脚部のショックアブソーバーが強化されており、高い隠密性を活かした一撃離脱戦を得意とする。機体各部には固定用アーム、左腕部にはワイヤークローが追加されており、姿勢制御能力が高められている。
武装は120ミリライフルと、敵MSの関節部やセンサーの破壊に特化した「スタンスティック」。
V03-0907 オルトリンデ
ジジル・ジジンが搭乗するヴァルキュリア・フレーム機で、厄祭戦時は数少ない実戦参加機としてグレモリーと共闘した。機体名は楽劇『ニーベルングの指環』第一夜『ワルキューレ』の登場人物に由来し、白を基調とした色で塗られている。ダインスレイヴの使用を想定した左右非対称の形状に設計されたが、戦後の禁止条約制定にともない関連装備は排除されている。戦時中の名残として、頭部左側に遠距離捕捉用の大型アンテナをもつ。
武装は展開・分離機構を有する希少金属製のヴァルキュリアダブルブレード、エイハブ・ウェーブ用のレーダーを内蔵した左肩フレーム直結式のシールドバインダー。
ASW-G-56 ガンダム・グレモリー
ナディラ家に代々継承されてきたガンダム・フレーム機。現在の所有者およびパイロットはデイラ・ナディラ。黒いフード状の頭部装甲が特徴で、死神を想起させる外見をもつ。この装甲にはナノラミネートアーマーを幾重にも重ねた「ナノラミネートコート」が施されており、MSとしては最高水準の防御力を有している。この装甲で敵の攻撃を受けつつカウンター攻撃を決める戦術を得意としており、先陣や偵察、単独での作戦行動など運用法は多岐にわたる。ナノラミネートコートは圧倒的な耐衝撃性をもつ反面、生産に莫大な時間的コストが掛かるため一般採用されることはなく、厄祭戦後は製造技術自体が失われている。
武装は錨状の刃をもつ長柄の「バトルアンカー」。厄祭戦時に片側の刃が欠損したため、現在は死神の鎌のような形状となっている。刃が欠けたことで結果的に軽量化されているが、重量バランスが悪化しているためパイロットには高い練度が求められる。
ガンダム・セーレ
アルジの仇としてナナオが示したガンダム・フレーム機。
メリクリウス
ジャンマルコが座乗する強襲装甲艦。

#### 書誌情報（月鋼）
- 寺馬ヒロスケ・団伍（漫画）、鴨志田一（シナリオ）、矢立肇・富野由悠季（原作）『機動戦士ガンダム 鉄血のオルフェンズ 月鋼』 KADOKAWA〈カドカワコミックス・エース〉、全4巻
  1. 2016年10月26日発売[489]、ISBN 978-4-04-104789-7
  2. 2017年3月25日発売[490]、ISBN 978-4-04-105445-1
  3. 2017年10月26日発売[491]、ISBN 978-4-04-106085-8
  4. 2018年5月25日発売[492]、ISBN 978-4-04-107046-8

### 機動戦士ガンダム 鉄血のオルフェンズG
テレビ本編のスタッフが参加する公式スピンオフ『機動戦士ガンダム 鉄血のオルフェンズ ウルズハント』と、完全オリジナルゲーム『機動戦士ガンダム 鉄血のオルフェンズ』で構成されるゲームアプリ。略称は『鉄オルG』。配信延期を経た2022年11月15日よりサービスを開始し、2024年1月11日をもって終了。
『ウルズハント』はテレビ本編第1期直後を舞台とし、火星との開拓競争に敗れて罪人の流刑地となった金星の「ラドニッツァ・コロニー」から物語が展開する。『オルフェンズG』のサービス終了にともない本作も第12話後編をもって一区切りとなり、以降は新たなアニメーション作品として制作が決定。『オルフェンズG』終了と同日の1月11日に新規の公式サイトが立ち上げられた。2025年10月31日には、『ウルズハント』の配信版全12話に新規カットを加えた特別編集版『機動戦士ガンダム 鉄血のオルフェンズ ウルズハント -小さな挑戦者の軌跡-』の劇場公開が決定している。

#### スタッフ（ウルズハント）
- 企画 - サンライズ
- 原作 - 矢立肇、富野由悠季
- 監督 - 長井龍雪[497]
- シリーズ構成 - 鴨志田一[497]
- キャラクターデザイン原案 - 伊藤悠[497]
- キャラクターデザイン - 千葉道徳[497]
- メカデザイン - 鷲尾直広、海老川兼武、形部一平、寺岡賢司、篠原保[497]
- チーフアニメーター - 有澤寛
- 美術 - 草薙[497]
- 美術監督 - 清水亜夕
- 色彩設計 - 菊地和子
- CGディレクター - 山崎嘉正
- 撮影監督 - 後藤春陽、安西良行
- 編集 - 渡邉千波
- 音響監督 - 明田川仁
- 音楽 - 横山克[497]
- 音楽プロデューサー - 山田智子、松田隼典、バンダイナムコミュージックライブ
- プロデューサー - 小川正和[500]、藤原康則[501]
- アニメーション制作 - SUNRISE BEYOND[502]

#### 作中用語（ウルズハント）
金星
「鉄オルシリーズ」の過去年代では火星に先行してテラフォーミングが開始され、高温の惑星大気中にある温室効果ガス（二酸化炭素）を寒冷な火星に移送することで双方の環境整備を行っていたが、やがて先に発展した火星に立ち遅れていき、本作の開始時点では四大経済圏からも見放された辺境の地と化している。
ラドニッツァ・コロニー
金星の上空約50キロメートルに建造されたスペースコロニーで、本作の始まりの舞台。水路と橋が張り巡らされた欧州風の街並みが特徴で、主人公ウィスタリオが経営するコロニー管理会社「アファム設備」の社屋も存在する。しかし、その実態は罪人の集まる流刑地であり、犯罪歴のない一般市民にさえも各経済圏が発行するIDが与えられていない。コロニーを管理するギャラルホルン金星支部は、監獄を除く市街地の運営を放置しているうえに予算削減まで行っており、若年層の流出もあって街の過疎高齢化が進んでいる。この状況を憂いたウィスタリオは、ウルズハントの賞金でラドニッツァを買い取り、多くの人々が行き交う観光立国に成長させることを目的としている。
ウルズハント
謎の人物「N」が主催する、宇宙を股にかけた壮大な宝探しレース。目標となる宝とは「古の時代に人類が失ったあるもの」とされ、レースの参加証兼ナビ機能付きの電子デバイス「リング」が順番に示した場所（ポイント）に向かい、それらにあるデータすべてを先に収集した者が優勝となる。各参加者には準備金として1億メリアが支給され、優勝者にはコロニー1基分の建造費に相当する1000億メリアの賞金が与えられる。
水先案内人
ウルズハント参加者へのルール説明やレース中の補助を行うガイド。メンバー全員が幼年者を含む孤児出身の若年女性であり、「コーサ」という共通の姓を名乗り、色や寸法などの個人差はあれども共通デザインの侍女服を着用している。リングの枚数と同じ人数の案内人が同行する体制を採っており、リングを2枚所持するオムデングループ（シクラーゼ）には二人が同行している。担当する参加者に対しては基本的に協力的であるが、一定以上の干渉や情報漏洩の禁止といった制約があり、参加者との相性次第で案内人の個人的対応も変わる。レース終了後は、彼女たちにも多額の報酬と自由放免が約束されている。

#### 登場人物（ウルズハント）

##### アファム設備（ウィスタリオ一行）
ウィスタリオ・アファム
声 - 生駒里奈
主人公。死別した両親が遺したコロニー管理会社「アファム設備」を継いだ13歳の少年社長。快活で決断力に優れ、設備工としての技術力と、ギャラルホルン製のフレック・グレイズで鍛えた高いMS操縦技術をもつ。自身が認めた人間は素性や事情を問わず仲間として受け入れる度量をもつ一方で、デムナーから褒美として与えられる「みすゞ飴」という菓子を好物という一面をもつ。鉄華団の活躍に刺激されて衰退しつつある金星を観光立国にするという夢を抱いており、ラドニッツァを襲った脱獄犯が所持していたリングと案内人のコルナルからウルズハントの存在を知らされると、優勝賞金の1000億メアリでラドニッツァを購入しようと志す。
脱獄犯のリングを求めて襲ってきたレンジー隊を撃退すべく、デムナーが整備していた端白星に搭乗し、以降はウルズハントでの正式な愛機とする。旅の過程で金星の現状と自身の夢の険しさに改めて直面するが、コルナルやカチュア、598ら同年代との交流や、迫りくる敵や困難との対峙を経て故郷への思いを新たにする。
デムナー・キタコ・ジュニア
声 - 堀内賢雄
ウィスタリオが生まれついてからの教育係兼世話役。左目周りに大きな傷跡をもつ隻眼の老人で、強面な外見のとおりウィスタリオに厳しい面もあるが、結局甘やかすために周囲から非難されることも多い。アファム設備の社員のなかでは年少者であり、年上であるデキステルたちからは「デムナー坊や」と呼ばれからかわれている。祖父から託された端白星の整備を長年続けているなどメカニックとしての技術をもつほか、自分より若い暴漢や軍人をも制圧するほどの格闘術を修めている。
コルナル・コーサ
声 - 上田麗奈
ウィルタリオの水先案内人を務める少女。外見年齢に似合わない丁寧な振る舞いと落ち着いた口調で、表情が乏しく思考が読めない。お茶を入れるのが好き。謎の主催者「N」の命に従い、自身の担当するリングを手にしたウィスタリオに同行する。
レンジー・ダブリスコ
声 - 木内太郎
当初は、四大経済圏のコロニー関連業務を手がける「オムデン・コロニー・カンパニー」の傘下企業に所属する青年。専用機のエンゾを駆ってスラム出身者で構成されるMS部隊「レンジー隊」を率いる。自身は裕福な商家の出身であるが、ヒューマンデブリを売買していた父を恥じて家を飛び出し、出生や身分にとらわれないパラダイスを作るためにオムデングループ内で出世するという夢を抱く。その夢に共感した部下のアンディやビトたちとともにあらゆる汚れ仕事を引き受けてきたが、やがて組織の壁の厚さという現実に直面し、使い捨ての鉄砲玉に甘んじる日々に挫折しかけている。
組織からリング回収の命令を受けてラドニッツァ・コロニーを襲撃するが、ウィスタリオに撃退され一時撤退を余儀なくされる。途中で介入してきたザン兄弟を撃退すべくウィスタリオと一時的に共闘して窮地を脱するが、結局リングの回収は果たせず、責任を問われて部隊長を解任される。出世が潰えながらもウィスタリオとの決着のためにデブリ帯のコクーン周辺宙域で再戦を挑むが、シクラーゼの裏切りによってウィスタリオもろとも始末されかけ、部下たちを失いウィスタリオに救助される。部下の死を受けて意気消沈するが、ウィスタリオの勧誘やカチュアの激励を受けて再起し、新たな愛機ガンダム・アスモデウスとともにウィスタリオ一行に加わる。
カチュア・イノーシー
声 - 田中美海
キンバルに軟禁されていた少女のひとり。イシュー家当主と使用人の女性とのあいだに生まれた隠し子で、カルタとは異母姉妹にあたる。カルタの死で空位となったイシュー家の次期当主に選出されたが、母を捨てた父への憎しみからこれを拒み、単身逃亡の旅に出ていた。生前のカルタを思わせる容姿と強い意志の持ち主であるが、逃亡の身となってからは自身の正体を知りうるギャラルホルン軍人を極端に恐れている。家庭の事情からギャラルホルンや世情に詳しいだけでなく、服飾学校への進学を志望しているためファッションやインテリア関係にも強い。
キンバルがウィスタリオたちに倒されたことで解放されるが、保護に駆け付けたギャラルホルンから逃れるようにエルダ丸IIに密航し、自分の素性を伏せつつ船の雑用係として雇われる。当初は年下のウィスタリオを侮っていたが、彼の度量の広さと夢の壮大さを評価し、ウルズハントの結末に興味を抱くようになる。ロンドたちイシュー家の追手が迫るなかで、自身にプロポーズしてまで守ろうとするウィスタリオに感謝しつつ、今度は自身がウィスタリオたちを守ろうとロンドのもとに下る。しかし危険を冒して「ラタトスク」まで自分を追ってきたウィスタリオたちに心を動かされ、メハイア戦後にマイクロウェーブの雷にさらされるランチから撃墜直前に単身脱出。ウィスタリオとウィスタリオと幸せになることを望み、ラドニッツァ・コロニーへと帰還する。
デキステル、シニステル
声 - 梅津秀行（二役兼任）
エルダ丸IIの運航を担う熟練技師たち。兄弟のように似た容姿ながらも血縁関係はない。コロニーの配管メンテナンスから船の修理まで幅広くこなす技術力をもち、互いにとぼけながらも息の合ったやり取りを見せる。
スプラ
声 - 一条みゆ希
ウルズハント中のアファム設備の留守を預かる老婆。ウィスタリオを「ウィズ」と呼び可愛がっている。

##### ウルズハント参加者
シクラーゼ・マイアー
声 - 野島健児
ウルズハントの実行部隊隊長としてオムデン社に雇われた暗殺者。高度なMS操縦技術をもつと同時に、青年時代に父親の研究を手伝っていた経験から厄祭戦やMAの知識に詳しい。父とは不慮の事故で死別しているが、自身は生前の父と接触していたファリド家による謀殺と判断し、「学問では世界は変えられない」という絶望から、絶対的な力を求めてギャラルホルンに入隊。やがて精鋭部隊の士官に上りつめたが、上官殺しの罪で脱走しオムデンに流れ着いた。オムデンの上司からはウルズハント制覇の報酬として相応の地位を約束されているが、内心では自分の愛する自由を縛る枷になると嫌悪し、ひたすら力を求める主義を貫いている。
レース中は味方のレンジーをそそのかして捨て駒にしたり、自身が到達したポイントを破壊してほかのライバル参加者を妨害するなど、手段を選ばない冷酷さを見せる。自身がオムデン内の派閥争いで切り捨てられつつあることを知ると、部下たちを始末してタギングたちとともに組織を脱走。今度はオキナによってイシュー家所属の艦隊指揮官として雇われ、カチュアとともに出奔したロンドを追跡する。「ラタトスク」にたどり着くと、封印されていたメハイアを父の仮説だった「MAたちを統率した上位個体」と推察して起動させるが、ウィスタリオたちによって撃破される様子を見て落胆し、タギングたちと離脱する。
タギング・コーサ
声 - 藤田茜
オムデン社が所有する1枚目のリングの案内人。片目を隠した黒髪と褐色肌が特徴。レース前半ではバッチとともに待機を命じられ退屈していたが、後半からはオムデンを抜けたシクラーゼに同行する。ロンド隊の追撃任務では退屈しのぎを兼ねた戦闘参加を希望し、艦内のシャルフリヒターを借りて出撃する。
バッチ・コーサ
声 - 花守ゆみり
オムデン社が所有する2枚目のリングの案内人。金髪と糸目が特徴。相棒のタギングとは対照的に物静かな性格で、待機中の空白時間を趣味の読書に充てていた。
ザン兄弟
SAUと現地のギャラルホルンを裏で牛耳る巨大武闘派組織「ザン・クラン」の跡取り息子たち。「結果を残した者に家督を譲る」と言う父ルビアン・ザンの指示でウルズハントに参加する。オムデンに追って金星圏を訪れて以降は積極的にほかのウルズハント参加者を排除しようとするが、妨害に専念するあまり肝心の宝探しに出遅れる結果となる。跡目を争っているジャビロの策で始末されかけるが、ウィスタリオとの共闘で撃破する。戦闘後はウィスタリオを「ブラザー」と呼び和解し、ジャビロの裏切りの報告とクランの立て直しのために地球に一時帰還する。その後、イシュー家がウィスタリオたちを探していることを知ると再び宇宙に上がり、メハイアに苦戦するウィスタリオたちの前に援軍として現れる。
ローム・ザン
声 - 稲田徹
スキンヘッドと長身が特徴の兄。暴力的かつ短絡的な性格で、長男の自分こそが跡取りにふさわしいと考えているが、乗機の色に採用するほどのピンク好きという意外性をもつ。弟や部下たちからは「暴力ゴリラ」「脳ミソ全部筋肉」などと陰口を言われているが、少年時代の弟をいじめっ子から守ってやるなど家族思いな面もある。
アイコー・ザン
声 - 山本格（鉄血G） / 山根雅史（小さな挑戦者の軌跡）
ドレッドヘアーと短躯が特徴の弟。暴力的な兄を出し抜いて自分が跡目を奪おうと考えている一方で、弱かった自分を何度も救ってくれた兄に感謝しあこがれてもいる。兄の的外れな指示や行動に無意識の愚痴を漏らす癖があり、そのたびに兄に凄まれ取り繕うのが常態化している。
戦略もなく正面攻勢を続ける兄に決別を告げ、自分の実力を見せるべくウィスタリオ一向にだまし討ちをしかけるが、部下とともにデムナーたちに取り押さえられ捕虜となる。そのままウィスタリオに捕虜交換の取引材料にされるが、直後に現れたジャビロを退けるべく解放を頼み込み、合流した兄とのコンビネーションで撃退する。
ベローズ・コーサ
声 - 大久保瑠美
ザン兄弟の案内人。兄弟とその部下たちからは名前を略して「ベロすけ」と呼ばれる。無表情かつ無感情に使命をこなす一方で、兄弟の愚鈍さを見て「転職したい」「ハズレくじに当たった」と呆れ、ザン家やクランの騒動に対しても「心底どうでもいい」と他人事に捉えている。ロームとの諍いでアイコーが離脱すると、そのままアイコーに参加者の権利を移すか、そのまま敗北させてウィスタリオたちに同行しようと考えていたが、ジャビロ戦後に兄弟がウィスタリオと和解したためもくろみが外れる。
598（ゴーキュッパ）
声 - 三瓶由布子
キンバル一味に所属する元ヒューマンデブリの少年たちのリーダー。「598」とはヒューマンデブリ時代につけられたナンバーであるが、本人は気にせず名乗っている。自分と同じ境遇の子どもたちが活躍する鉄華団のような立身出世を夢見ているが、学識と主体性のなさをキンバルに付け込まれ、商船を標的とした海賊行為に手を染めている。
ウィスタリオとの邂逅を経て自身の行いに疑問を抱き、パルスタイからキンバルの悪行を知らされると仲間たちとともに離反し、ウィスタリオの協力を得てキンバルを倒す。以降は新組織「ファウンドリング」を立ち上げてウルズハントへの参加を表明し、同年代のウィスタリオをライバルとして強く意識する。並行してタマミの弟分としてラコウ海賊団の仕事を手伝うようになり、その過程で鉄華団と対面した際はシノたちの仕事に対する姿勢に薫陶を受け、仲間とともにファウンドリングを鉄華団と並ぶ組織に成長させることを決意する。
パルスタイ・コーサ
声 - 大西沙織
598の案内人。当初は598からリングを回収したキンバルに仕えるが、金稼ぎを優先してウルズハントに参加しないことに業を煮やし、598にキンバルの本性を伝えて独立させるきっかけを作る。キンバル討伐後はファウンドリングの命名人となり、598の案内人兼教育係として同行する。普段は母性的な穏やかさを見せる一方で、非道なヒューマンデブリ売買に手を染めるキンバルに意見をしたり、後先を考えずに動く598を叱るなど芯の強さを見せる。
タマミ・ラコウ
声 - 伊藤静
ウルズハントの参加者で、女性77人で構成されるタービンズの系列組織「ラコウ海賊団」のトップ。義理人情に厚いまっすぐな性格で、部下や舎弟からは「姉御」と呼び慕われている。自分に商売を教えてくれた名瀬とアミダを恩人として慕っており、テイワズの名を表に出せない違法まがいの仕事を引き受けてきた結果、不本意ながらも海賊としての名声を高めてきた。
キンバルの指示でテイワズの貨物船を襲った598たちに多額の損害賠償を請求するが、直後に襲撃してきたザン兄弟を撃退すべく598やウィスタリオたちと共闘する。戦闘後は賠償金代わりに自分の片腕を差し出そうとする598に対して、「ウルズハントの情報提供」と「自分の仕事を手伝うこと」を条件に配下に引き入れる。
「サイドストーリーズ」では、三日月たちがバルバトスのオーバーホールのために歳星にとどまっていた時期にハンマーヘッドを訪れ、ラフタのすすめでクーデリア、アトラコンビとシミュレーションでのMS戦を開始。女趣味丸出しで飾り付けた二人の機体に怒り叩きのめすが、終了後に自分も飾り付けに熱中しているところをアジーに見られ赤面する。
ケンシャル・コーサ
声 - 富田美憂
タマミの案内人。案内人のなかでも特に幼く、大好きなお菓子の前では使命を後回しにしがち。仕事を優先しがちなラコウにウルズハントへの本格参加を訴えつつも、女だけのラコウ海賊団に居心地の良さを感じており、ラコウたちからも団員のひとりとして可愛がられている。
コウゾウ・メンドウ
声 - 松本忍
ウルズハントの参加者で、厄祭戦の跡地や遺物を調べる考古学者兼トレジャーハンター。生前のマイアー教授の助手でもあり、同じ研究員仲間であったシクラーゼを知る数少ない人物。ほかの参加者と違ってMSなどの戦力を所有しておらず、ウルズハントに参加したのも賞金目的ではなく、あくまで学者としての探求心によるものである。研究に没頭するあまり周囲が見えなくなり、トラブルを起こしてスライスから文句を言われることも多い。マイアー教授の死後は研究室の記録と自身の調査とを照らし合わせ、ウルズハントの指定座標がすべて初代セブンスターズに関係する地点である事実を突き止めている。
スライス・コーサ
声 - 渡部紗弓
メンドウの案内人。外跳ねのボブに整えた銀髪と丸眼鏡が特徴。メンドウの起こすトラブルに毎回巻き込まれる苦労人だが、自身の責務を投げ出すことなく遂行しようとする真面目な性格。ファリド家廃棄戦艦の調査中に遭遇したシクラーゼからリングを渡すよう脅迫されるが、メンドウが紛失することを想定してすり替えていた偽物を渡すことで難を逃れる。

##### ギャラルホルン（ウルズハント）
ブラッドレー
声 - 伊丸岡篤
ギャラルホルン金星支部「アフロディーテ」の支部長を務める三佐。ラドニッツァ・コロニーを自分の所有物と信じて疑わない傲慢な性格で、部下やラドニッツァ市民から恐れられている。ウルズハントに参加中のアファム設備の内偵を進めており、端白星の修理のために帰還したウィスタリオに端白星の引き渡しを要求する。これを拒否されるとグレイズで戦闘を仕掛けるが、改修された端白星に敗北し、監査に訪れた石動によって支部長の任と三佐の地位をはく奪される。
イオク・クジャン
声 - 島﨑信長
テレビ本編より登場。本作では実家が所有する廃棄コロニーで発見された不審物の調査のために部隊を派遣していたが、その正体がプルーマであることと母機であるMAの脅威を知らされると、部下を危険にさらせないとして即時撤退とコロニーの一時封鎖を命令する。
石動・カミーチェ
声 - 前野智昭
テレビ本編より登場。本作では監査局所属であり、ブラッドレーの不正を摘発するため金星を訪れる。ブラッドレー拘束後は次期支部長が着任するまでの支部長代理となる。
マクギリス・ファリド
声 - 櫻井孝宏
テレビ本編より登場。本作ではモンタークとしての姿で初登場し、カチュアを追っているイシュー家からウィスタリオたちを救う。その行動には、カチュアの当主就任で復権を図ろうとするオキナの思惑を潰し、イシュー家自体を手中に収めることでファリド家の発言権を高めようという真意がある。
オキナ・ウロカ
声 - 津田英三
イシュー家の家老を務める老人。カルタの死後はカチュアを飾りの当主に仕立て、みずからがイシュー家の実権を握ることを画策。さらに壊滅状態にある地球外縁軌道統制統合艦隊の補充戦力として、裏社会のマフィアや海賊たちを大量招集している。
対立関係にあるロンドがカチュアの身柄引き渡しを拒んだことを知ると、シクラーゼを指揮官とした艦隊を差し向ける。メハイアの再起動によって艦隊が全滅したことを知ると、カチュアを含めた全員を死亡扱いとし、マクギリスの後見を得て当主代理となる。
ロンド・ブロン
声 - 浜田賢二
カルタの生前時の親衛隊長を務めていた男。MSだけでなく生身での白兵戦にも長け、デムナーをして「勝てるか分からない」と言わしめる実力者。後ろ盾もなく差別されていた自身を取り立ててくれたカルタに深い忠誠を誓っており、死んだ彼女の面影をもつカチュアの当主就任を熱望している。一方でオキナからはその忠誠心を「忠犬」と評され疎まれており、自身も無法者の雇用を急速に進めるオキナの野心を察知し対立を深めている。
当初はカチュアさえ確保できればウィスタリオたちを見逃すつもりであったが、カチュア本人が望まないことであるとウィスタリオに反発され対立。カチュアが投降したことで目的は果たしたものの、オキナが裏切り者のシクラーゼを引き入れたことに怒り、禁足地であるイシュー家の聖域「ラタトスク」に封印されたガンダム・ザガンを持ち出して反抗する。慣れない阿頼耶識のコックピットに難儀しながらも、追いついてきたウィスタリオの端白星を追い詰めるが、突如「ラタトスク」から発せられたマイクロウェーブの雷に打たれ敗北する。
イズナリオ・ファリド
声 - 速水奨
テレビ本編より登場。メンドウたちの回想で、亡くなる直前のマイヤー教授と面会したことから、事故を仕組んだ黒幕とシクラーゼが疑念を抱く原因となる。

##### 鉄華団（ウルズハント）
ノルバ・シノ
声 - 村田太志
テレビ本編より登場。海賊に狙われるテイワズの輸送船の護衛任務を引き受ける。アミダの要望で同行することになった598に対して、鉄華団の団員としてやれることをやるという信念のもと、数的不利にもひるまずMSに立ち向かう姿を見せて衝撃を与える。
ヤマギ・ギルマトン
声 - 斉藤壮馬
テレビ本編より登場。獅電のロールアウトに際して技術指南を受けるべく歳星を訪れており、シノとともに護衛任務に同行する。

##### タービンズ（ウルズハント）
名瀬・タービン
声 - 鳥海浩輔
テレビ本編より登場。定期報告に赴いたタマミの紹介で598と対面する。タマミに対してはウルズハントへの参加を把握しつつも、情報の出てこないオムデン社やザン・クランへの警戒を呼びかける。
アミダ・アルカ
声 - 田中敦子
テレビ本編より登場。598をシノたちに紹介し、護衛任務への同行を求める。シノと598が海賊のMS部隊との戦闘で窮地に陥った際は百錬で駆けつけ、残ったMSを殲滅する。

##### そのほかの人物（ウルズハント）
トラド・オムデン
声 - 杉崎亮
オムデングループ代表。合議制の裏で行われる役員同士の派閥争いに身を投じつつも、自身の進退に直結する重要事業としてのウルズハント続行を望んでいる。
キンバル
声 - 中野泰佑
夜明けの地平線団に所属する海賊。サンドバル率いる本隊から離れて略奪に勤しんでおり、金品や物資だけでなく捕虜の乗員・乗客たちをヒューマンデブリとして売りさばいている。部下である598たち元ヒューマンデブリには人身売買の事実を隠しつつ、「鉄華団のようにしてやる」という甘言のもとに一定の生活保障を与えることで体よく利用していた。598からリングを得てもウルズハントの賞金には目もくれず、目先の金を求めて海賊業を優先していたため、パルスタイから愛想をつかされ自身の悪行を暴露される。
598たちが離反するとみずからユーゴーに搭乗して立ちはだかり、598たちの乗機の阿頼耶識を停止させて優位に戦闘を進めるが、介入してきたウィスタリオと598の連携の前に敗れ去る。
ルビアン・ザン
声 - 仲野裕
ザン・クランの現当主（ビッグボス）でロームたちの父親。一代でクランを発展させた傑物であり、息子たちも恐れる厳格な人物。ロームからは「ビッグパパ」と呼ばれている。現在は病で余命いくばくもない身であり、愛する息子たちがウルズハントで成果を上げることを切望している。
ジャビロ・ジャイロ
声 - 小柳良寛
ザン・クランの古参幹部。狡猾かつ欲深い性格で、ルビアンの目の前でもロームたちへの不遜な態度を隠さない。ロームたちから当主の座を奪うべくウルズハントでの失態をルビアンに報告し続け、やがてMS戦で直接ロームたちを葬ろうとするが、ウィスタリオの協力を得た二人に返り討ちにあう。
トド・ミルコネン
声 - 青山穣
テレビ本編より登場。本作ではカチュア捜索のため金星を訪問し、彼女がアファム設備にいることをマクギリスに報告する。
マイアー教授
声 - てらそままさき
シクラーゼの亡き父にして恩師。厄祭戦やMA研究の第一人者として知られ、自身の仮説である「MAたちを統率して人類に敵対した上位個体の存在」の手がかりがイシュー家の禁足地にあると推察していた。やがて研究がファリド家の興味を引いたことに喜ぶが、イズナリオとの面会後に事故死したとされている。

#### 登場兵器（ウルズハント）

##### モビルスーツ（ウルズハント）
ガンダム・端白星（ガンダム・はじろぼし）
ラドニッツァ・コロニー管理区画の動力部奥に隠されていたガンダム・フレーム機。ウィスタリオの曽祖母エルダがアファム設備を立ち上げたころにデムナーの祖父が発見し、人知れず整備が続けられてきた。エイハブ・リアクターによる優れた運動性能が特徴だが、金星の古称である機体名や大改修を受けた形跡がある以外の詳細は不明。MA戦では過去の記録から機体のリミッターが解除され、コックピット・モニターに行方不明となったマルコシアスの名が表示される。
第1形態
ラドニッツァ・コロニーを襲撃したレンジーたちを迎撃するためにウィスタリオによって再起動した際の姿。武装は汎用性と重量バランスに優れた「スマートメイス」、可変式クローとニードルを備えた攻防一体の「クラブシールド」、威嚇牽制を主体とする110ミリショートレンジライフルなど、機動性とウィスタリオに配慮した軽量なもので構成される。
第2形態
ハラエル戦での損傷の修復と同時に、激化が予想される今後の戦いに備えて装備の見直しと改修が施された姿。腰部バックパックの可動式大型スラスターユニットや軽量な肩部装甲を採用したことで機動性と俊敏性が向上しており、敵機を翻弄しつつ強力な一撃を叩き込むのを基本戦術としている。
新武装は、MSの全長を超える刀身長と持ち替え可能な三方向の柄をもつ大型近接武装「クロスメイス」と「ソードロングメイス」、機体の機動性を阻害しない細長い形状と小型クローが特徴の「スマートクローシールド」、敵機の行動制限などを目的に追加されたバックパックスラスター左右前面のワイヤーアンカー。
EB-05c シュヴァルベ・カスタム（シクラーゼ機）
シクラーゼ・マイアーが搭乗するグレイズ・フレーム機。シクラーゼがギャラルホルンを脱走する際に奪ったシュヴァルベに独自の改修を施した結果、ほかのパイロットにはあつかえないピーキーな機体に仕上がっている。従来の2基に加えて腰部にも1基のブースターを増設することで、機動性を大幅に向上。余分な武装を撤去するなど無駄を省いた設計となっている。一方で、コックピットはシクラーゼが使い慣れた試作機時代のシステムをそのまま採用している。
武装は、強奪後に新たに銃剣を追加した130ミリ専用ハンドガン2挺、機体の行動を制限しないよう軽量小型化されたバックラー型シールド。
IPP-18875 エンゾ
レンジー・ダブリスコが搭乗するヘキサ・フレーム機。軽装甲機が多いヘキサ・フレームには珍しく装甲強度を重視している。武装は、バックパック左側に装備された三連ロックブレイカー、右側に懸架されたライフル、両腰に懸架された手持ちブレード。
ASW-G-35 ガンダム・マルコシアス
厄祭戦で失われたとされるガンダム・フレーム機。戦後に現存が確認されている26機には含まれておらず、機体の手がかりも不自然なほどに何も残されていない。しかし、ギャラルホルンのデータベース内にリアクターの固有周波数が記録されていることから実戦投入は確実視されており、本機と交戦したハラエルにも当時の映像記録が残されている。
最大の特徴は、背部と腰部の左右に計4枚装備された大型バインダーで、4枚すべてが対MA戦用の折りたたみ式サブアームとして機能する。翼を模した背部バインダーの形状から優雅な印象をもつが、すべてのサブアームを展開した場合は悪魔の名を冠するガンダム・フレームらしい威容となる
武装は、鞘に納めた状態で重量級の「バスタードメイス」としても使用できる大太刀一振り、各バインダーに収納・保持される短剣4本、反転させてクローとしても使用できる両腕の格闘用ナックルガード、機体唯一の射撃武装である腰部バインダー内のレールガン2門、サブアームの展開を妨げないよう小型化された左腕のシールド。
ASW-G-32 ガンダム・アスモデウス
ウルズハントの指定座標にあるデブリ帯のコクーン内で発見されたガンダム・フレーム機。厄祭戦当時の戦闘記録がないことから、実戦投入前に終戦を迎えたと目されており、発見された時点で未使用の武装もすべてそろった万全の状態を保っている。当初は阿頼耶識仕様のコックピットが組み込まれていたが、デムナーの手によって大破したエンゾのコックピットを移植され、ウィスタリオ一行に加わったレンジー・ダブリスコの乗機となる。MA戦では端白星と違ってリミッター解除モードが作動しないが、デムナーからは強引にコックピットを交換した弊害によるもの、メンドウからはMAとの戦闘記録が存在しないことが原因と推察される。
武装は、炸薬式の射出機構によってあらゆる装甲を貫通可能な両腕の「グラン・トンファー」、トンファーに干渉しないようサイズを最適化した110ミリライフル、自機の固定や敵機の拘束に用いられる足裏の展開式クロー、煙幕によるかく乱を目的とした両腰のグレネード計4基。ザン兄弟対ジャビロとの戦いでは、ワイヤーで接続された刀身をスラスター噴射によって撃ち出す大刀「ギガント・ジャベリン」を新たに装備する。
ASW-G-61 ガンダム・ザガン
セブンスターズのイシュー家初代当主アルゾナ・イシューが搭乗したとされるガンダム・フレーム機。厄祭戦後は「ラタトスク」内の格納庫で厳重に管理されていたが、イシュー家の跡取り問題でオキナと対立したロンド・ブロンの手によって再起動する。希少金属製の分厚い重装甲を特徴としているが、大戦当時の阿頼耶識用コックピットであるためにロンドとは相性が悪く、通常のコックピットに換装された端白星に苦戦する場面もある。
武装は、希少金属製の盾と握砕用サブアームとしての機能を兼ね備えたリアスカート左右の「シールドプライヤーユニット」。「ラタトスク」で追撃部隊のグレイズと交戦した際は、機体本体の拳をドリルのように回転させてのパンチを敢行する。
UGY-R266C モンキー・ロディ
ファウンドリング（旧キンバル一味）の元ヒューマンデブリが運用するロディ・フレーム機。一部フレームが露出しているなど系列機のなかでは比較的安価なモデルであるが、高強度の曲面装甲と、阿頼耶識システムによる高い機動性を有している。キンバルによって外部から阿頼耶識を遮断できる反乱防止策が施されているが、性能低下と引き換えに通常の操縦系統に切り替えることは可能。598が搭乗する隊長機は、頭部の角とオレンジ色の肩部装甲をもつ。
武装はマシンガンや接近戦用のピッケル、本体の装甲を携行化したシールド。
UGY-R267MM モンキー・クラブ・ロディ
ラコウ海賊団のメカニックチームによって改修された598の隊長機。高速機動戦を得意とする598に合わせて、両手のマニピュレーターを牽制用マシンガンを内蔵したクローに換装している。
STH-1507 白虹（はくごう）
ラコウ海賊団が運用する機体。環境適正に優れた汎用機で、テイワズ系商船の護衛部隊にも配備されている。外観とコックピットもテイワズ系の特徴を備えており、足裏には捕獲用のクローが仕込まれている。
武装はハサミのような開閉機構をもつメイス、小型のライフル、両肩の装甲を取り外して使用するナックルガード。
EB-04/rcgp ゲイレールGP（ゲイレールゴージャス・ピンク）
ローム・ザンが搭乗するゲイレールの改造機。機体名は派手なピンクの塗装にちなんでロームがみずから命名した。コックピットはギャラルホルンの正規品を使用しており、バックパックはグレイズ・フレーム機から流用している。専用武装は鎌状のハーケン2振り。
EB-04/icgs ゲイレールGS（ゲイレールゴージャス・シルバー）
アイコー・ザンが搭乗するゲイレールの改造機。基本的にGPと同じ仕様だが、こちらは機体名と同じ白銀色に塗装され、GPにあった頭部と両肩の突起をもたない。専用武装はブースター付きのダブルハンマー。
ジルダ・パイソン
ジャビロ・ジャイロが搭乗するジルダの高級仕様機。ヘキサ・フレームに対応した武装を装備する。
EB-06/tc3 流星号 / グレイズ改参（グレイズかいさん）
グレイズ・アイン戦で破壊された二代目流星号（グレイズ改弐）を、テイワズのメカニックチームが修復した姿。損傷の激しかった頭部や右腕、バックパックは百錬や漏影のパーツで代用され、その部分の色も異なっている。
主武装は、シノの要望をもとにバトルアックスを大型化した「バスタードアックス」。

##### 艦船（ウルズハント）
エルダ丸II
アファム設備の設立時から運用されている、旧式の小型輸送船。艦名はアファム設備創立者でウィスタリオの曽祖母に由来する。MSの搭載数は1機で、艦自体の武装は護身用の機銃程度であるが、惑星間航行に耐えうる性能をもつ。

##### モビルアーマー（ウルズハント）
ハラエル
クジャン家所有の廃棄コロニー内に封印されていた個体。6本の腕の先端にカメラとビーム砲を内蔵した有線式クロー型マニピュレーターをもち、虫の形状をした黄色いプルーマを従える。かつてマルコシアスと交戦した経験があり、このときのみ機体の全容が描かれる。
ウィスタリオとシクラーゼのリングに反応して再起動し、残存したプルーマとともに暴走状態となる。コロニー残骸に隠れつつ3本のマニピュレーターを伸ばしてウィスタリオたちを翻弄するが、リミッターが外れた端白星や仲間たちの連携に敗れ機能停止する。
メハイア
「ラタトスク」内に封印されていた個体。胸部に収納式のビーム砲と、両肩に多数の有線式パイルアームを備え、後部にはプルーマの製造ユニットと素材収集用アームを複合した巨大なコンテナが接続されている。
シクラーゼの指示を受けたバッチによって再起動し、コンテナを破壊されてもなおウィスタリオたちを追い詰めるが、援軍として駆けつけたタマミやザン兄弟の助力によって両肩を破壊され、最後は全員の総攻撃によって撃墜される。

#### 主題歌（ウルズハント）
「The Over」
Re:Endによる『ウルズハント』主題歌。作詞・作曲・編曲は藤永龍太郎（Elements Garden）。

#### 各話リスト（ウルズハント）
| 話数   | サブタイトル     | 脚本     | 絵コンテ        | 演出                | 作画監督          | 作画監督        | 初配信日                                |
| 話数   | サブタイトル     | 脚本     | 絵コンテ        | 演出                | キャラクター      | メカ            | 初配信日                                |
| ------ | ---------------- | -------- | --------------- | ------------------- | ----------------- | --------------- | --------------------------------------- |
| 第1話  | 端白星           | 鴨志田一 | 長井龍雪        | 綿田慎也            | 千葉道徳          | 有澤寛          | 2022年 11月15日（前編）11月25日（後編） |
| 第2話  | 出航             | 土屋理敬 | 小林寛          | 米田光宏            | 森下博光          | 有澤寛 大張正己 | 12月1日（前編）12月14日（後編）         |
| 第3話  | 598              | 鴨志田一 | 寺岡巌 安藤良   | 安藤良              | 高見明男          | 高瀬健一        | 12月31日（前編）2023年 1月14日（後編）  |
| 第4話  | 裏切りの回廊     | 土屋理敬 | 寺岡巌 羽原信義 | 羽原信義            | 池田佳代          | 有澤寛          | 2月2日（前編）2月14日（後編）           |
| 第5話  | リングの持ち主   | 鴨志田一 | 小林寛 羽原信義 | 石井章詠            | 森下博光          | 有澤寛          | 3月1日（前編）3月14日（後編）           |
| 第6話  | 予期せぬ出会い   | 土屋理敬 | 羽原信義 寺岡巌 | 河原龍太            | 池田佳代          | 有澤寛          | 4月1日（前編）4月14日（後編）           |
| 第7話  | 金星の価値       | 鴨志田一 | 尾崎隆晴        | 安藤良              | 山岡信一          | 有澤寛          | 5月1日（前編）5月14日（後編）           |
| 第8話  | 兄弟船           | 土屋理敬 | 西澤晋          | 羽原信義 小田沙也加 | 石原満            | 有澤寛 高瀬健一 | 6月1日（前編）6月14日（後編）           |
| 第9話  | 角笛と華の影     | 鴨志田一 | 羽原信義        | 小田沙也加          | 大貫健一 山岡信一 | 阿部宗孝        | 7月1日（前編）7月14日（後編）           |
| 第10話 | 家族と絆         | 土屋理敬 | 石井章詠        | 石井章詠            | 池田佳代 山岡信一 | 有澤寛          | 8月1日（前編）8月14日（後編）           |
| 第11話 | 伸ばした手の彼方 | 鴨志田一 | 長井龍雪        | 長井龍雪 小田沙也加 | 岡田洋奈 森下博光 | 有澤寛          | 9月1日（前編）9月14日（後編）           |
| 第12話 | 紫電のソラ       | 鴨志田一 | 長井龍雪 寺岡巌 | 小田沙也加          | 山岡信一 高見明男 | 有澤寛          | 10月1日（前編）10月14日（後編）         |

### 機動戦士ガンダム 鉄血のオルフェンズ MSV
2021年12月16日より展開されるモビルスーツバリエーション(MSV)企画。テレビシリーズおよび『月鋼』に未登場のMSが掲載され、一部は「サイドストーリーズ」の劇中にも登場する。

#### 登場兵器（MSV）
ガンダム・端白星アレクトール
端白星に、デムナーの祖父が生前に考案したフルアーマー化計画「アレクトール」の装備を施した姿。単機で敵艦隊との正面衝突を想定した重装甲と重装備が施されている。
武装は、ワイヤーによる射出機構や刃の展開機構、機銃を複合した近接兵器｢スタッグワイヤーハンマー｣、戦艦にも有効な長距離精密射撃を行える400ミリ口径の超大型ライフル「アレクトールグランドキャノン」。
ASW-G-04 ガンダム・ガミジン
セブンスターズのファルク家初代当主カルフ・ファルクが搭乗したとされるガンダム・フレーム機。厄祭戦時は多くの戦果を挙げたと記録され、戦後はファルク家の厳重な管理下に置かれている。
武装はリボルバーヘッドに零距離発射式の小型ダインスレイヴ弾を仕込んだ巨斧「リボルバーガンアックス」、背部サブアームに懸架された110ミリ六連ガトリング砲。
ASW-G-16 ガンダム・ゼパル
セブンスターズのクジャン家初代当主、エンブリラ・クジャンが搭乗したとされるガンダム・フレーム機。バックパック・バインダーのスラスターを駆使した変則的な機動を特長とし、その機動性を損なわないよう装備も軽量にまとめられている。
武装は、バエルソードと同じ希少金属で錬成された「ゼパル・ソード」、同じく希少金属製のクロー4枚をもつ小型の「ゼパル・シールド」。
ASW-G-48 ガンダム・ハーゲンティ
セブンスターズのエリオン家初代当主アンゼリカ・エリオンが搭乗したとされるガンダム・フレーム機。軽量機でありながら力強く戦場を席巻し、現在はエリオン家管理のもとでヴィーンゴールヴの格納庫に保管されている。
武装は特殊錬成により外見以上の重量と強度をもつ「カタナ・ブレード」二振り、牽制やかく乱、プルーマの撃破を目的とする130ミリショートバレルライフル「ヒュージ・ガン」。
ASW-G-54 ガンダム・ムルムル
セブンスターズのファリド家初代当主、蒔絵・ファリドが搭乗したとされるガンダム・フレーム機。曲線主体の女性的な体型でありながらも、大型の後頭部と機体全長を上回る6連式超大型攻撃ユニット「サージカルフェザー」を配置した腰部スカートを特徴とする。
サージカルフェザー各基は阿頼耶識を介して有線操作され、接近してきた敵には分割使用が可能な双頭刃の「サージカルナイフ」で対処する。
ASW-G-XK エックスケー
「サイドストーリーズ」に登場。ガンダム・ヴィダールの試作段階に相当する姿。開発は辺境のコロニーで行われ、試験結果をもとにヤマジンによる武装と阿頼耶識TypeEの調整が行われた。
武装は、バインダーの位置が異なる試作型の「プロト・バーストサーベル」と、ギャラルホルン開発部門の試験運用品を流用した「110ミリヴィダール用ライフル」。
EB-06t グレイズ(訓練機)
「サイドストーリーズ」に登場。ギャラルホルンがパイロット育成用に運用している機体。頭部と肩にラインマーキングが描かれている以外は実戦機と性能的な違いはなく、運用域によってブースターの位置が変更される点も同じ。武装も実戦機と同一だが、ライフルは模擬戦用のペイント弾仕様となっており、バトルアックスはインパクト時の衝撃を減らす目的でナノラミネート処理された訓練用カバーが掛けられている。
アトラ☆百華（アトラひゃっか）
「サイドストーリーズ」に登場。タービンズとの旅の道中にMSの操縦体験を勧められたアトラが、ラフタとともにシミュレーション上で考案した百錬のカスタム機。機体色が白とピンクに塗り替えられ、頭部のリボンや背部の翼、腰部のクマ型スラスターといったかわいさのみを追及したデザインになっている。
武装はかわいい色ながらも幅広い間合いで使える長杖状の近接武器「アトランティック☆スティック」。
マン・ロディ（クーデリアスペシャルVer.3）
「サイドストーリーズ」に登場。アトラとともにMSの操縦体験を勧められたクーデリアがフミタンとともに考案した、マン・ロディのカスタム機。機体色が赤と黄色に変更され、さまざまな状況に対応するべく装備を盛り込んだ結果、積載量超過の超重武装機となった。
武装は両腕のメイスにランス、シールド2枚、両肩のガトリング砲2門。
V04-0630 ヴァルトラウテ
最前線における味方機の護衛と戦線維持用に開発されたヴァルキュリア・フレーム機。特殊な積層構造の装甲を採用したことで、機動性と俊敏性を維持した状態での重装甲化を実現している。
武装は、希少金属を錬成した大小一組の刀剣「ヴァルキュリアウチガタナ」と「ヴァルキュリアワキザシ」。
V07-0126 ジークルーネ
中性の騎士を彷彿とさせるフォルムを有するヴァルキュリア・フレーム機。高機動・高出力をコンセプトに設計され、腰背部に小型かつ高出力のスラスターユニットを装備する。厄祭戦の戦局を変える高性能機として完成したが、ガンダム・フレーム機の登場によりほかのヴァルキュリア・フレーム機同様活躍の機会を奪われ、厄祭戦後は限られた人物のみが知る希少なMSのひとつとなっている。
専用武装は、貫通力に特化した希少金属性の「ヴァルキュリアレイピア」と、ワイヤーアンカーを内蔵した攻防一体の「ヴァルキュリアラウンドシールド」。